# Liste der Kulturdenkmale in Waldheim

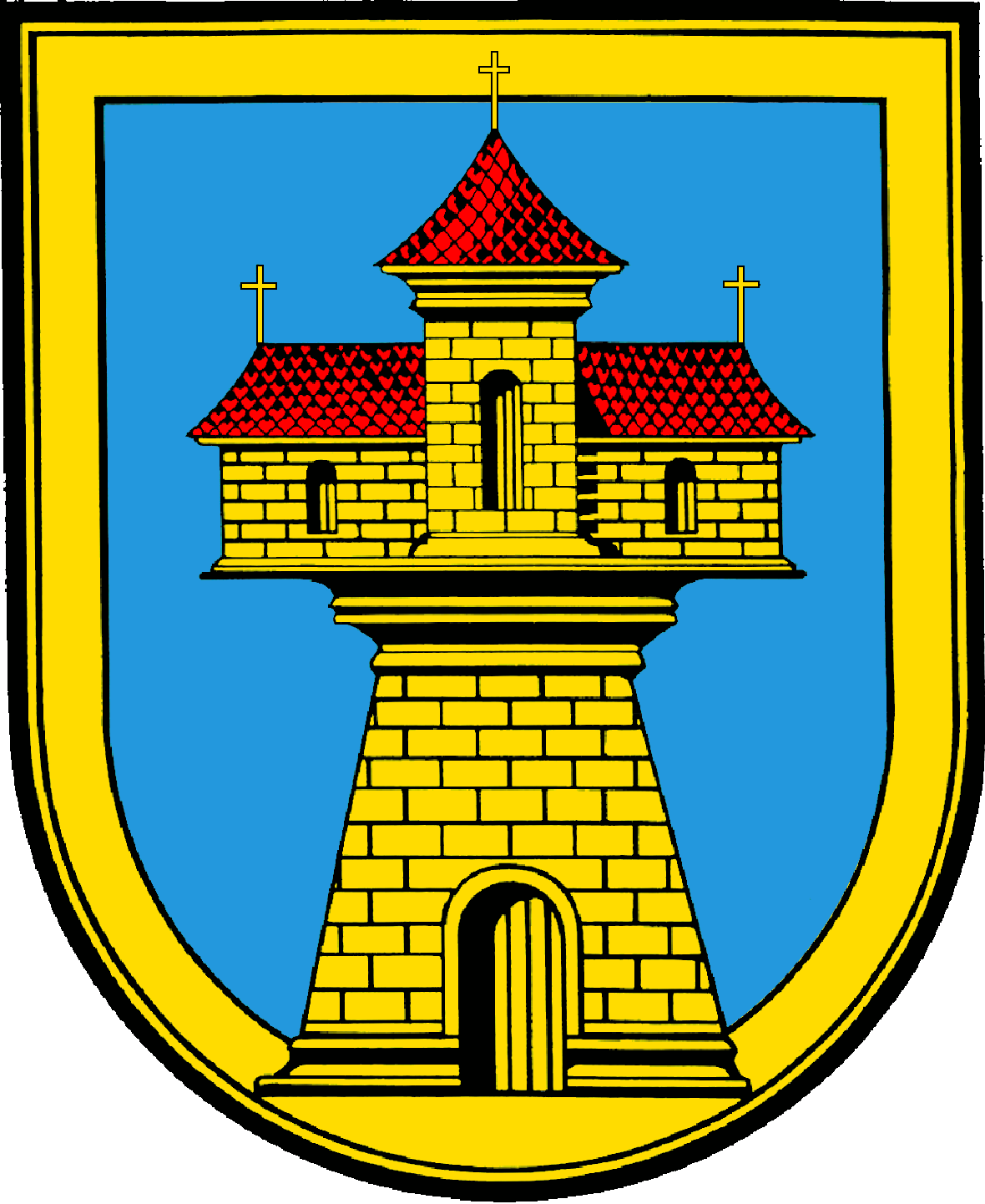
Wappen von Waldheim

In der Liste der Kulturdenkmale in Waldheim sind die Kulturdenkmale der sächsischen Stadt Waldheim verzeichnet, die bis April 2024 vom Landesamt für Denkmalpflege Sachsen erfasst wurden (ohne archäologische Kulturdenkmale). Die Anmerkungen sind zu beachten.
Diese Aufzählung ist eine Teilmenge der Liste der Kulturdenkmale im Landkreis Mittelsachsen.

## Waldheim
| Bild                                    | Bezeichnung | Lage                              | Datierung | Beschreibung | ID       |
| --------------------------------------- | --- | --------------------------------- | --- | --- | -------- |
|                                         | Denkmalschutzgebiet Stadtkern Waldheim (Vorschlag) | (Stadtkern) (Karte)               | Ab 16. Jahrhundert | Denkmalschutzgebiet Stadtkern Waldheim (Vorschlag) | 09207426 |
| Direkt Bild zu diesem Denkmal hochladen | Holzkreuz | (Kreuzfelsen) (Karte)             | 19. Jahrhundert | Von weithin sichtbares und landschaftsprägendes Kreuz mit ortsgeschichtlicher Bedeutung. Großes Holzkreuz auf dem Gipfel des Kreuzfelsens, Richtung Meinsberg, nordwestlich der Döbelner Straße. | 09207334 |
|                                         | Pfarrhaus (zwei Hausnummern) in offener Bebauung | Am Schulberg 1, 2 (Karte)         | Um 1860 | Orts- und kirchengeschichtlich interessantes Gebäude, qualitätvoll gestaltete Putzfassade in sehr gutem Originalzustand. Zweigeschossig, Erdgeschoss Rundbogenfenster mit profilierten Gewänden, Portal flankiert von Pfeilern, Rundbogenabschluss, Schlussstein und Verdachung, Sockel mit Polygonalmauerwerk, Zwillingsfenster im Giebel, Konsolkranzgesims, Satteldach. | 09207230 |
| Weitere Bilder                          | Schule und Turnhalle (Grundschule Waldheim) | Am Schulberg 3 (Karte)            | Nördlicher Teil 1876 (Schule); 1906 (Schulturnhalle) | In Jugendstilformen gestaltet, von baukünstlerischem Wert, langgestreckter Schulbau in städtebaulich markanter Höhenlage in Kirchennähe. - Schule: dreigeschossig, segmentbogige Zwillingsfenster, Eingänge in Jugendstilformen, neuer Putz und Fenster erneuert - Turnhalle: langgestrecktes Gebäude, Eckrustizierung, ansonsten verputzt, geschweifter Jugendstilgiebel, guter Originalzustand, Längsseite durch spätere Fenstereinbrüche überformt | 09207231 |
|                                         | Schule mit Gedenktafel (Kolbe-Schule, Förderschule Waldheim) | Am Schulberg 3a (Karte)           | 1864 | Prächtiges, großes Schulgebäude mit qualitätvoller Putzgliederung in gutem Originalzustand, im Stil der frühen Neogotik, Gedenktafel für den Bildhauer Georg Kolbe, der diese Schule besuchte, von ortsgeschichtlicher Bedeutung. Dreigeschossig, zu Zwillingsfenstern gekoppelte Segmentbogenfenster, Rundbogenfries als Kranzgesims, profilierte Gewände, originale Türgewände mit gotisierender Verdachung. | 09207232 |
| Direkt Bild zu diesem Denkmal hochladen | Villa | Am Schulberg 4 (Karte)            | Um 1870 | Sehr gut erhaltener Putzbau in gründerzeitlicher Formensprache. Zweigeschossig, Porphyrtuff-Gewände, originale Haustür, Eckquaderung, Schopfwalmdach, gestalterische Betonung Mittelachse, Erker, Dacherker, Ochsenauge. | 09207237 |
| Direkt Bild zu diesem Denkmal hochladen | Wohnhaus | Am Zänker 10 (Karte)              | Um 1915 | Baugeschichtlich von Bedeutung, kleines, zeittypisches Wohnhaus im Heimatstil, in sehr gutem Originalzustand, schlichte Putzornamentik, aufgrund des guten Originalzustandes bemerkenswert. Zweigeschossig mit heruntergezogenem Dach, Polygonalmauerwerk am Sockel, Krüppelwalm-Mansarddach, originale Fensterläden, zum Garten rundbogiges Fenster mit Bleiglasornament. | 09207459 |
| Direkt Bild zu diesem Denkmal hochladen | Wohnhaus in offener Bebauung | An der Zschopau 1 (Karte)         | Um 1840 | Qualitätvoller Putzbau mit originaler Gliederung, aufgrund seines Alters und seiner städtebaulichen Lage direkt an der Zschopau von bau- und ortsgeschichtlichem Interesse. Im Erdgeschoss Segmentbogenfenster, Schlusssteine in Putz, Lisenengliederung. | 09207204 |
| Direkt Bild zu diesem Denkmal hochladen | Villa und Einfriedung | An der Zschopau 2 (Karte)         | Bezeichnet mit 1895 | Als ehemalige Fabrikantenvilla von ortsgeschichtlicher Bedeutung, mit aufwendigen Holzarbeiten detailreich versehene Villa in repräsentativer städtebaulicher Lage an der Zschopau. Villa liegt erhöht, zweigeschossig, Putzbau, fein profilierte Fenstergewände, originale Fenster, hölzerner Balkon, Zierfachwerk-Giebel, Holzreliefs im Giebel. | 09207203 |
| Direkt Bild zu diesem Denkmal hochladen | Mietshauszeile in offener Bebauung | Auestraße 14, 15, 16 (Karte)      | Um 1900 | Baugeschichtlich von Bedeutung, qualitätvoll gestaltete Klinkerbauten in gründerzeitlicher Formensprache, sehr guter Originalzustand. Zweigeschossig, Dacherker, Segmentbogenfenster, Brüstungsfelder möglicherweise verändert. Nummer 15, 14: originale Haustür, neue Fenster. | 09207479 |
| Direkt Bild zu diesem Denkmal hochladen | Hotel Goldene Höhe in offener Bebauung | Auf der Goldenen Höhe 22 (Karte)  | 1900 | Gründerzeitlicher Putzbau mit markantem Zierfachwerk, bau- und ortsgeschichtliche Bedeutung. Dreigeschossig, Schopfwalmdach, Fenstergewände mit Hohlkehle, Segmentbogenfenster, neue Fenster. | 09207235 |
| Direkt Bild zu diesem Denkmal hochladen | Gefallenendenkmal Erster Weltkrieg | Bahnhofstraße (Karte)             | Bezeichnet mit 1928 | Von ortsgeschichtlicher Bedeutung, Gedenkstätte für die Gefallenen und heimkehrenden Kameraden des Ersten Weltkrieges des Ersatz-Infanterieregiments 24. Einige Steinstufen, Steinblock aus mehreren großen, unregelmäßig behauenen Steinen, Kupfertafel mit Figur und erhabener Inschrift (Gefallenen und heimkehrenden Kameraden des Ersten Weltkrieges des Ers.-Inf. Reg. 24). | 09207338 |
| Weitere Bilder                          | Straßenbrücke über die Zschopau | Bahnhofstraße (Karte)             | 1862/1886 | Vierbogige Steinbrücke über die Zschopau, bau- und verkehrsgeschichtlich von Bedeutung, zudem stadtbildprägend. Vierfeldrige Natursteinbogenbrücke mit zwei Flussöffnungen (Bogen III und IV) sowie zwei Nebenöffnungen (Bogen I und II) über Mühlgraben bzw. Flussinsel, sehr flache Segmentbögen, zugehörige Feldstützweiten etwa 10 m bzw. 22 m, lichte Weite zwischen den Widerlagern ca. 72 m, Widerlager und zwei Pfeiler aus Natursteinmauerwerk (Schwergewichtswiderlager bzw. -pfeiler), dazwischen Gewölbebögen aus Naturstein mit Überschüttung, Stirnmauern ebenfalls aus Natursteinmauerwerk, gerundete Brückenpfeiler treten über die Brückenflucht hervor und bilden oben runde Austritte, über den Pfeilern und hinter den Widerlagern befinden sich vier zweiarmige Gaslaternen (Kandelaber mit gusseisernen Masten), Brüstungsmauern aus Natursteinmauerwerk, dazwischen originales Brückengeländer (gusseisernes Füllstabgeländer), Fahrbahndecke nach Sanierung erneuert. | 09206947 |
| Direkt Bild zu diesem Denkmal hochladen | Wohnhaus in halboffener Bebauung in Ecklage (Scharfe Ecke) | Bahnhofstraße 1 (Karte)           | Bezeichnet mit 1857 | In markanter städtebaulicher Situation stehender Putzbau, von klassizistischer Wirkung, in gutem Originalzustand. Dreigeschossig, Segmentbogenfenster, profilierte Gewände (Sandstein, zum Teil Porphyrtuff). | 09207308 |
| Direkt Bild zu diesem Denkmal hochladen | Villa Fanny, später Hotel Deutsches Haus | Bahnhofstraße 2 (Karte)           | 1869–1870, bezeichnet mit 1870 | Prachtvoller, repräsentativer, gründerzeitlicher Putzbau, der vermutlich auf einen Entwurf Gottfried Sempers zurückgeht, Wohnhaus des Zigarrenfabrikanten Conrad Adolph Weißker, ab 1890 Hotel, architektonisch wertvoll, ortsgeschichtlich bedeutsam. Dreigeschossig, Veranda mit rundbogigen Arkaden, Ochsenaugen, Eckrustika, imposante Fensterverdachungen, 1870 als Villa des Kommerzienrates Weißler? erbaut, nach Aussage der Erfassungsbögen 1952 nach Entwurf von Semper, 1887 Umbau zum Hotel „Zum deutschen Haus“ – bewirtschaftet bis 1919, danach von Stadt erworben, die darin die Spar- und Girokasse unterbrachte. 1933 wird in der oberen Etage die Verwaltung der Ortskrankenkasse untergebracht, welche nach 1945 in die Sozialversicherungskasse umgewandelt wurde. (Quelle: Erfassungsbögen 1952). | 09207209 |
| Direkt Bild zu diesem Denkmal hochladen | Plastik („Große Kniende“) | Bahnhofstraße 2 (vor) (Karte)     | 1937 | Nackte kniende Frauenfigur in Bronze über Natursteinsockel, bedeutendes Werk des in Waldheim geborenen Künstlers Georg Kolbe, künstlerisch und ortsgeschichtlich von Bedeutung. Bis 2008 irrtümlich unter Kolbeplatz in der Denkmalliste, Titel des Bildwerkes: „Große Kniende“. | 09207208 |
| Direkt Bild zu diesem Denkmal hochladen | Mietshaus in geschlossener Bebauung | Bahnhofstraße 3 (Karte)           | Um 1900 | Mit Läden, baugeschichtlich von Bedeutung, repräsentativ gestaltete Gründerzeit-Putzfassade in gutem Originalzustand, straßenbildprägender Dacherker. Dreigeschossig, Erdgeschoss mit Veränderungen, ungewöhnliche Fenstergewände und -verdachungen. | 09207309 |
| Direkt Bild zu diesem Denkmal hochladen | Wohnhaus in offener Bebauung | Bahnhofstraße 4 (Karte)           | Um 1850 | Schlichter Putzbau mit klassizistischem Portal und originaler Haustür, aufgrund seines Alters von stadtbaugeschichtlichem Interesse. Originale Fenstergewände (Porphyrtuff?). | 09207210 |
| Direkt Bild zu diesem Denkmal hochladen | Wohnhaus in geschlossener Bebauung | Bahnhofstraße 5 (Karte)           | Letztes Viertel 19. Jahrhundert | Mit Laden, baugeschichtlich von Bedeutung, klassizistisch gestaltete Putzfassade in gutem Originalzustand. Dreigeschossig, Rundbogentor. | 09207310 |
| Direkt Bild zu diesem Denkmal hochladen | Mietshaus in geschlossener Bebauung | Bahnhofstraße 7 (Karte)           | Bezeichnet mit 1904 | Mit Läden, aufwendig gestaltete Putzfassade mit Jugendstilornament, straßenbildprägend, baukünstlerisch wertvoll. Dreigeschossig, straßenbildprägender Erker, alte Fenster. | 09207311 |
| Direkt Bild zu diesem Denkmal hochladen | Wohnhaus einer ehemaligen Industriemühle (Brückenmühle) | Bahnhofstraße 9 (Karte)           | Um 1850 | Putzbau in klassizistischen Formen (das 1924 errichtete Mühlengebäude in expressionistischer Gestaltung 2002 abgebrochen), bau- und ortsgeschichtlich von Bedeutung. - klassizistisches Gebäude: dreigeschossiger Putzbau mit Attikazone, sandsteinerne Tür- und Fenstergewände, diese profiliert, Dreiecksgiebel - Gebäude um 1925: hoher, fünfgeschossiger Bau, turmartiger Aufbau Das Mühlengebäude, ein ortsbildprägender und baukünstlerisch bedeutsamer Putzbau in expressionistischer Gestaltung von ca. 1925, wurde zwischen 2002 und 2008 abgebrochen, und Pflaster des Hofes ebenfalls vor 2008 beseitigt. | 09207312 |
|                                         | Eispavillon | Bahnhofstraße 10a (Karte)         | Um 1900 | Ungewöhnlicher Pavillon der Gründerzeit mit Laterne und Aufsatz, baukünstlerisch interessant in prägnanter Straßenlage. Eingeschossig, Putzfassade mit Zierfachwerk. | 09207211 |
| Direkt Bild zu diesem Denkmal hochladen | Wohnhaus in halboffener Bebauung | Bahnhofstraße 11 (Karte)          | Um 1870 | Mit Laden, stadtbaugeschichtlich interessanter Bau aufgrund seines Alters, bildet den baulichen Auftakt zur Bahnhofstraße, Putzfassade der frühen Gründerzeit. Dreigeschossig bzw. zweigeschossig mit Drempel, Tordurchfahrt, Mittelteil durch Dacherker überhöht, gestalterische Betonung der Gebäude-Mittelachse durch außergewöhnliche Fenstergestaltung mit Drillingsfenster und gedoppelten Fenstern. | 09207217 |
| Direkt Bild zu diesem Denkmal hochladen | Wohnhaus in offener Bebauung und Pavillon und Einfriedung | Bahnhofstraße 12 (Karte)          | Um 1880 | Herrschaftlicher Putzbau in straßenbildprägender Lage, außergewöhnliche Fassadengestaltung in neoromanischen und neogotischen Formen (Rundbogenstil des 19. Jahrhunderts), von baukünstlerischer Qualität. - Wohnhaus: dreigeschossig, Rundbogenfenster mit profilierten Gewänden, Rundbogenfries schließt Fassade zum Dach hin ab, Vorbau betont Gebäudemittelachse, trägt Balkone der Obergeschoss, Maßwerkfenster original - Pavillon: gründerzeitliche Gusseisenkonstruktion, mit Dachpappe gedeckt | 09207212 |
| Direkt Bild zu diesem Denkmal hochladen | Mietshaus in geschlossener (ehemals halboffener) Bebauung | Bahnhofstraße 13 (Karte)          | Ende 19. Jahrhundert | Baugeschichtlich von Bedeutung, qualitätvolle, gründerzeitliche Putzfassade in markanter städtebaulicher Position, in den Obergeschossen guter Originalzustand. Dreigeschossig, Erdgeschoss überformt, Obergeschoss gegliedert von Kolossallisenen mit Putznutung, Kranzgesims mit Konsolen, Winterfenster, nicht saniert (später vermutlich mit benachbartem Flachbau ein Kino eingebaut). | 09207216 |
| Direkt Bild zu diesem Denkmal hochladen | Mietshaus in halboffener Bebauung | Bahnhofstraße 14 (Karte)          | Bezeichnet mit 1894 (Wetterfahne) | Straßenbildprägender Klinkerbau von gewaltiger Höhe, qualitätvolle, gründerzeitliche Fassadengliederung in gutem Originalzustand, als ehemaliges Post- und Bankgebäude von ortsgeschichtlicher Bedeutung, Jugendstiltreppenhaus. Viergeschossiger Klinkerbau (rot), Sandsteingewände mit Dreiviertel-Stab, gestalterische Betonung der Ecksituation durch Turmaufbau und Lisenengliederung, Kranzgesims mit Konsolen, neue liegende Dachfenster. | 09207213 |
| Direkt Bild zu diesem Denkmal hochladen | Mietshaus in geschlossener Bebauung | Bahnhofstraße 15 (Karte)          | Ende 19. Jahrhundert | Baugeschichtlich von Bedeutung, qualitätvolle Putzfassade in weitgehend gutem Originalzustand, gründerzeitliche Gestaltung von noch klassizistischer Wirkung. Dreigeschossig, Erdgeschoss ist überformt, Obergeschoss mit profilierten und geohrten Fenstergewänden, floral gestalteter Fries trennt die Geschosse, im ersten Obergeschoss Fensterbrüstungsfelder mit Diamantquader. | 09207215 |
| Direkt Bild zu diesem Denkmal hochladen | Mietshaus in geschlossener Bebauung | Bahnhofstraße 17 (Karte)          | Ende 19. Jahrhundert | Gründerzeitlicher Klinkerbau von hoher gestalterischer Qualität, sehr guter Originalzustand, baukünstlerisch wertvoll. Dreigeschossig, Portal aus Porphyrtuff mit Nutung, Triglyphenfries und Verdachung, roter Klinker, gestalterische Betonung der Seitenachsen durch Zwillingsfenster. | 09207214 |
| Direkt Bild zu diesem Denkmal hochladen | Doppelmietshaus und Einfriedung in markanter Ecklage | Bahnhofstraße 19, 21 (Karte)      | 1904 | Mit Laden, städtebaulich und baugeschichtlich von Bedeutung, reich gestaltetes Haus in spätem Jugendstil (Architekt: Rudolf Kolbe, Dresden, Bauherr: Baumeister Hans Pinther, Waldheim), mehrere Farbglasfenster im Innern. Dreigeschossiger Putzbau mit Mansarddach, Sandsteinsockel aus Rechteckquaderwerk, Tordurchfahrt, drei Erker, davon ein markanter Eckerker, reiches Putzstuckdekor mit Maskenmotiven und Lisenen-Putzgliederung, drei Balkone auf den Erkern, Gauben, zum Park hin loggiaartiger Dachaufbau mit Pfeilern, Säulen und Segmentbogengiebel, im Giebelfeld figürlicher Putzstuck, Einfriedung aus Eisengitter, im Treppenhaus Bleiglasfenster. | 09207335 |
| Direkt Bild zu diesem Denkmal hochladen | Mietshaus in halboffener Bebauung in Ecklage | Bahnhofstraße 23 (Karte)          | Um 1870 | Städtebaulich und baugeschichtlich von Bedeutung, reich und qualitätvoll gestaltete Gründerzeit-Putzfassade in gutem Originalzustand, Fassade noch von klassizistischer Gestaltung. Dreigeschossig, Palmettenreliefs als Fensterbekrönungen, neue Fenster, originale Haustür, Gebäude ist saniert. | 09207353 |
| Direkt Bild zu diesem Denkmal hochladen | Mietshaus in geschlossener Bebauung | Bahnhofstraße 31 (Karte)          | Um 1890 | Baugeschichtlich von Bedeutung, original erhaltener Putzbau (originale Putzhaut) aus der Gründerzeit. Dreigeschossig, DDR-Fenster, originale Tür, Konsolfensterbänke, Konsolkranzgesims. | 09207355 |
| Direkt Bild zu diesem Denkmal hochladen | Wohnhaus in geschlossener Bebauung | Bahnhofstraße 34 (Karte)          | Um 1880 | Mit Laden, seltenes Beispiel eines neogotischen Bauwerks in Waldheim, bauhistorisch von Interesse. Dreigeschossig, Satteldach, Fenster- und Türöffnung mit Tudorbogen, Brüstungsgesimse in den Obergeschoss, originale Schaufensteranlagen mit Tür, originale Eingangstür, Putzfassade (rötliche Tür- und Fensterfaschen), Traufgesims als Spitzbogenfries (Fenster denkmalgerecht erneuert). | 09207339 |
| Direkt Bild zu diesem Denkmal hochladen | Wohnhaus in Ecklage mit Gedenktafel (Kolbe-Haus) | Bahnhofstraße 40 (Karte)          | Um 1870 (Wohnhaus); bezeichnet mit 1953 (Gedenktafel) | Mit Laden, als Geburts- und Wohnhaus des Bildhauers Georg Kolbe von ortsgeschichtlicher und personengeschichtlicher Bedeutung. Dreigeschossig, schlichter Putzbau. | 09207358 |
| Direkt Bild zu diesem Denkmal hochladen | Villa | Bahnhofstraße 47 (Karte)          | Um 1900 | Baugeschichtlich von Bedeutung, gründerzeitlicher Klinkerbau in gutem Originalzustand, repräsentatives Gebäude in straßenbildprägender Lage. Zweigeschossig, gelber Klinker, zahlreiche, originale Baudetails, geschweifter Dacherkergiebel, zum Teil originale Fenster, originale Tür, Sandsteingewände. | 09207445 |
| Weitere Bilder                          | Portikusbau des Empfangsgebäudes und Bahnsteigüberdachung sowie Stellwerk nahe der Eisenbahnbrücke über die Bahnhofstraße                                                                            | Bahnhofstraße 54 (Karte)          | 1916–1920 | Empfangsgebäude an der Bahnstrecke Riesa–Chemnitz im neoklassizistischen Stil der Zeit nach 1910, als Zeugnisse der sächsischen Verkehrs- und Eisenbahngeschichte von technikgeschichtlicher Bedeutung, Portikusbau mit seiner individuellen Architektur auch von baugeschichtlichem Wert. Zweigeschossiger Putzbau mit großem Dreiecksgiebel, Porphyrelemente gliedern das Gebäude, Bahnhof Waldheim (DWA – 06366 I). | 09207274 |
| Direkt Bild zu diesem Denkmal hochladen | Mietshaus in halboffener Bebauung | Bahnhofstraße 56 (Karte)          | Bezeichnet mit 1909 | Straßenbildprägender gründerzeitlicher Putzbau in markanter Lage, baukünstlerisch interessante Details teilweise im Jugendstil. Dreigeschossig, Eckbetonung durch Türmchen, achtachsige Fassade. | 09207446 |
| Direkt Bild zu diesem Denkmal hochladen | Mietshaus in halboffener Bebauung in Ecklage und seitliche Einfriedungsmauer | Bahnhofstraße 59 (Karte)          | Um 1900 | Baugeschichtlich von Bedeutung, qualitätvoller Putzbau in städtebaulich markanter Ecksituation, straßenbildprägendes Ecktürmchen in Porphyrtuff, spätgründerzeitliches Gebäude mit Anklängen an den neogotischen Stil, bedeutendes Treppenhaus. Dreigeschossig, Dacherker mit verziertem Giebel, profilierte Fenstergewände mit Dreiviertelstab, originale Fenster. | 09207275 |
| Direkt Bild zu diesem Denkmal hochladen | Wohnhauszeile in halboffener Bebauung | Bahnhofstraße 65, 67, 69 (Karte)  | 1927 | Baugeschichtlich von Bedeutung, Wohnhäuser in typischer Gestaltung der 1920er Jahre mit interessanter Klinkersteinstruktur, bedeutend für das Straßenbild der Bahnhofstraße. Dreigeschossig, horizontale Putz-Klinkergliederung, gestalterische Betonung der Eingangssituation, zum Teil originale Fenster, Klinkerstruktur: plastisch hervorspringende Ziegel. | 09207460 |
| Direkt Bild zu diesem Denkmal hochladen | Mietshaus in geschlossener Bebauung konzipiert | Bahnhofstraße 78 (Karte)          | Um 1905 | Zeittypischer Bau mit beachtlicher kunsthandwerklicher Fassadengestaltung in Jugendstilformen. Dreigeschossiger Aufriss mit sechs Achsen, zweiachsiger Mittelerker über zwei Etagen, Erdgeschoss Natursteinverkleidung, Mansarddach mit zwei Gauben, Zwerchhaus mit geschwungenem Blendgiebel. In Fensterachsen florale Schmuckfelder, zwischen den Fenstern im Erker des zweiten Obergeschosses Frauenkopf und Blattornamentik, im Blendgiebel Thermenfenster saniert, im Erdgeschoss links Ladeneinbau (nachträglich). | 09207448 |
| Direkt Bild zu diesem Denkmal hochladen | Mietshaus in geschlossener Bebauung | Bahnhofstraße 80 (Karte)          | Um 1905 | Zeittypischer Jugendstilbau mit kunsthandwerklicher Fassadengestaltung, gleiche Gestaltung wie Nummer 82. Vierachsiger, dreigeschossiger Bau mit Dachausbau, asymmetrischem Aufriss, Rustikasockel, aufwendiges Portal mit Sopraportenfenster, je Etage individuelle Fenstergewände, zwischen den Etagen Schmuckbänder mit floraler Ornamentik, rechtes Zwerchhaus mit Blendgiebel (geschweift mit Voluten), links zweifenstrige Gaube in Planungseinheit mit Nummer 82 entstanden. | 09207449 |
| Direkt Bild zu diesem Denkmal hochladen | Mietshaus in geschlossener Bebauung | Bahnhofstraße 82 (Karte)          | Um 1905 | Zeittypischer Jugendstilbau mit kunsthandwerklicher Fassadengestaltung, gleiche Gestaltung wie Nummer 80. Spiegelbildlich gleicher Aufriss wie Nummer 80, andere Farbigkeit (saniert). | 09207450 |
| Direkt Bild zu diesem Denkmal hochladen | Wohnhaus in Ecklage | Bahnhofstraße 84 (Karte)          | Bezeichnet mit 1913 | Zeittypischer Bau in straßenbildprägender, städtebaulich bedeutender Ecklage, im Reformstil der Zeit um 1910. Dreigeschossiger Aufriss mit 5:3 Achsen, Ecke im Erdgeschoss Ladenausbau, darüber Eckerker mit drei schmalen Fenstern pro Etage. Hauptfassade, Mittelrisalit mit Dreiecksgiebel und Lisenengliederung, andere Fassadenseite mit schmalen Balkonen und Dachhaus mit Dreiecksgiebel, ausgebautes Mansarddach. Zwischen erstem und zweitem Obergeschoss Schmuckmasken und am Eckerker Kartusche („1913“) gerahmt von Girlanden. | 09207451 |
| Direkt Bild zu diesem Denkmal hochladen | Mietshaus in geschlossener Bebauung | Breitscheidstraße 14 (Karte)      | Um 1900 | Qualitätvoll gestaltete Gründerzeit-Klinkerfassade von baukünstlerischer Qualität. Dreigeschossig, Dacherker, profilierte Fenstergewände (Kunststein), markantes hohes Eingangsportal. | 09207478 |
| Direkt Bild zu diesem Denkmal hochladen | Mietshaus in halboffener Bebauung in Ecklage | Breitscheidstraße 26 (Karte)      | Um 1900 | Gründerzeitlicher Klinkerbau in städtebaulich wichtiger Position, guter Originalzustand. Dreigeschossig, Klinkermischbauweise, originale Haustür, DDR-Fenster. | 09207344 |
| Direkt Bild zu diesem Denkmal hochladen | Mietshaus in geschlossener Bebauung | Breitscheidstraße 29 (Karte)      | Um 1910 | Baugeschichtlich von Bedeutung, aufwendig und repräsentativ gestalteter Putzbau im spätgründerzeitlichen Stil mit Fachwerkgiebel, von straßenbildprägendem Charakter. Dreigeschossig mit Durchfahrt, baukünstlerisch wertvolle Sandsteinelemente, Zierfachwerk in Dacherkergiebel, neue Fenster. | 09207345 |
| Direkt Bild zu diesem Denkmal hochladen | Mietshaus in halboffener Bebauung und Einfriedung | Breuningstraße 9 (Karte)          | Um 1910 | Städtebaulich und baugeschichtlich von Bedeutung, markanter Putzbau mit interessanten Fensterstürzen, Jugendstilanklänge, guter Originalzustand. Dreigeschossig, Ecktürmchen, originale Fenster und Haustür. | 09207276 |
| Direkt Bild zu diesem Denkmal hochladen | Fabrik mit Werkstatt und Garage | Döbelner Straße 4a (Karte)        | Um 1900 (Fabrikgebäude); 1927 (Garage) | Ortsgeschichtlich bedeutender Fabrikbau. - Fabrik: hoher eingeschossiger Putzbau, Krüppelwalmdach und Turmanbau mit Zeltdach, Gesimsständer und Segmentbogenabschluss aus Klinker, originale Fenster - Anbau: mit flachgeneigtem Satteldach, eventuell Lagerraum, Garage mit Walmdach, zwei Eckrisalite flankieren zwei große Garageneinfahrten | 09208033 |
| Weitere Bilder                          | Schloss und Gefängnis Waldheim (Sachgesamtheit) | Dresdner Straße 1a (Karte)        | Bezeichnet mit 1897 (Portal in Gefängnismauer); Klostergründung 1404, Schlossneubau als Gefängnis (Schlossanlage)                                                        | Sachgesamtheit Schloss und Gefängnis Waldheim mit den Einzeldenkmalen Haus 1 (Zellentrakt), Haus 4 und 5 (bezeichnet mit 1756), Schloss, Haus 2, Kirche, Epitaph an der Kirche, Verwaltungsgebäude, Mauer (09207277) sowie den Sachgesamtheitsteilen Freiflächengestaltung und Nebengebäude; ortsbildprägende Anlage von stadt- und regionalgeschichtlicher Bedeutung, als eines der ersten sächsischen Zuchthäuser von landeshistorischem Interesse, in der NS-Zeit auch als frühes Haftlager (Konzentrationslager) und „Euthanasie“-Anstalt genutzt, in der DDR-Zeit Ort der „Waldheimer Prozesse“, unter diesen Aspekten von zeitgeschichtlicher Bedeutung. Ursprünglich kurfürstlicher Schloßbau von 1589, errichtet auf dem Gelände eines 1404 gegründeten Augustinerklosters, genutzt als Jagdschloss, Wittumssitz und seit 1716 als Armen-, Zucht- und Waisenhaus (Eröffnung 3. April), später als Strafanstalt. 1868 wurden die Schlossgebäude vollständig abgebrochen, aber auf annähernd dem alten Grundriss durch Zellen-Neubauten ersetzt. Erhalten blieb nur die ehemalige Schloßkirche, ein 1592 geweihter Saalbau mit polygonalem Ostschluss und Rippengewölbe, der aus der früheren Klosterkirche entstand. Das Bauwerk ist in die heutige Strafanstalt integriert und wird profan genutzt. Auf Grund der beschriebenen Nutzungsgeschichte von großer ort- und regionalgeschichtlicher sowie sozialgeschichtlicher Bedeutung. Dienstälteste Gefängnisanstalt in Deutschland. | 09302004 |
| Weitere Bilder                          | Haus 1 (Zellentrakt), Haus 4 und 5 (ehem. Waschhaus, bezeichnet mit 1756), Schloss, Haus 2, Kirche, Epitaph an der Kirche, Verwaltungsgebäude und Mauer (Einzeldenkmale der Sachgesamtheit 09302004) | Dresdner Straße 1a (Karte)        | Klostergründung 1404, Schlossneubau als Gefängnis (Gefängnisanlagenteil); um 1500 (Kirche); um 1880 (Zellentrakt)                                                        | Einzeldenkmale der Sachgesamtheit Schloss und Gefängnis Waldheim; ortsbildprägende Anlage von stadt- und regionalgeschichtlicher Bedeutung, spätgotische Schlosskirche und Schloss in Neurenaissance-Formen von baugeschichtlicher Bedeutung, als eines der ersten sächsischen Zuchthäuser von landeshistorischem Interesse, in der NS-Zeit auch als frühes Haftlager (Konzentrationslager) und „Euthanasie“-Anstalt genutzt, in der DDR-Zeit Ort der „Waldheimer Prozesse“, unter diesen Aspekten von zeitgeschichtlicher Bedeutung. 1404 Gründung eines Klosters der reformierten Augustiner, um 1555 Umbau zum Schloss von Georg von Carlowitz, 1589–1591 Ausbau unter Kurfürst Christian I. durch Paul Buchner und Nickel Held, ab 1716 als Zucht-, Armen- und Waisenanstalt genutzt, Schloss zu großen Teilen 1868 abgebrochen, bis 1869 Neubau in schlichten Neurenaissanceformen. Pförtnerhaus noch in barocken Formen, Rundbogentür mit Rustikaquaderung, Giebel mit kräftig profilierter Einfassung, um 1716 - Schlosskirche: ursprünglich dem heiligen Otto geweiht, um 1500, nach Neuausstattung durch Giovanni Maria Nosseni 1592 Neuweihe, Ende 1960er Jahre Umbau zu Mehrzweckhalle/Turnhalle, 1996 bei Bauuntersuchungen Nachweis umfangreicher spätgotischer Gewölbemalereien, verputzter Bruchsteinbau mit 3/8 Schluss, Chor und Teile des Langhauses mit Strebepfeilern, davor halbrunde Vorlagen, Maßwerkfenster, an der Südseite breiter Turm mit geschweifter Haube von 1785, östlich anschließend Sakristei mit Wendelstein von 1601, Westfassade mit dreigeschossigen geschweiftem Giebel und spitzbogigem Portal mit Verstabungen, fünfjochiges Schiff mit Netzgewölbe, Westempore von 1594, die weitere Ausstattung bei Umwandlung zur Turnhalle entfernt - heutiges Haus 1: Zellentrakt, um 1880, wuchtiger roter Klinkerbau, Segmentbogenfenster, Klinkerfries - Alte Bäckerei (abgebrochen vor 1999): 1717 als Brauhaus errichtet, zweigeschossiger Putzbau mit hohem Mansardwalmdach | 09207277 |
| Direkt Bild zu diesem Denkmal hochladen | Villa | Dresdner Straße 2a (Karte)        | Um 1910 | Baukünstlerisch bedeutsamer Wohnhausbau, in Anklang an den englischen Villenstil mit traditionellen Elementen in straßenbildprägender Lage. Vielgestaltige Dachlandschaft, schwingendes Vordach, Zierfachwerk, originale Fenster, Erker, hölzerne Pfeile flankieren Eingangsbau. | 09207297 |
| Direkt Bild zu diesem Denkmal hochladen | Gefängnis | Dresdner Straße 2b, 2c (Karte)    | Um 1880 | Ortsgeschichtliche Bedeutung, ein Gründerzeitgebäude. Zum Waldheimer Gefängnis funktional zugehörig, dreigeschossiger Putzbau mit Drempel, Walmdach, Putznutung, neue Fenster. | 09207443 |
| Direkt Bild zu diesem Denkmal hochladen | Wohnhaus in geschlossener Bebauung | Dresdner Straße 21 (Karte)        | Um 1840 | Baugeschichtlich von Bedeutung, schlichtes, vorgründerzeitliches, zeittypisches Wohnhaus in sehr gutem Originalzustand mit intaktem Wand-Öffnungsverhältnis und schönem Portal. Zweigeschossig, verputzt, originale Haustür und Türstock, alte Fenster, Satteldach. | 09207282 |
| Direkt Bild zu diesem Denkmal hochladen | Friedhof Waldheim (Sachgesamtheit) | Gartenstraße (Karte)              | 19. Jahrhundert | Sachgesamtheit Friedhof Waldheim mit den Einzeldenkmalen zwei Kapellen, Mauern und Tore, Brunnen, Kriegerdenkmal und Erbbegräbnisse (09207202) sowie Friedhofsanlage als Sachgesamtheitsteil; Stadtfriedhof mit künstlerisch interessante Begräbnisstätten, u. a. entworfen vom Bildhauer Georg Kolbe, von ortsgeschichtlicher Bedeutung, baukünstlerisch wertvolle Kapelle im Jugendstil, die zweite Kapelle Klinkergebäude der Gründerzeit. Spätestens im 18. Jahrhundert Friedhofsgründung, Friedhof mit Friedhofsmauer, Leichenhaus und Totengräberwohnhaus bereits auf den Meilenblättern (Blatt 170) von 1799 verzeichnet, hier Ausdehnung noch über die Gartenstraße hinaus nach Westen, um 1880 erste Erweiterung nach Osten (vgl. Äquidistantenkarten 62 von 1874 und 1889), Friedhof endet nun im Westen an der Gartenstraße. 1888 Abbruch der Leichenhalle und Errichtung der Aufbahrungshalle an neuem Standort im Osten des Friedhofs, vermutlich in diesem Zusammenhang auch Errichtung der Klinkermauer mit einem zweiflügligen Zufahrtstor und zwei einflügligen Zugangstoren an der Gartenstraße. 1910 Errichtung des Jakobsbrunnen nach einem Entwurf von Rudolf Kolbe. 1912 Errichtung der Kapelle und zweite Erweiterung, zusätzliches zweiflügliges Zufahrtstor mit Pforte an der Gartenstraße. Regelmäßiges Wegesystem mit wassergebundenen Decken, Allee aus Winter-Linden (Tilia cordata) entlang des Weges vom südlichen Zufahrtstor zur Kapelle, Kriegerdenkmal Erster Weltkrieg südwestlich der Kapelle, auf angeschüttetem Hügel steht ein großer Porphyrquader bekrönt von überdimensional großem Helm, Quaderseiten mit Inschriften versehen, wie „Sei getreu bis an den Tod, so will sich Dir die Krone des Lebens schenken (Offenb. 2.10)“, der Quader wird von zwei Winter-Linden flankiert und ist kreisförmig umstellt von zahlreichen kleinen Porphyrtuff-Kreuzen, jeweils für einen gefallenen Soldaten. | 09302005 |
| Direkt Bild zu diesem Denkmal hochladen | Friedhof Waldheim mit den Einzeldenkmalen zwei Kapellen, Mauern und Tore, Brunnen, Kriegerdenkmal und Erbbegräbnisse (Einzeldenkmale der Sachgesamtheit 09302005)                                    | Gartenstraße (Karte)              | 1. Hälfte 19. Jahrhundert (Friedhofsbestandteil); 1888 (Aufbahrungshalle); 1910 (Brunnen); 1911–1912 (Friedhofskapelle); nach 1918 (Kriegerdenkmal)                      | Einzeldenkmale der Sachgesamtheit Friedhof Waldheim; Stadtfriedhof mit künstlerisch interessanten Begräbnisstätten, u. a. entworfen vom Bildhauer Georg Kolbe, von ortsgeschichtlicher Bedeutung, baukünstlerisch wertvolle Kapelle im Jugendstil, die zweite Kapelle Klinkergebäude der Gründerzeit | 09207202 |
| Direkt Bild zu diesem Denkmal hochladen | Wohnhaus in offener Bebauung mit seitlicher Einfriedung | Gartenstraße 44 (Karte)           | Bezeichnet mit 1897 | Baugeschichtlich von Bedeutung, weitgehend im Originalzustand erhaltener Gründerzeitbau in qualitätvoller Ausführung. - Wohnhaus: zweigeschossig, Bruchsteinsockel, Satteldach (flachgeneigt) mit Dachgauben und Zwerchhaus, reiche Gliederung aus Putz und Kunststein, Ecklisenen, Erdgeschoss genutet, Obergeschoss Fenster mit konsolengestützten Sohlbänken, größtenteils Originalfenster, Originaltür, im Inneren: originales Treppenhaus, alte Ausstattung (Türe, Kachelöfen) - Einfriedung: Bruchsteinsockel mit Eisenzaun | 09207174 |
| Direkt Bild zu diesem Denkmal hochladen | Wohnhaus in offener Bebauung sowie Gewerbebau | Gebersbacher Straße 10 (Karte)    | Um 1900 | Straßenbildprägendes Gründerzeitgebäude mit markanter Dachlandschaft. Eingeschossig, Dacherker mit Zierfachwerk, Dachgauben mit Voluten. | 09207481 |
| Direkt Bild zu diesem Denkmal hochladen | Wandbild | Goldbornstraße 1 (Karte)          | Bezeichnet mit 1958 | Zeittypisches Putzrelief, Waldheims letztes Beispiel sozialistischer Kunst am Bau. Darstellung einer Familie: Mutter und zwei Kinder, Vater der beim Bau hilft, Inschrift „AWG Goldborn 1958“. | 09207447 |
| Direkt Bild zu diesem Denkmal hochladen | Ehemalige Webstuhlfabrik in offener Bebauung | Güterbahnhofstraße 1 (Karte)      | Um 1890 | Architektonisch qualitätvoller gründerzeitlicher Klinkerbau, von technikgeschichtlicher Bedeutung. Dreigeschossig, rotes Klinkergebäude, Korbbögen, im Erdgeschoss originale Fenster, Konsolgesims, Eingangssituation ist verändert. | 09207440 |
| Direkt Bild zu diesem Denkmal hochladen | Villa | Güterbahnhofstraße 2 (Karte)      | Um 1870 | Klassisch gestaltete einfache Villa der Gründerzeit. Zweigeschossig, Porphyrtuffgewände, Rundbogenfenster, Putz stark geglättet, Lisenengliederung, originaler Terrazzoboden im Eingang, Porphyrstufen im Treppenhaus. | 09207441 |
| Direkt Bild zu diesem Denkmal hochladen | Mietshaus in halboffener Bebauung in Ecklage | Hainichener Straße 1 (Karte)      | Um 1880 | Städtebaulich wichtige Ecklage, bemerkenswert die steinernen, geohrten Fenstergewände des frühgründerzeitlichen Putzbaus. Dreigeschossig, Dachaufbau verändert, entstellende Dachhäuschen. | 09207279 |
| Direkt Bild zu diesem Denkmal hochladen | Ehemaliger Gefängniskomplex in offener Bebauung mit Einfriedungsmauer (bis auf die beiden Gebäude an der Straße abgebrochen)                                                                         | Hainichener Straße 4 (Karte)      | 1886 | Ortsgeschichtlich interessante Gebäudegruppe der ehemaligen Waldheimer Psychiatrie (ursprünglich als Weiberzuchthaus errichtet), einst imposante dreiflügelige Ziegelbauten von strenger qualitätvoller Gestaltung, straßenbildprägend nur noch die erhaltenen zwei Gebäude an der Straße. Zweigeschossige Klinkerbauten, Segmentbogenfenster, getreppte Traufzone, Dreiecksgiebel. | 09207296 |
| Direkt Bild zu diesem Denkmal hochladen | Mietshaus in geschlossener Bebauung | Härtelstraße 2 (Karte)            | Um 1905 | Interessantes Jugendstil-Gebäude, halb Klinker-, halb Putzfassade, in sehr gutem Originalzustand, baukünstlerisch wertvoll. Viergeschossig, originale Jugendstilfenster und Haustür. | 09207258 |
| Direkt Bild zu diesem Denkmal hochladen | Mietshaus in geschlossener Bebauung | Härtelstraße 3 (Karte)            | Bezeichnet mit 1905 | Repräsentativer, aufwendig gestalteter Jugendstilbau in städtebaulich bedeutender Position, mit Fachwerkgiebeln, sehr guter Originalzustand, baukünstlerisch bedeutsam. 3½-geschossig (Hochparterre), sehr aufwendige Gestaltung Jugendstil des Eingangs, Zierfachwerk in den Dacherkergiebeln, Architekt eventuell Hans Pinther. | 09207259 |
| Direkt Bild zu diesem Denkmal hochladen | Mietshaus in geschlossener Bebauung | Härtelstraße 3c (Karte)           | Um 1905 | Mietshaus mit qualitätvoller Jugendstilputzfassade, straßenbildprägender Dacherkergiebel. Dreigeschossig, saniert, neue Haustür und Fenster. | 09207273 |
| Direkt Bild zu diesem Denkmal hochladen | Mietshaus in geschlossener Bebauung | Härtelstraße 4 (Karte)            | Um 1900 | Gründerzeitlicher Bau mit Klinkerfassade, baulicher Bestandteil des Ensembles Härtelstraße. Dreigeschossig, Dacherker, originale Haustür mit Oberlicht, Erdgeschoss neuer Putz, neue Fenster. | 09207272 |
| Direkt Bild zu diesem Denkmal hochladen | Mietshaus in geschlossener Bebauung | Härtelstraße 9 (Karte)            | Um 1900 | Gründerzeitlicher Putzbau mit repräsentativer Eingangsgestaltung, baulicher Bestandteil des Ensembles Härtelstraße. Dreigeschossig, saniert, originale Haustür, vermutlich neue Fenster. | 09207270 |
| Direkt Bild zu diesem Denkmal hochladen | Mietshaus in geschlossener Bebauung | Härtelstraße 13 (Karte)           | Um 1900 | Repräsentativer Gründerzeitbau in Klinkermischbauweise von baukünstlerischer Qualität. Dreigeschossig, Erker über zwei Geschosse betont die Gebäudemittelachse, Erdgeschoss verputzt, Obergeschoss verklinkert (rot), aufwendige Fensterverdachungen mit Werksteinreliefs, Stufengiebel, neue Fenster, originale Haustür. | 09207268 |
| Direkt Bild zu diesem Denkmal hochladen | Mietshaus in geschlossener Bebauung | Härtelstraße 14 (Karte)           | Um 1900 | Gründerzeitliche Putzfassade in gutem Originalzustand, städtebaulicher Bestandteil des Bauensembles der Härtelstraße. Dreigeschossig, Porphyrtuff-Gewände, alte Haustür, neue Fenster. | 09207267 |
| Direkt Bild zu diesem Denkmal hochladen | Mietshaus und Einfriedung | Härtelstraße 15 (Karte)           | Bezeichnet mit 1893 | Städtebaulich und baugeschichtlich von Bedeutung, repräsentatives gründerzeitliches Klinkerhaus von hoher architektonischer Qualität, straßenbildprägender Eckerker mit Turm. Dreigeschossig, gelber Klinker mit Einlassungen in schwarzem, glasiertem Klinker zur Gliederung der Fassaden, zum Teil originale Fenster, hölzerner Eingangsvorbau, originale Haustür. Innen: originale Bodenfliesen, kannelierte Säulen, originale Holztreppe, gusseisernes Geländer. | 09207266 |
| Direkt Bild zu diesem Denkmal hochladen | Mietshaus in geschlossener Bebauung | Härtelstraße 18 (Karte)           | Um 1900 | Aufwendig gegliedertes Gründerzeithaus mit straßenbildprägender Wirkung. Dreigeschossiger Putzbau, Satteldach, Sockel aus Naturstein, Polygonalmauerwerk, aufwendige Putzgliederung: Fensterrahmung, Fensterverdachung durch Segment- und Dreiecksgiebel, aufgeputzte Brüstungsfelder, Gesimsbänder, Traufgesims mit Konsolsteinen, Zwerchhaus mit seitlichen Voluten und Dreiecksgiebel, originale Eingangstür. | 09207340 |
| Direkt Bild zu diesem Denkmal hochladen | Wohnhaus in offener Bebauung (Haus „Meineck“) | Härtelstraße 25 (Karte)           | Bezeichnet mit 1901 | Baugeschichtlich von Bedeutung, zeittypischer Putzbau mit straßenbildprägender Dachlandschaft, schöner Jugendstileingang. Zweigeschossig, gestalterische Betonung der Eingangsachse, originale Fenster, aufwendige Eingangsgestaltung mit hölzernem Vordach, originale Haustür. | 09207476 |
| Direkt Bild zu diesem Denkmal hochladen | Mietshaus in halboffener Bebauung | Härtelstraße 28 (Karte)           | Bezeichnet mit 1906 | Baugeschichtlich von Bedeutung, schlichte, aber qualitätvolle Putzfassade in gutem Originalzustand, im Reformstil der Zeit um 1905. Dreigeschossiger Putzbau, breiter Erker über zwei Geschosse und Dacherker, asymmetrisch gegliedert: links Balkon (Holz), Schmuckfelder, Erker ruht auf vier wuchtigen Konsolen, Korbbogenfenster im Erdgeschoss, originale Fenster. | 09207462 |
| Direkt Bild zu diesem Denkmal hochladen | Fabrikanlage (ehemalige Polstermöbelfabrik, heute Altenheim) | Härtelstraße 34 (Karte)           | Um 1900 | Interessant gestalteter, ortsbildprägender Klinkerbau der Gründerzeit, baugeschichtlich und ortsgeschichtlich von Bedeutung, Klinkerbau | 09302117 |
| Direkt Bild zu diesem Denkmal hochladen | Mietshaus in geschlossener Bebauung | Härtelstraße 37 (Karte)           | Um 1880 | Baugeschichtlich von Bedeutung, gut gegliedertes und weitgehend original erhaltenes, gründerzeitliches Wohnhaus. Zweigeschossiger Putzbau, Satteldach, Gauben, niedriger Porphyrsockel, gequaderte Putznutung, originale Eingangstür mit Türsturz aus Hilbersdorfer Porphyr, Schlussstein und Rankenwerk eingemeißelt, originale Winterfenster, Obergeschosse Fensterrahmung aus Hilbersdorfer Porphyr, Mittelachse betont durch Dreiecksfenstergiebel, geputzte Brüstungsfelder, gerade Fensterverdachungen mit Schlussstein, Treppenaufgang mit originalem Holzgeländer. | 09207341 |
| Direkt Bild zu diesem Denkmal hochladen | Mietshaus in halboffener Bebauung in Ecklage und Einfriedung | Härtelstraße 40 (Karte)           | Um 1905 | In städtebaulich wichtiger Ecklage stehender Putzbau mit markantem Dacherkertürmchen, im Stil des Späthistorismus, straßenbildprägendes Zierfachwerkgiebel und Jugendstil-Eingang, bedeutendes Treppenhaus. Dreigeschossig, schlichte Putzstruktur, Jugendstil-Balkongeländer, Gebäude ist saniert, neue Fenster, Jugendstiltür. | 09207265 |
| Direkt Bild zu diesem Denkmal hochladen | Mietshaus in geschlossener Bebauung | Härtelstraße 40a (Karte)          | Anfang 20. Jahrhundert | Baukünstlerisch interessante Fassade in Klinkermischbauweise, Jugendstilgestaltung, guter Originalzustand, ausgemaltes Treppenhaus, baulicher Bestandteil des Ensembles Härtelstraße. Dreigeschossig, Erdgeschoss verputzt, Obergeschoss verklinkert (gelb) mit ornamentierten Putzstreifen, auffälliger Dacherkergiebel mit Jugendstilmotiven in Putz, neue Fenster, originale Jugendstilhaustür. | 09207264 |
| Direkt Bild zu diesem Denkmal hochladen | Mietshaus in geschlossener Bebauung | Härtelstraße 41 (Karte)           | Anfang 20. Jahrhundert | Qualitätvoll gestaltete spätgründerzeitliche Klinkerfassade, guter Originalzustand, wichtiger baulicher Bestandteil des Ensembles Härtelstraße. Dreigeschossig, Erdgeschoss verputzt, Obergeschoss verklinkert (gelb mit roten Gliederungsstreifen), originale Haustür, zum Teil alte Fenster. | 09207263 |
| Direkt Bild zu diesem Denkmal hochladen | Doppelmietshaus in geschlossener Bebauung | Härtelstraße 42, 43 (Karte)       | Um 1905 | Qualitätvoller Mietshausbau (Klinkerfassade) mit Jugendstilanklängen, mit zahlreichen originalen Baudetails, baulicher Bestandteil des Ensembles Härtelstraße. Dreigeschossig, langgestreckter Baukörper über zwölf Fensterachsen, gestalterische Betonung der Mittelachse durch Dacherker in geschweifter Form mit Jugendstilmotiven, eine Haustür (Nummer 42) original, keine originalen Fenster. | 09207262 |
| Direkt Bild zu diesem Denkmal hochladen | Mietshaus in halboffener Bebauung | Härtelstraße 44 (Karte)           | Um 1900 | Qualitätvoll gestalteter Gründerzeitbau in Klinkerbauweise, guter Originalzustand, baulicher Bestandteil des Ensembles Härtelstraße. Dreigeschossig, Erdgeschoss mit wuchtiger Putzrustika, Obergeschoss roter Klinker, gestalterische Betonung der Mittelachse, Rundbogenportal mit originaler Haustür, zwei alte Winterfenster, ansonsten spätere Fenster. | 09207261 |
| Direkt Bild zu diesem Denkmal hochladen | Villa mit Garten und Torpfeiler der ehemaligen Einfriedung | Hauptstraße 18 (Karte)            | 1888 (laut Bauakte) | Repräsentativer zeittypischer Gründerzeitbau weitestgehend im Originalzustand, qualitätvoller klassizistischer Fassadenschmuck, in der Tradition der Dresdner Semper-Nicolai-Schule, baukünstlerisch von Bedeutung. - Villa: zweigeschossiger Bau mit 5:4-Achsen, Sockel Polygonalmauerwerk, Putzfassade mit Eckrustika, Mittelrisalit über drei Achsen mit Putznutung und Fenstergewänden in Sandstein, Erdgeschoss mit ionischen Pilastern, Obergeschoss Schmuckbalustrade und teilweise kannelierte korinthische Pilaster, Segmentbogenverdachung mit Akroterien, Hauptgesims als Kranzgesims ausgebildet. Seitenachsen wie gesamte Seitenfassaden mit profilierten Sandsteingewänden, Südseite flacher Mittelrisalit mit Dreiecksgiebel, Sohlbänke auf Konsolen, zentrale Freitreppe zum (zugemauerten) Haupteingang: Fenster original - Gartenhaus: im Park hölzernes Gartenhäuschen mit Bogenfriesmotiv, überkragendes Pyramidendach und Bogenfenstern - Torpfeiler (im Oktober 2014 nicht mehr vorgefunden): Reste der Einfriedung, Klinkerpfeiler mit Sandsteinaufsatz (Klinker erneuert) - Garten: vom Tor axial auf die Villa zuführende, sich vor der Villa in zwei Arme teilend und um die Villa herumführende Zufahrt mit großformatigem Pflaster, westlich und südöstlich der Villa Rhododendronbestände, Altgehölzbestand aus u. a. Rot-Eiche (Quercus rubra), Stiel-Eiche (Quercus robur), Rosskastanie (Aesculus hippocastanum) und Winter-Linde (Tilia cordata) | 09207455 |
| Direkt Bild zu diesem Denkmal hochladen | Mietshaus in geschlossener Bebauung | Hauptstraße 42 (Karte)            | Um 1900 | Baugeschichtlich von Bedeutung, im Stil des Späthistorismus, zeittypischer Bau mit straßentypischem Aufriss, qualitätvolle Fassadengestaltung. Zweigeschossiger, fünfachsiger Bau, Sockel Rustika, Rest verputzt mit roten Kunststeingewänden, Schmuckfelder axial zwischen Fenstern, handwerklich gestaltete Fensterverdachungen, Mittelachse zweifenstrig mit Schmuckbalustrade und drei kannelierten Pilastern unter zusammenfassender Verdachung mit Schmuckfeld, Blendgiebel geschweift mit Okulus, links und rechts ehemalige Gauben zu Gesamtdachausbau überformt. Hauptgesims mit Eierstabmotiv, im Treppenhaus Terrazzoboden original. | 09207454 |
| Direkt Bild zu diesem Denkmal hochladen | Wohnstallhaus, Seitengebäude und Scheune eines Dreiseithofes | Hauptstraße 65 (Karte)            | Bezeichnet mit 1814 (Wohnstallhaus); Mitte 19. Jahrhundert (Seitengebäude und Scheune)                                                                                   | Geschlossen erhaltene Hofanlage, dokumentiert die alte Dorfstruktur, von bauhistorischem Wert. - Wohnstallhaus: zweigeschossig, Erdgeschoss massiv, Obergeschoss Fachwerk, Segmentbogengewände, Schlussstein datiert, Satteldach - Scheune: Holzkonstruktion, Satteldach - Seitengebäude: Erdgeschoss massiv, Obergeschoss Fachwerk (verbrettert), Satteldach | 09207469 |
| Direkt Bild zu diesem Denkmal hochladen | Gasthof und Saalanbau | Hauptstraße 125 (Karte)           | Bezeichnet mit 1835 (Gasthof); um 1900 (Saal) | Ortsgeschichtlich von Bedeutung, straßenbildprägende Lage, baukünstlerisch von Interesse der Saalanbau im späthistoristischen Stil (Klinkerfassade). - Gasthof von 1835: zweigeschossig, Erdgeschoss massiv mit Porphyrgewänden, Obergeschoss Fachwerk (verputzt), Schopfwalmdach, originaler Türstock mit Datierung - Anbau von um 1900: zweigeschossiger Klinkerbau (Klinker gelb), qualitätvolle Fassadengestaltung | 09207464 |
| Direkt Bild zu diesem Denkmal hochladen | Mietshaus in offener Bebauung | Hauptstraße 127 (Karte)           | Um 1890 | Gründerzeitlicher Klinkerbau in gutem Originalzustand, von baugeschichtlichem Wert. Zweigeschossig, gelbe Klinker, neue Fenster, Fensterverdachungen in Werkstein, Satteldach, Dacherker, Gauben. | 09207465 |
| Direkt Bild zu diesem Denkmal hochladen | Mietvilla | Hauptstraße 129 (Karte)           | Um 1910 | Baugeschichtlich von Bedeutung, zeittypischer Putzbau in gutem Originalzustand mit hübschem Veranda-Anbau. Zweigeschossig, Walmdach, Zierfachwerk in Dacherkergiebel, originale Holzveranden, neue Fenster. | 09207466 |
| Direkt Bild zu diesem Denkmal hochladen | Mietshaus in geschlossener Bebauung | Hohe Straße 7 (Karte)             | Um 1900 | Baugeschichtlich von Bedeutung, qualitätvolle gründerzeitliche Klinkerfassade mit interessanter Gliederung, guter Originalzustand. Dreigeschossig, Dreiviertelstab-Fenstergewände, originale Haustür, neue Fenster. | 09207294 |
| Direkt Bild zu diesem Denkmal hochladen | Fabrik und Schornstein | Industriestraße 1 (Karte)         | Um 1900 | Technikgeschichtliche und ortsgeschichtliche Bedeutung, Produktionsgebäude mit qualitätvolle Klinkerfassade in markanter Straßenlage. Dreigeschossig, gestalterische Eckbetonung (Risalit, Turm), Schornstein: Sockel auf quadratischem Grundriss, runder Schornstein. Grundstück hat drei Adressen: Industriestraße 1, 2, 4 (nur Nummer 1 ist Denkmal). | 09207475 |
| Direkt Bild zu diesem Denkmal hochladen | Fabrik und Schornstein | Industriestraße 3 (Karte)         | Um 1900 | Technik- und ortsgeschichtlich bedeutsam, straßenbildprägender Klinkerbau. Dreigeschossig, getreppter Fries schließt Fassade nach oben ab, zwei Risalite, einer mit turmartiger Bekrönung, seitlich ein Erker. | 09207474 |
| Direkt Bild zu diesem Denkmal hochladen | Wohnhaus in halboffener Bebauung | Klostergasse 6 (Karte)            | Um 1840 | Zeittypisches, schlichtes Wohnhaus mit Putzfassade in weitgehend originalem Zustand, städtebaulich wichtige Lage am Schloßplatz. Zweigeschossig, steiles Satteldach, Hechtgaube, zum Teil originale Fenster, Wand-Öffnungsverhältnis intakt, Steingewände, Giebelseite mit leichten Überformungen. | 09207222 |
| Direkt Bild zu diesem Denkmal hochladen | Gedenkstein und Mauer | Kornhausstraße (Karte)            | 1950er Jahre | Ortsgeschichtlich von Bedeutung, Stein mit Gedenktafel (für die Opfer der stalinistisch-kommunistischen Gewaltherrschaft der 1950er Jahre), restliches Mauerstück der ehemaligen Begrenzung des ursprünglich hier befindlichen Beamtenfriedhofes | 09208032 |
| Direkt Bild zu diesem Denkmal hochladen | Wohnhaus in offener Bebauung mit Einfriedung | Kornhausstraße 4 (Karte)          | Um 1900 | Baugeschichtlich von Bedeutung, straßenbildprägendes Gebäude im Schweizer-Haus-Stil. Zweigeschossig mit Halbgeschoss, flach geneigtes Satteldach mit weitem Dachüberstand, Mittelachse betont durch dreigeschossigen Mittelrisalit und Dreiecksgiebel, Tür- und Fenstergewände aus Porphyr, Einfriedung mit Porphyrpfeilern. | 09207333 |
| Direkt Bild zu diesem Denkmal hochladen | Speichergebäude (Kornhaus) | Kornhausstraße 11 (Karte)         | Um 1750 | Ortsgeschichtliche Bedeutung für Waldheim (Gebäude diente u. a. als Lazarett während der Befreiungskriege 1813), vermutlich zur Schlossanlage gehörend, baugeschichtlich interessanter Bau in städtebaulich prägnanter Lage. Zweigeschossiger Putzbau mit hohem Mansarddach und Dachhäuschen, Eckquaderung sowie Tür- und Fenstergewände aus Porphyr, breite Toreinfahrt mit Segmentbogen und Schlussstein, Giebelseite aus Bruchstein, verputzt, drei rundbogige Türen mit ornamentaler Vergitterung und Sandsteingewänden, innen Teile der Holzkonstruktion erhalten. | 09207330 |
| Direkt Bild zu diesem Denkmal hochladen | Straßenbrücke | Kriebsteiner Straße (Karte)       | 19. Jahrhundert | Verkehrstechnisches Zeugnis, im Rundbogen aus Bruchsteinen gemauerte Wegeüberführung, bau- und verkehrsgeschichtlich von Bedeutung. Auffahrt zu Kriebsteiner Straße 27a (Gemarkung Schönberg). | 09207242 |
|                                         | Sachgesamtheit Waldheimer Kellerberg | Kriebsteiner Straße (Karte)       | Ab 16. Jahrhundert | Unterirdisches Gangsystem von ortsgeschichtlicher Bedeutung, vermutlich als Lagerräume für die Bürger Waldheims genutzt. Die bekannten unterirdischen Hohlräume befinden sich an der Kriebsteiner Straße im Böschungssystem zum „Kirchberg“ bzw. „Schulberg“. Die Eingänge zu diesen Hohlräumen befinden sich sowohl im Straßenniveau der Kriebsteiner Straße als auch an der Auffahrt zur Straße „Am Schulberg“ sowie am Fußweg auf dem Hang des Schulberges. Die Böschungsneigung des Hanges beträgt 25 bis 30 gon. Der Hang weist teilweise Rutschungszonen auf, in deren Bereich die Standsicherheit des Natursteinmauerwerks in der Nähe der Kirche beeinträchtigt wurde. Anfang des 18. Jahrhunderts wurden die Gänge privat als Keller genutzt. Die Besitzer errichteten persönliche Eingänge, von denen sich einige erhalten haben. Porphyrgewände mit Rundbogenabschluss, im Rundbogen sind Namen der Besitzer und Jahreszahl eingeritzt. | 09207233 |
|                                         | Gedenkstein (Napoleonstein) | Kriebsteiner Straße (Karte)       | Nach 1813 | Ortshistorisch bedeutsam, an diesem Ort stand Napoleon Bonaparte am 6. Mai 1813. Grob belassener Naturstein mit eingelassener Inschrift „Der Stein war Zeuge einer Zeit die uns gebracht in großer Wehe, Wohl uns er ward der Zeuge auch von Deutschland wahrer goldener Höhe“, Gedenkstein der Stadt Waldheim und der angrenzenden Gemeinde Schönberg (heute ein Ortsteil Waldheims). Dieser Stein am Stadtausgang in Richtung Kriebethal markiert die Stelle, an der Napoleon den Übergang seiner Truppen über eine errichtete Tonnenbrücke 1813 beobachtet haben soll. Die Russen hatten bei ihrem Rückzug aus den Gefechten bei Hartha Kreuz den Holzbelag der Brücke über die Zschopau abgebrannt. Napoleon übernachtete im Rauchschen Haus (Niedermarkt 8). | 09207241 |
| Direkt Bild zu diesem Denkmal hochladen | Bergmann-Villa | Kriebsteiner Straße 2 (Karte)     | Ende 19. Jahrhundert | Baugeschichtlich von Bedeutung, repräsentativer historistischer Putzbau, landschaftsprägend auf Anhöhe über der Zschopau gelegen, guter Originalzustand, aufwendige und qualitätvolle Gründerzeitarchitektur mit Türmchen, ortsgeschichtlich von Bedeutung als Villa des Fabrikanten Bergmann. - Villa: Putzbau, sandsteinerne Fenstergewände, Zierfachwerk, baukünstlerisch interessante Rundbogenloggia mit gusseisernem Erkeraufbau an Schmalseite des Gebäudes, Gebäude wird heute als Kindergarten genutzt, originaler Putz ist zum Teil abgängig, neue Fenster und Türen - Nebengebäude (Nebengebäude und Pavillon 2014 nicht mehr angetroffen): Wohnhaus des Gärtners, Putzbau, eingeschossig | 09207240 |
| Direkt Bild zu diesem Denkmal hochladen | Wohnhaus in halboffener Bebauung | Kriebsteiner Straße 8 (Karte)     | Um 1830 | Stadtbaugeschichtlich von Bedeutung, vorgründerzeitliche Bebauung, gut gegliederte Putzfassade, zeittypisch guter Originalzustand (schönes Porphyrtuffportal). Zweigeschossig, Putzfassade, Fenster- und Türgewände aus Porphyrtuff, Türgewände mit Schlussstein, Krüppelwalmdach mit Hechtgaube, im ersten Obergeschoss ältere Fenster (um 1900), Tür erneuert. | 09207206 |
|                                         | Schleuse | Kurt-Schwabe-Straße (Karte)       | 1. Hälfte 20. Jahrhundert | Technikgeschichtlich bedeutsame Anlage, reguliert den Höhenunterschied zwischen Zschopau und abzweigendem Werkgraben zur ehemaligen Papierfabrik Meinsberg (Gemeinde Ziegra-Knobelsdorf). Stütz-Architektur aus Bruchsteinen gemauert, davor eiserne Technik. | 09208004 |
| Direkt Bild zu diesem Denkmal hochladen | Straßenbrücke über die Zschopau | Kurt-Schwabe-Straße (Karte)       | Um 1930 | Segmentbogenbrücke aus Bruchstein, die Zschopau in zwei weitgestreckten Bögen überspannend, von architektonisch-gestalterischer Qualität, zudem verkehrsgeschichtlich von Bedeutung. Zweifeldrige Natursteinbogenbrücke mit zwei Flussöffnungen, Widerlager und Flusspfeiler ebenfalls aus Natursteinmauerwerk (Schwergewichtswiderlager bzw. -pfeiler), dazwischen flache Segmentbögen aus Naturstein mit Überschüttung, Stirnmauern ebenfalls aus Natursteinmauerwerk, gerundete Brückenpfeiler treten über die Brückenflucht hervor, gediegene bauliche Ausführung, gute Einordnung in den Landschaftsraum des Zschopautales, 1990/91 bereits saniert (Verpressung durch den Schachtbau Nordhausen). | 09206037 |
| Direkt Bild zu diesem Denkmal hochladen | Verwaltungsbau mit angebautem Nebengebäude und Einfriedung (ehemalige Gendarmerie) | Lindenplatz 1 (Karte)             | Um 1910 | Platzbildprägender Bau mit barockisierenden Neorenaissance-Formen, baugeschichtliche und ortshistorische Bedeutung. 4:8 Achsen, dreigeschossiger Bau, Sockel, Porphyrrustika, zentrales Portal mit Porphyrgewände und Rundbogen, darüber Feld mit zwei Rosetten und sächsischem Wappen, darüber Ädikula um ein Fenster mit Voluten links und rechts, Restfassade verputzt mit Etagengesimsen und einfachen Gewänden, Dachausbau mit drei geschweiften Blendgiebeln im Dacherker, Satteldach, Giebelseiten geschweift mit Okulus und Zwischengesimsen, kubischer Anbau mit Putzfassade und Eckrustika, hohes Walmdach, Toreinfahrt mit rustiziertem Pfeilern und Steinkugeln, Hofseite Treppenhaus im Mittelrisalit. | 09207456 |
| Direkt Bild zu diesem Denkmal hochladen | Mietshaus (drei Eingänge, Lindenstraße 4/6 und Nordstraße 8) in Siedlungsbebauung | Lindenstraße 4, 6 (Karte)         | 1920er Jahre | Zeittypische Wohnhauszeile in städtebaulich wichtiger Platzrandlage am Lindenplatz. Langgestreckte Mietshauszeile mit gestalterischer Betonung der Mittelachse mit Dreiecksgiebel, Eingangsbereich von Nordstraße 8 und Lindenstraße 6 sind als risalitartig vorkragende Kopfbauten gestaltet, Gliederung der Fassade mit Gesimsen (Kunststein), zum Teil originale Fensterläden aus Holz, Polygonalmauerwerk am Sockel, Dachhäuschen mit Dreiecksgiebel Freitreppe zum Eingang, zum Teil originale Fenster, neue Dachdeckung. Bis 2008 irrtümlich unter Lindenstraße 2, 4, 6 in der Denkmalliste, korrekte Anschrift: Nordstraße 8 und Lindenstraße 4, 6. | 09207458 |
| Direkt Bild zu diesem Denkmal hochladen | Meilenstein | Massaneier Straße 4 (vor) (Karte) | 2. Hälfte 19. Jahrhundert | Königlich-Sächsischer Meilenstein, Halbmeilenstein, Sandstein, verkehrsgeschichtliches Zeugnis. Oben abgerundet, Oberfläche verwittert. | 09207480 |
| Weitere Bilder                          | Eisenbahnviadukt (Lindenhofviadukt) | Mittweidaer Straße (Karte)        | 1895/1896 | Sehr hoch aufragendes, landschaftsprägendes Gerüstpfeilerviadukt, größtes Ingenieurbauwerk der Zweigstrecke nach Kriebethal und eine der größten in Sachsen erhaltenen Eisenbahnbrücken dieser Konstruktion, technik- und eisenbahngeschichtlich von Bedeutung. Fünffeldriges Gerüstpfeilerviadukt (alternative Bezeichnung: Trestle-Brücke) über den Sauergrasbach und die Straße nach Reinsdorf, 171 m lange eingleisige Eisenbahnbrücke mit obenliegender Fahrbahn, eine langgezogene Kurve beschreibend, zudem mit leichter Streckenneigung, ursprünglich normalspurig, 2004 durch den Kleinbahnverein Waldheim-Kriebstein auf Schmalspur umgerüstet, fünf genietete Fachwerkgitterträger mit 25 m Spannweite auf vier Gerüstpfeilern lagernd, diese auf jeweils vier steinernen Sockeln stehend, zu beiden Seiten am Widerlager jeweils Bahndamm anschließend, Gesamtlänge ca. 171 m, Länge zwischen den Widerlagern 163,9 m, Breite 3 m, Höhe von der Bachsohle ca. 31,1 m, Baukosten 153.973 Mark, Gerüstpfeiler-Konstruktionen kamen häufiger bei den Sächsischen Neben- und Schmalspurbahnen zum Einsatz, inzwischen von Seltenheitswert, schon gar in dieser Größe, Brückenbauwerk aufgrund des Kurvenradius sowie der Streckenneigung im Volksmund als „Krummer Hund“ bezeichnet, liegt auf zwei Gemarkungen: Waldheim (Flurstück 1009) und Heiligenborn (Flurstück 58). | 09207436 |
| Weitere Bilder                          | Eisenbahnviadukt (Heiligenborner Viadukt) | Mittweidaer Straße (Karte)        | 1850–1852 | Landschaftsprägendes Bauwerk zwischen Waldheim und Ortsteil Heiligenborn der Bahnstrecke Riesa–Chemnitz, verkehrsgeschichtlich von Bedeutung. Zweigeschossig, hoch aufragendes Viadukt, die untere Bogenstellung mit Spitzbögen und Bogenfries unter dem Gesims, sehr hoch, obere Bogenstellung: kleinere, niedrige Rundbögen. Brücke liegt auf zwei Gemarkungen: Waldheim (Flurstück 948/6) und Heiligenborn (Flurstück 6/5). | 09207437 |
| Direkt Bild zu diesem Denkmal hochladen | Grenzstein | Mittweidaer Straße (Karte)        | 19. Jahrhundert | Regionalhistorisch von Bedeutung, Beschriftung: G.W. 394 | 09207438 |
| Direkt Bild zu diesem Denkmal hochladen | Freibad, bestehend aus Umkleidekabinen und Verwaltungs- und Gerätehaus | Mittweidaer Straße (Karte)        | Um 1900 | Gründerzeitliche Badeanstalt, orts- und baugeschichtlich von Interesse, landschaftsprägend direkt an der Zschopau gelegen. - Umkleidekabinen: hölzerner Bau, originale Umkleideräume - Gerätehaus: Fachwerkkonstruktion, nicht denkmalgerecht saniert | 09207250 |
| Direkt Bild zu diesem Denkmal hochladen | Wohnhaus in offener Bebauung | Mittweidaer Straße 1 (Karte)      | Mitte 19. Jahrhundert | Städtebaulich und baugeschichtlich von Bedeutung, schlichter Putzbau in zeittypischer Gestaltung aus der Mitte des 19. Jahrhunderts, originales Porphyrportal mit Verdachung. Dreigeschossig, Porphyrtuffgewände, Satteldach, mit Schieferdeckung und Hecht, in Formen des Jugendstils umgestaltet. | 09207257 |
| Direkt Bild zu diesem Denkmal hochladen | Villa und Einfriedung | Mittweidaer Straße 4 (Karte)      | Um 1925 | Baugeschichtlich von Bedeutung, zeittypischer Putzbau in sehr gutem Originalzustand, traditionelle Formensprache im Heimatstil, ortsbildprägende Lage an der Zschopau. Zweigeschossig, originale Fenster und Fensterläden, originale Gartentor. | 09207252 |
| Direkt Bild zu diesem Denkmal hochladen | Mietvilla und Einfriedung | Mittweidaer Straße 5 (Karte)      | Um 1900 | Baugeschichtlich von Bedeutung, aufwendig gestalteter Gründerzeitbau in Klinkermischbauweise, sehr guter Originalzustand, architektonisch interessante Holzveranden und Nischen (Figuren fehlen), ortsbildprägende Lage nahe der Zschopau. Zweigeschossig, originale Putznutung im Erdgeschoss, Klinker im Obergeschoss (gelb und rot), aufwendige Fenstergewände im Obergeschoss, Dacherker mit vorstehendem Dach, originale Holzveranden. | 09207245 |
| Direkt Bild zu diesem Denkmal hochladen | Gasthaus in offener Bebauung, mit Saalanbau (Gasthaus Lindenhof) | Mittweidaer Straße 5a (Karte)     | 1901 | Ortsgeschichtlich interessante Gastwirtschaft, genannt der „Lindenhof“, baugeschichtlich interessant aufgrund der Jugendstil-Gestaltung, ortsbildprägende Lage nahe der Zschopau. Zweigeschossig, in Teilen bereits überformt, Zierfachwerk, Eingang von Dreiviertelkreisform mit Voluten gerahmt, keine originalen Fenster, kein originaler Putz, Gebäude steht leer. | 09207243 |
| Direkt Bild zu diesem Denkmal hochladen | Villa mit Einfriedung | Mittweidaer Straße 5b (Karte)     | Um 1870 | Baugeschichtlich von Bedeutung, weitestgehend originaler, villenartiger Putzbau der Gründerzeit, Anklänge an den Schweizer-Haus-Stil (Gesprengegiebel). Eingeschossig, hölzerner Ziergiebel, profilierte fein gestaltete Fenstergewände in Werkstein mit Diamantquadersteinmotiv, originale Haustür, wenn auch veränderte Türverglasungen. | 09207439 |
| Direkt Bild zu diesem Denkmal hochladen | Mietvilla und Einfriedung | Mittweidaer Straße 10 (Karte)     | Bezeichnet mit 1888 | Baugeschichtlich von Bedeutung, gründerzeitlicher Bau in Klinkermischbauweise in gutem Originalzustand, qualitätvolle Gestaltung. Zweigeschossig, Erdgeschoss verputzt, Obergeschoss in rotem und gelbem Klinker, Mittelrisalit gestalterisch hervorgehoben, durch aufwendige Fensterverdachungen und Fenstergewände, originale Einfriedung mit Zaun und Mauer. | 09207244 |
| Direkt Bild zu diesem Denkmal hochladen | Mietshaus in offener Bebauung | Mittweidaer Straße 14 (Karte)     | Um 1890 | Bauhistorisch auffälliger Putzbau in gründerzeitlicher Formensprache, außergewöhnliche hölzerne Balkonverkleidungen aus der Erbauungszeit, guter Originalzustand. Dreigeschossig, originale Putzhaut, profilierte Fenstergewände, kannelierte Lisenen betonen die Gebäudeecken, profiliertes Kranzgesims, keine originalen Fenster, errichtet aus Bruchsteinen. | 09207246 |
| Direkt Bild zu diesem Denkmal hochladen | Villa und Einfriedung | Mittweidaer Straße 17 (Karte)     | Um 1870 | Architektonisch hochwertige gründerzeitliche Villa mit qualitätvoller Fassadengestaltung in gutem Originalzustand, Anklänge an den Schweizer-Haus-Stil, wohl Wohnhaus des Bildhauers Georg Kolbe. Zweigeschossig, Erdgeschoss Bruchstein unverputzt mit Porphyrtuff-Eckquaderung (Hilbersdorfer Porphyr), Obergeschoss verputzt, vorstehende Giebel mit hölzernem Gesprenge, originale Dachhäuschen, im Erdgeschoss originale Winterfenster, in Obergeschoss und Dach neue Fenster. | 09207247 |
| Direkt Bild zu diesem Denkmal hochladen | Mietvilla und Einfriedung | Mittweidaer Straße 18 (Karte)     | Um 1890 | Baugeschichtlich von Bedeutung, gründerzeitlicher Klinkerbau mit qualitätvoller Fassadengliederung, guter Originalzustand. Zweigeschossig, Mittelrisalit mit Dacherker, vorstehender Giebel mit Holzgesprenge, Klinkerstreifen (rot) gliedern die Fassade. | 09207248 |
| Direkt Bild zu diesem Denkmal hochladen | Villa | Mittweidaer Straße 19 (Karte)     | Ende 19. Jahrhundert | Imposante Villa landschaftsprägend auf Anhöhe gelegen, gründerzeitlicher Putzbau, weitgehend original erhalten, baugeschichtlich von Bedeutung. Zweigeschossig, fein gestaltete Fenstergewände, Veränderungen im Dachbereich, Eingangsgestaltung mit Rundbogen und Säule, darüber hölzerne Veranda, kein originaler Putz, vermutlich alte Fenster. | 09207249 |
| Direkt Bild zu diesem Denkmal hochladen | Villa und Einfriedung | Mittweidaer Straße 23 (Karte)     | Um 1905 | Baugeschichtlich von Bedeutung, aufgrund seines Zierfachwerkes straßenbildprägender Gründerzeitbau, guter Originalzustand, ortsbildprägende Lage nahe der Zschopau. Zweigeschossig, Porpyhrtuffgewände, neue Fenster, bleiverglaste Fenster im Erker. | 09207251 |
|                                         | Postamt und Einfriedung | Mittweidaer Straße 28 (Karte)     | Bezeichnet mit 1917–1921 | Straßenbildprägender Putzbau mit Zwiebelhelm-Erker, ortsgeschichtlich und baukünstlerisch bedeutender Bau, im Reform- und Heimatstil der Zeit nach 1910. Zweigeschossig, große Rundbogenfenster im Erdgeschoss, Putzornamentik, originale Fenstergitter. | 09207256 |
| Weitere Bilder                          | Postmeilensäule | Niedermarkt (Karte)               | 2001 (Kopie), Original bezeichnet mit 1724 | Kursächsische Postmeilensäulen (Sachgesamtheit), Kopie einer Distanzsäule, verkehrsgeschichtlich von Bedeutung. Kopie einer Kursächsischen Distanzsäule auf Sockel aus Rochlitzer Porphyr mit Wappenstück, Entfernungsinschriften, Jahreszahl und Posthorn. Die Säule wurde 1723 aufgestellt. Wann die Kopie angefertigt wurde, konnte noch nicht ermittelt werden. | 09304980 |
| Weitere Bilder                          | Rathaus mit seitlicher Einfriedung | Niedermarkt 1 (Karte)             | 1900–1902 | Baugeschichtlich, kunstgeschichtlich, künstlerisch, ortsgeschichtlich und städtebaulich von Bedeutung, herausragendes historisches Zeugnis der Stadtentwicklung, Ausdruck der Industrialisierung Waldheims, in Formen deutscher Neorenaissance (Architekt: Bruno Seidler, Dresden), ortsbildprägend. Dreigeschossig, Putzbau mit Natursteingesimsen, Satteldach, hoher Bruchsteinsockel als Polygonalmauerwerk, Fenstergewände in Porphyrtuff, reich gegliederte Erdgeschosszone mit mehreren Eingängen, Haupteingang als modifiziertes Sitznischenportal, darüber Balkon, zum Obermarkt mächtiger Giebel, daneben über dem Haupteingang hoher Turm mit reich bewegter Haube, zum Niedermarkt Erker mit Dachaufbau, Richtung Zschopauufer Eckerker, reichgegliederte Ecklösung, am Zschopauufer im zweiten Obergeschoss Erker Zwerchgiebel und daneben Treppenturm, am Ufer Vorbau mit Terrasse, Einfriedung, Bruchsteinmauer zum Zschopauufer, Innenausstattung vielfach original, Türen und Fenster original. | 09206944 |
| Direkt Bild zu diesem Denkmal hochladen | Wohnhaus in geschlossener Bebauung | Niedermarkt 2 (Karte)             | Bezeichnet mit 1815 | Baugeschichtlich von Bedeutung, repräsentatives Bürgerhaus der Zeit um 1800, straßenbildprägend. Dreigeschossiger Putzbau, Satteldach, Mittelrisalit mit Rundkreisgiebel, auf dem Giebel steinerne Vase. - Erdgeschoss: rundbogige Eingangstür und rundbogige Schaufenster mit Natursteingewänden - Obergeschoss: Fenster mit Natursteingewänden, Fenster der Mittelachse betont (im ersten Obergeschoss geohrte Fenstergewände mit Verdachung, darüber Nische, im zweiten Obergeschoss Fenster mit Verdachung) Putz erneuert, Fenster und Türen erneuert, Erdgeschoss-Zone später verändert. | 09206966 |
|                                         | Wohnhaus in geschlossener Bebauung | Niedermarkt 3 (Karte)             | Bezeichnet mit 1788 „JFK“ (an der Hofseite); bezeichnet mit 1810 (an der Straßenseite)                                                                                   | Bau- und ortsgeschichtlich von Bedeutung, einfacher Putzbau mit interessanten Dachaufbauten, aufgrund seines Alters und seiner städtebaulich wertvollen Marktlage von Bedeutung (ehemalige Drogerie). Dreigeschossig, Putzbau, Satteldach mit interessanten Dachgauben, Fenstergewände vermutlich Naturstein, Natursteinportal mit Schlussstein, Hofseite: Fenstergewände in Porphyrtuff, vermauerter Schlussstein, Portal mit Natursteingewände und Schlussstein, Innen: Hausflure mit originaler Ausstattung, altes Treppengeländer Hinterhaus: Portal mit Schlussstein in Naturstein, Satteldach, ehemalige Tischlereiwerkstatt bzw. Pferdeställe im Erdgeschoss, Obergeschoss verbrettert, Nebengebäude im Hof und Hinterhaus nach Jahrhundertflut 2002 abgebrochen, Stellungnahme nach § 12(3) SächsDSchG Abbruch Hinterhaus. | 09206967 |
| Direkt Bild zu diesem Denkmal hochladen | Wohnhaus in geschlossener Bebauung | Niedermarkt 4 (Karte)             | Um 1830 | Baugeschichtlich von Bedeutung, straßenbildprägende Klinkerfassade der Gründerzeit, interessante Dachaufbauten, Zeugnis vergangener Bau- und Lebensweise der städtischen Bevölkerung. - Vorderhaus: rückwärtig Fenster und Türgewände zum Teil aus Porphyrtuff, dreigeschossig, Putz-Klinker-Fassade, Satteldach mit Dachaufbauten, originale Tür (Erdgeschoss später überformt). Hinterhaus (Abbruch 2002): verputztes Bruchsteinmauerwerk, Erdgeschoss: Natursteinfenster- und Türgewände, Obergeschoss: Fachwerk, Satteldach, eine Giebelseite verschiefert, zur Hofseite zwei Portale mit Schlussstein, zum Teil originale Fenster - Nebengebäude (Abbruch 2002): ein- und dreigeschossig, Pultdach, Bruchsteinmauerwerk, Fenster- und Türgewände zum Teil Naturstein Stellungnahme nach § 12(3) SächsDSchG Abbruch Hinterhaus und Nebengebäude im Hof ca. 2002. | 09206968 |
| Direkt Bild zu diesem Denkmal hochladen | Wohnhaus mit Mauer und Gartenpavillon (Rauchsches Haus, Napoleonhaus) | Niedermarkt 8 (Karte)             | Bezeichnet mit 1811, Umbau bezeichnet mit 1861 (Wohnhaus); 2. Hälfte 19. Jahrhundert (Gartenpavillon)                                                                    | Kunsthistorisch bedeutendes Bauwerk der Zeit um 1800, von barocker Wirkung besonders das repräsentative Portal, von ortsgeschichtlichter Bedeutung (Übernachtungsort Napoleons 1813). Zweigeschossig, Porphyrtuffsockel, verputzter Bruchsteinbau, Mansarddach mit Dachausbauten, ältere Tür- und Torgewände aus Porphyrtuff, reich gegliederter Schlussstein am Eingangsportal, profiliertes und geohrtes Türgewände mit aufwendiger Verdachung, rückwärtige Bruchsteinmauer, massiver Pavillon mit Arkaden, flaches Zeltdach, Reste des angebauten Nebengebäudes vor 2008 abgebrochen, vermutlich im Zusammenhang mit Hochwasser 2002, Rauchsche Haus, benannt nach seinem Besitzer Dr. Alfred Rauch, der hier von 1889 bis 1920 wohnte und eine Arztpraxis hatte. 1813 übernachtete Napoleon Bonaparte in diesem Haus, und beobachtete von hier aus den Übergang seiner Truppen über die Zschopau. Dieses Haus wurde 1811 als Lagerhaus der Tuchmacher erbaut und befindet sich gegenwärtig in einem desolaten Zustand, wahrscheinlich kann es nur noch abgerissen werden. Später als Rauchsches Haus bezeichnet, benannt nach seinem Besitzer Dr. Alfred Rauch, der hier von 1889–1920 wohnte und eine Arztpraxis hatte. Der Denkmalwert ergibt sich aus der stadtgeschichtlichen Bedeutung bedingt durch die Nutzungsgeschichte sowie aus der großen baugeschichtlichen Bedeutung als authentisches Zeugnis städtischen Bauens im 18. Jahrhundert. „Repräsentatives zweigeschossiges Bürgerhaus, wohl Anfang des 18. Jahrhunderts für den Tuchfabrikanten Riehle errichtet, 1810 abgebrannt und 1811 wiedererrichtet. Nach der Schlacht von Großräschen soll Napoleon hier im Haus vom 6. zum 7. Mai 1813 gelagert haben. Schlichter Putzbau (traufständig) zu sieben Achsen …, qualitätvolles Stichbogenportal mit Ohrenbildung und Scheitelstein mit Rocaille-Kartusche (bezeichnet C.F.R. – 1811), alte Eingangstür (ca. 1880 – zum Zeitpunkt der Denkmalerfassung), Mansardgiebeldach mit zwei stehenden Gauben, mit einer mittleren übergiebelten Kranluke sowie Schleppgaube (Belüftungsluken für oberen Lagerboden).“ | 09206970 |
| Direkt Bild zu diesem Denkmal hochladen | Wohnhaus in halboffener Bebauung und Nebengebäude im Hof | Niedermarkt 9 (Karte)             | Um 1890 | Mit Ladeneinbauten, baugeschichtlich wertvolles Haus mit älterem Kern, Fassade im Stil der frühen Gründerzeit, straßenbildprägend in seiner Größe. Dreigeschossiger Putzbau, Fenster- und Türgliederungen zum Teil Naturstein, aufwendige Putzgliederung mit Ecklisenen, Fenster im ersten Obergeschoss mit Verdachung, Traufgesims mit Konsolen, Portal mit Verdachung, ein älteres Fenster und Schaufenster, Hausflur mit Kreuzgratgewölben. | 09206972 |
| Direkt Bild zu diesem Denkmal hochladen | Wohnhaus mit Nebengebäude im Hof und Hinterhaus | Niedermarkt 10 (Karte)            | Bezeichnet mit 1849 | Baugeschichtlich wertvolles Haus in markanter Marktlage, wertvoller Hofbereich (eines der wenigen Hintergebäude, die nach dem Jahrhunderthochwasser 2002 am Niedermarkt erhalten blieben). - Vorderhaus: dreigeschossig, Putzbau, Fenster- und Torgewände (mit Schlussstein) in Hilbersdorfer Porphyrtuff, Putzbau, Satteldach mit Dachhäusern, Traufgesims aus Porphyrtuff - Nebengebäude: zweigeschossig, mit Fachwerkaufgang - Hinterhaus: zweigeschossig, Satteldach, Tür-, Fenster- und Torgewände im Erdgeschoss aus Porphyrtuff | 09206973 |
| Direkt Bild zu diesem Denkmal hochladen | Wohnhaus in geschlossener Bebauung | Niedermarkt 11 (Karte)            | Um 1860 | Gut erhaltenes, spätklassizistisches Wohnhaus, schönes Eingangsportal. Zur Straße drei- zum Hof zweigeschossig, Putzfassade mit überputzter Steingliederung, Erdgeschoss: Putznutung, Gesims zwischen Erdgeschoss und erstem Obergeschoss mit Mäanderfries, Türgewände mit Verdachung, originale Tür mit Oberlicht, originale Hoftür, aufwendiges Traufgesims, Schleppdach, Hoffassade Tür- und Fenstergewände aus Porphyrtuff. | 09206974 |
| Direkt Bild zu diesem Denkmal hochladen | Wohnhaus in halboffener Bebauung in Ecklage | Niedermarkt 20 (Karte)            | 1781 (laut Auskunft) | Baugeschichtlich von Bedeutung, mit Mansarddach, in städtebaulich wichtiger Position am Übergang vom Niedermarkt zur Niederstadt gelegenes Gebäude, guter Originalzustand. Zweigeschossig, massives Gebäude, Mansarddach, Porphyrtuff-Gewände. | 09207314 |
| Direkt Bild zu diesem Denkmal hochladen | Wohnhaus in geschlossener Bebauung | Niedermarkt 36 (Karte)            | Um 1800, später überformt | Baugeschichtlich von Bedeutung, zeittypisches Wohnhaus in städtebaulich wichtiger Marktlage, schönes barockes Segmentbogenportal, wichtiger Bestandteil der Straßenzeile. Zweigeschossig, Mansarddach, Putzbau, Fenstergewände in Naturstein, breites Traufgesims, Türgewände in Porphyrtuff mit reich verziertem Schlussstein (spätere Ladeneinbauten im Erdgeschoss). | 09206958 |
| Direkt Bild zu diesem Denkmal hochladen | Wohnhaus in geschlossener Bebauung | Niedermarkt 37 (Karte)            | 1586, Umbau 1839 | Bau-, haus- und ortsgeschichtlich von Bedeutung, ehemaliges Diakonat, einer der ältesten Wohnbauten der Stadt (1583 begonnen, nach dem großen Stadtbrand von 1832 mit alten Bauteilen 1839 wiederaufgebaut), profilierte Fenstergewände, Wohnhaus in markanter Größe, straßenbildprägend, einfaches klassizistisches Portal. Dreigeschossig, Putzbau, Satteldach mit Hechtgaube, Fenstergewände aus profiliertem Porphyrtuff im Erdgeschoss und ersten Obergeschoss, zweites Obergeschoss vermutlich Fachwerk (spätere Aufstockung), Portal mit Verdachung in Naturstein, Hofseite mit zum Teil Porphyrtufffenstergewänden (Tür erneuert). | 09208029 |
| Direkt Bild zu diesem Denkmal hochladen | Wohnhaus in geschlossener Bebauung | Niedermarkt 38 (Karte)            | Bezeichnet mit 1735 | Bau- und sozialgeschichtlich von Bedeutung, weitgehend Originalzustand, straßenbildprägend, schönes barockes Segmentbogen-Portal. Zweigeschossig, Putzbau, Satteldach, Fenster- und Türgewände aus Rochlitzer und Hilbersdorfer Porphyrtuff, ältere Tür, Türgewände mit reichverziertem Schlussstein. | 09206957 |
| Direkt Bild zu diesem Denkmal hochladen | Wohnhaus in geschlossener Bebauung | Niedermarkt 39 (Karte)            | Um 1800 | Bau- und sozialgeschichtlich von Bedeutung, zeittypisches Wohnhaus in städtebaulicher Marktlage, wichtiger Bestandteil der Straßenzeile, schönes Portal, barockes Mansarddach. Zweigeschossig, Mansarddach, Putzbau, Fenster- und Türgewände aus Rochlitzer Porphyrtuff, Türgewände mit Schlussstein (verwittert) (späterer Dachausbau, späterer entstellender Erdgeschoss-Einbau). | 09206956 |
| Direkt Bild zu diesem Denkmal hochladen | Heiste und Straßenpflaster | Niederstadt (Karte)               | Ende 18. Jahrhundert | Geschichtlich und ortsbildprägend von Bedeutung, längste Heiste in Waldheim in großer Geschlossenheit. Bruchsteinmauerwerk, Sandsteinplattenabdeckung, Eisengitter, mehrere Aufgänge. | 09207317 |
|                                         | Wohnhaus in ehemals geschlossener Bebauung (ursprünglich Webermeister-Innungshaus) | Niederstadt 1 (Karte)             | Bezeichnet mit 1794 | Baugeschichtlich von Bedeutung, straßenbildprägendes Wohnhaus in gutem Originalzustand, Obergeschoss in Sichtfachwerk, schönes Segmentbogenportal. Zweigeschossig, Erdgeschoss massiv mit Porphyrtuffgewände und Stichbogenportal, intaktes Fachwerkobergeschoss, steiles Mansarddach, nach Angabe der Erfassungsbögen von 1952 1791 erbaut als Webermeister-Innungshaus, zugleich auch Herberge für wandernde Webergesellen. Ca. 1920 Einstellung des Herbergsbetriebes, danach Nutzung als Gastwirtschaft „Die goldene Kugel“, seit 1947 Wohnhaus. | 09207313 |
| Direkt Bild zu diesem Denkmal hochladen | Mietshaus in (ehemals) geschlossener Bebauung | Niederstadt 3 (Karte)             | Um 1890 | Baugeschichtlich von Bedeutung, gut gestaltetes Gründerzeithaus (Klinkerfassade), in markanter Straßenlage. Dreigeschossiger Klinkerbau mit Putzgliederung (Fensterverdachung), Hofdurchfahrt mit Pflasterung, Traufgesims mit Konsolen, Satteldach mit Gauben und Dachaufbau mit Dreiecksgiebel. | 09207319 |
| Direkt Bild zu diesem Denkmal hochladen | Wohnhaus in geschlossener Bebauung | Niederstadt 30 (Karte)            | Bezeichnet mit 1800 | Bau- und sozialgeschichtlich von Bedeutung, schlichter Barockbau, eines der ältesten Bauten auf der Heiste, Ensemblewirkung (aufwendigeres Portal). Zweigeschossiger Putzbau, Satteldach, Fenster- und Türgewände aus Porphyrtuff, Türportal mit Schlussstein und Inschrift, Türen und Fenster aus neuerer Zeit, Dach mit für die ältere Bebauung untypischen Muldenfalzziegeln. | 09207323 |
| Direkt Bild zu diesem Denkmal hochladen | Wohnhaus in geschlossener Bebauung | Niederstadt 32 (Karte)            | Um 1830 | Bau- und sozialgeschichtlich von Bedeutung, Zeugnis der Wohn- und Lebensweise der vorstädtischen Bevölkerung nach 1800, schönes klassizistisches Portal. Zweigeschossig, Putzbau, Satteldach mit älterem Dachausbau, Portal mit Dreieckgiebelverdachung, Tür- und Fenstergewände aus Naturstein (neue Fenster und Türen). | 09207324 |
| Direkt Bild zu diesem Denkmal hochladen | Wohnhaus in geschlossener Bebauung | Niederstadt 33 (Karte)            | Bezeichnet mit 1831 | Bau- und sozialgeschichtlich von Bedeutung, weitgehend original erhaltenes Wohnhaus auf der Heiste, schönes klassizistisches Portal. Zweigeschossiger Putzbau mit Satteldach, Tür- und Fenstergewände aus Porphyr, Türsturz bezeichnet mit 1831, Hauptgesims und Ecklisenen aus Putz, Winterfenster und zum Teil Fensterläden. | 09207321 |
| Direkt Bild zu diesem Denkmal hochladen | Wohnhaus in geschlossener Bebauung | Niederstadt 37 (Karte)            | Um 1830 | Bau- und sozialgeschichtlich von Bedeutung, Zeugnis der Wohn- und Lebensweise im Waldheim, Gebäude gliedert sich harmonisch in die Bebauung auf der Heiste ein, schlichtes Portal. Zweigeschossiger Putzbau, Tür- und Fenstergewände aus Porphyr, Türsturz mit gerader Verdachung, Satteldach. | 09207322 |
| Direkt Bild zu diesem Denkmal hochladen | Wohnhaus in geschlossener Bebauung | Niederstadt 38 (Karte)            | Um 1830 | Bau- und sozialgeschichtlich von Bedeutung, Ensemblewirkung auf der Heiste, guter Originalzustand, schlichtes Portal. Zweigeschossig, Putzbau, Satteldach, Tür- und Fenstergewände im Erdgeschoss aus Naturstein, Originalfenster im Erdgeschoss, Portal mit Verdachung (ältere Fenster im Obergeschoss, Tür 1920er Jahre). | 09207325 |
| Direkt Bild zu diesem Denkmal hochladen | Wohnhaus in geschlossener Bebauung | Niederstadt 39 (Karte)            | Um 1830 | Bau- und sozialgeschichtlich von Bedeutung, typisches Wohnhaus auf der Heiste, schlichtes klassizistisches Portal. Zweigeschossiger Putzbau, Fenster- und Türwände aus Porphyr, Obergeschoss Fenstergewände um 1850 verändert, Satteldach mit Dachausbau. | 09207327 |
| Direkt Bild zu diesem Denkmal hochladen | Wohnhaus in geschlossener Bebauung | Niederstadt 40 (Karte)            | Bezeichnet mit 1831 | Bau- und sozialgeschichtlich von Bedeutung, Ensemblewirkung auf der Heiste, Zeugnis der Bau- und Lebensweise vorstädtischer Bevölkerung nach 1800, schlichtes Portal. Zweigeschossig, Satteldach mit Gaube, Tür- und Fenstergewände aus Porphyrtuff, Portal mit Verdachung und Inschrift, bezeichnet mit „H. C. Schumann 1831“. | 09207326 |
| Direkt Bild zu diesem Denkmal hochladen | Wohnhaus in geschlossener Bebauung | Niederstadt 41 (Karte)            | Bezeichnet mit 1831 | Bau- und sozialgeschichtlich von Bedeutung, schlichter Barockbau, straßenbildprägendes Wohnhaus und eines der ältesten Bauten auf der Heiste, schönes barockes Segmentbogenportal (Datierung wohl nachträglich). Zweigeschossiger Putzbau mit Mansarddach und Dachaufbau, Fenstergewände aus Porphyr, Türgewände mit Segmentbogen und Schlussstein bezeichnet mit „AO 1831“, Porphyrsockel. | 09207328 |
| Direkt Bild zu diesem Denkmal hochladen | Wohnhaus in geschlossener Bebauung | Niederstadt 42 (Karte)            | Bezeichnet mit 1829 | Bau- und sozialgeschichtlich von Bedeutung, Ensemblewirkung auf der Heiste, guter Originalzustand, einfaches Segmentbogenportal (Datierung vielleicht nachträglich). Zweigeschossig, Satteldach, Tür- und Fenstergewände Erdgeschoss aus Porphyrtuff, im Obergeschoss nur zum Teil, Tor mit Schlussstein, Originaltür und Fensterläden (Fenster erneuert). | 09207331 |
| Direkt Bild zu diesem Denkmal hochladen | Wohnhaus in geschlossener Bebauung | Niederstadt 45 (Karte)            | Bezeichnet mit 1773 | Bau- und sozialgeschichtlich von Bedeutung, straßenbildprägendes Wohnhaus auf der Heiste, barockes Segmentbogenportal mit hübschem Schlussstein. Zweigeschossiger Putzbau mit Satteldach und Dachaufbau mit Schleppdach, Fenster- und Türgewände aus Porphyr, zum Teil mit Segmentbogen, Tür-Schlussstein mit Kartusche. | 09207329 |
| Direkt Bild zu diesem Denkmal hochladen | Brunnen im Zentrum des Obermarktes und Baumrondell (Wettinbrunnen) | Obermarkt (Karte)                 | 1902–1903 | Baukünstlerisch bedeutsamer Jugendstilbrunnen von Schilling & Graebner, bildet den gestalterischen Mittel- und Höhepunkt des Waldheimer Obermarktes, Rahmung durch fünf Kugel-Ahorne, vermutlich aus Erbauungszeit des Brunnens, ursprünglich wurde der Brunnen von einer Saxonia-Figur bekrönt | 09207194 |
|                                         | Straßenpflasterung des Obermarktes | Obermarkt (Karte)                 | 1876 | Reste der ursprünglichen Pflasterung mit Flusskieselsteinen, von geschichtlichem Interesse, farblich abgehobener, großer vierzackiger Stern, der die Himmelsrichtungen anzeigt, ursprünglich stand hier die alte Kirche von Waldheim | 09207195 |
| Direkt Bild zu diesem Denkmal hochladen | Wohnhaus (zwei Gebäudeteile) in geschlossener Bebauung in Ecklage | Obermarkt 1 (Karte)               | Um 1830, Anbau Schloßstraße Ende 19. Jahrhundert | In markanter städtebaulicher Situation stehender Putzbau mit für Waldheim außergewöhnlicher Fenstergestaltung mit gotisierenden Spitzbögen, zweiter Gebäudeteil aus der Gründerzeit liegt an der Schloßstraße (bildet mit Schloßstraße 23 eine bauliche Einheit). Dreigeschossiger Putzbau, ursprünglich vermutlich zweigeschossig, nachträglich aufgestockt, im ersten Obergeschoss spitzbogige Fenster, im zweiten Obergeschoss Segmentbogenfenster, Gurtgesimse und andere Baudetails nicht mehr vorhanden. | 09207193 |
| Direkt Bild zu diesem Denkmal hochladen | Wohnhaus in geschlossener Bebauung | Obermarkt 4 (Karte)               | Um 1840, Umbau um 1900 | Baugeschichtlich von Bedeutung, städtebaulich wichtiges Gebäude in Marktrandlage, vermutlich errichtet nach dem Stadtbrand von 1832, aufgestockt und Fassade umgestaltet in der Gründerzeit. Dreigeschossig, Erdgeschoss durch Schaufenster überformt, Eingangsportal erhalten, Schlussstein, originale Putznutung in den Obergeschoss, Segmentbogenfenster mit Voluten-Schlusssteinen, originale Dachhäuschen. | 09207191 |
| Direkt Bild zu diesem Denkmal hochladen | Wohnhaus in geschlossener Bebauung | Obermarkt 5 (Karte)               | Um 1830, Umbau um 1900 | Mit Laden, baugeschichtlich von Bedeutung, in städtebaulich wichtiger Lage am Obermarkt stehender Putzbau von 1830 mit gründerzeitlicher Aufstockung, guter Originalzustand, ansprechende Fassade, dokumentiert die ursprüngliche Stadtstruktur Waldheims. - Vorderhaus: dreigeschossiger Putzbau, originale Fenster- und Türgewände in Porphyrtuff, Gewände zum Teil gefast, Sandsteingewände im zweiten Obergeschoss, nachträglich gestalterische Betonung der Mittelachse durch Fensterverdachungen aus der Gründerzeit: im Flur originale Türen mit Beschlägen - Hinterhaus (Abbruch erstes Obergeschoss/Dachgeschoss vor 2004, in Folge Baufälligkeit): zweigeschossig, originale Fenster- und Türgewände, zum Teil in Porphyrtuff, Obergeschoss vermutlich in Fachwerkkonstruktion, drei Eingänge: vermutlich ein Durchgang, ein Zugang zum Stall, ein Zugang zur Treppe | 09207190 |
| Direkt Bild zu diesem Denkmal hochladen | Wohnhaus in geschlossener Bebauung und Hinterhaus, Mauer und Nebengebäude im Hof sowie Gartenhaus mit Keller auf dem Gelände                                                                         | Obermarkt 6 (Karte)               | Schlussstein Hofseite bezeichnet mit 1725 (Wohnhaus); Umbau bezeichnet mit 1832 (Wohnhaus); bezeichnet mit 1835 (Hinterhaus); Aufstockung bezeichnet mit 1897 (Wohnhaus) | Mit Läden, repräsentativer Bau errichtet nach dem Stadtbrand von 1832 (im Kern älter), schönes Portal mit klassizistischem Tor, qualitätvolle Aufstockung aus der Gründerzeit (bezeichnet mit 1897), guter Originalzustand von Vorder- und Hinterhaus, stadtbaugeschichtlich bedeutsam, da die Gebäude die ursprüngliche Stadtstruktur von Waldheim dokumentieren, baugeschichtlich, hausgeschichtlich und künstlerisch von Bedeutung. - Vorderhaus: dreigeschossig mit Dacherker, im Erdgeschoss Ladeneinbauten von Ende 19. Jahrhundert, Tordurchfahrt, qualitätvoller Torbogen aus Porphyrtuff mit Schlussstein, klassizistische zweiflügelige Tür, profilierte Fenstergewände im ersten Obergeschoss, im zweiten Obergeschoss Sandsteingewände (geohrt), zum Hof hin über der Tür alter Schlussstein bezeichnet mit 1725 - Hinterhaus: zweigeschossig, Erdgeschoss massiv, profilierte Fenstergewände aus Porphyrtuff, steiles Satteldach mit Schieferdeckung, zwei Dachhechte, Obergeschoss und Giebel möglicherweise in Fachwerkkonstruktion, bezeichnet mit 1835 | 09207188 |
| Direkt Bild zu diesem Denkmal hochladen | Wohnhaus in geschlossener Bebauung, mit Hinterhaus und Gartenlaube | Obermarkt 7 (Karte)               | 1839 laut Auskunft | Für Waldheim typisches Wohnhaus in markanter Marktlage, einfaches klassizistisches Portal, mit Laden, stadtbaugeschichtlich bedeutsam aufgrund des intakten Gebäudeensembles von Vorder- und Hinterhaus, das die ursprüngliche Stadtstruktur dokumentiert, baugeschichtlich und städtebaulich von Bedeutung. - Wohnhaus: dreigeschossig, profiliertes Gewände, zwei originale Kreuzstockfenster mit Rosette (Hofbereich), klassizistisches Portal, neue Tür und Fenster - Gartenlaube: original erhaltene, hölzerne Gartenlaube aus der Gründerzeit - Hinterhaus: zweigeschossig mit Drempel, originale steinerne Gewände (gestrichen), im Erdgeschoss alte Fenster, Durchgang vom Hof zum Garten, wurde zeitweise als Kartonfabrik genutzt | 09207189 |
| Direkt Bild zu diesem Denkmal hochladen | Wohnhaus in geschlossener Bebauung mit Nebengebäude im Hof, Hinterhaus und Einfriedung des rückwärtigen Gartens                                                                                      | Obermarkt 8 (Karte)               | Um 1830, Umbau um 1870 (Wohnhaus); bezeichnet mit 1900 (Nebengebäude) | Mit Ladenbaugeschichtlich von Bedeutung, in städtebaulich bedeutsamer Marktlage stehendes, klassizistisch gestaltetes Gebäude mit gründerzeitlicher Aufstockung, schönes klassizistisches Portal, stadtbaugeschichtlich interessantes Gebäudeensemble von Vorder- und Hinterhaus dokumentiert die ursprüngliche Stadtstruktur. - Wohnhaus: dreigeschossiger Putzbau, ursprünglich zweigeschossig mit Porphyrgewänden, in der 2. Hälfte des 19. Jahrhunderts um ein Geschoss aufgestockt und Eingangssituation verändert, im Obergeschoss Sandsteingewände (geohrt), gestalterische Betonung der Mittelachse durch Fensterverdachungen und Porphyrportal, klassizistische Haustür - Innen: Stuck, Jugendstilkacheln, Nebengebäude (bezeichnet mit 1909): profiliertes Porphyrportal, Kreuzgewölbe, (bezeichnet mit 1788) im Hof Arkadenstellungen mit Porphyrsäulen und Korbbögen - Hinterhaus: vermutlich ältere Bausubstanz von 1830 enthalten, aufgestockt, rückwärtig neogotischer Stand-Erker mit Treppenanlage, Haus möglicherweise verbunden mit Obermarkt 9/10 „Bergmanns Hof“ | 09207187 |
| Direkt Bild zu diesem Denkmal hochladen | Wohn- und Geschäftshaus in geschlossener Bebauung mit Hofgebäuden und Fabrik (Bergmanns Hof, Zigarrenfabrik)                                                                                         | Obermarkt 9, 10 (Karte)           | 1. Hälfte 19. Jahrhundert (Nebengebäude); an der Hofseite bezeichnet mit 1909 (Wohn- und Geschäftshaus)                                                                  | Bau- und ortsgeschichtlich von Bedeutung, platzprägender, stattlicher, spätgründerzeitlicher Bau mit aufwendiger deutscher Neorenaissancefassade, ehemalige Zigarrenfabrik im Hof von technikgeschichtlicher Bedeutung, Hofgebäude im Kern eines der ältesten Häuser Waldheims (bezeichnet mit 1615), an einem weiteren Hofgebäude ein Sitznischenportal (bezeichnet mit 1708) | 09207186 |
| Direkt Bild zu diesem Denkmal hochladen | Wohnhaus in geschlossener Bebauung | Obermarkt 11 (Karte)              | Um 1830 | Baugeschichtlich von Bedeutung, aufwendig gegliedertes Gebäude mit originaler klassizistischer Tür, spätklassizistische Fassade. Dreigeschossiger Putzbau, Satteldach mit Gauben, Porphyrsockel, originale spätklassizistische Türen mit Oberlicht, Putzgliederung, Porphyrgewände. | 09207185 |
| Direkt Bild zu diesem Denkmal hochladen | Wohnhaus in geschlossener Bebauung | Obermarkt 12 (Karte)              | Bezeichnet mit 1831 | Baugeschichtlich und städtebaulich von Bedeutung, aufwendig gegliederte Fassade, dokumentiert verschiedene Bauphasen, im Kern klassizistisch, gründerzeitliche Überformung. Dreigeschossiger Bau mit Natursteingewänden und Putzgliederung, mit Fensterrahmung, Konsole, Fensterüberdachung, im zweiten Obergeschoss Dreiecksgiebel mit figuralem Schmuck, Mittelrisalit mit Zwerchhaus und Dachhäusern, Satteldach, originale Tordurchfahrt mit Porphyrschlussstein bezeichnet Jacobi 1831, Porphyrsockel. | 09207183 |
| Direkt Bild zu diesem Denkmal hochladen | Hinterhaus (eines Wohnhauses) | Obermarkt 15 (Karte)              | Um 1840 | Stadtbaugeschichtlich von Bedeutung, weitgehend original erhaltenes Hinterhaus mit Fachwerk-Obergeschoss, typisch für die Hinterhofstruktur. Massives Erdgeschoss, Fachwerk-Obergeschoss, rückwärtiges Segmentbogenportal mit Schlusssteinen. | 09207184 |
| Direkt Bild zu diesem Denkmal hochladen | Wohnhaus mit Hinterhaus und Nebengebäuden im Hof | Obermarkt 17 (Karte)              | Um 1830 | Städtebaulich typische Baustruktur auf dem Obermarkt, stadtbaugeschichtlich von Bedeutung, Wohnhaus mit ungewöhnlichem klassizistischen Dreiecksgiebel im Dach. - Vorderhaus: zweigeschossig, Putzbau mit Satteldach, Gaube, Frontispiz mit Dreiecksgiebel, originale Eingangstür, Fassade überformt - 1. Nebengebäude mit Ställen - 2. Nebengebäude zweigeschossig mit Porphyr-Fenstergewänden - Hinterhaus: zweigeschossiger Putzbau, originale Winterfenster, Satteldach mit Gauben, originale Tür | 09207181 |
| Direkt Bild zu diesem Denkmal hochladen | Wohnhaus in geschlossener Bebauung | Obermarkt 21 (Karte)              | Bezeichnet mit 1831 | Baugeschichtlich von Bedeutung, markantes Haus mit auffälliger, original erhaltener Dachgestaltung (Mansarddach), typisch für die Bebauung nach dem Stadtbrand, schönes klassizistisches Portal. Zweigeschossiger Putzbau, Mansarddach mit Gaube und Dachhecht, Türsturz bezeichnet mit 1831 mit Zahnschnitt, Porphyrfenstergewände. | 09207179 |
| Direkt Bild zu diesem Denkmal hochladen | Wohnhaus in (ehemals) geschlossener Bebauung | Obermarkt 23 (Karte)              | Um 1830 | Baugeschichtlich und städtebaulich von Bedeutung, markante Lage, Eingangssituation zum Obermarkt, weitgehend Originalsubstanz. Zweigeschossiger Putzbau, Tordurchfahrt, Obergeschoss Fenstergewände aus Porphyrtuff, Satteldach mit zwei Dachhechten, Dachausbauten und Biberschwanzdeckung, (Erdgeschoss leicht überformt). | 09207178 |
| Direkt Bild zu diesem Denkmal hochladen | Wohnhaus in halboffener Bebauung und Ecklage | Obermarkt 25 (Karte)              | Um 1880/1890 | Mit Laden, städtebaulich und baugeschichtlich von Bedeutung, frühgründerzeitliches Wohnhaus in markanter, straßenbildprägender Lage. Dreigeschossig, Putzfassade, Satteldach, abgerundete Ecke, reiche Putzgliederung, erstes Obergeschoss mit reichen Putzrahmungen der Fenster, zweites Obergeschoss mit Pilastergliederung, Dreiecksgiebel (Erdgeschoss später verändert, Türen und Fenster erneuert). | 09207172 |
| Direkt Bild zu diesem Denkmal hochladen | Wohnhaus in geschlossener Bebauung und Hintergebäude, jetzt Kirchengemeindehaus | Obermarkt 30 (Karte)              | Bezeichnet mit 1831 | Mit Läden, Fassade im barock-klassizistischen Stil, straßenbildprägend, im Hof eines der wenigen Fachwerkhäuser Waldheims, originale Fenster des 19. Jahrhunderts, schönes Tor mit klassizistischer Tür, architekturhistorisch und ortsgeschichtlich von Bedeutung. Zweigeschossig, Mansarddach, Natursteinsockel, Mittelrisalit mit Dreiecksgiebel, Porphyrtuffgesims, Porphyrtufffenstergewände und -portal (Portal zum Teil erneuert), originales Tor, im Obergeschoss ältere Fenster, Hofseite mit Portal in Porphyrtuff, ebenso die Fenstergewände, originales Hoftor. Im Hof: zweigeschossiger Fachwerkbau, Satteldach, mit Anbau und Vorbau, zwei originale Fenster des 19. Jahrhunderts im Obergeschoss. | 09206955 |
| Direkt Bild zu diesem Denkmal hochladen | Wohnhaus in geschlossener Bebauung | Obermarkt 36 (Karte)              | Um 1840 | Baugeschichtlich von Bedeutung, gut erhaltenes, weitgehend im Originalzustand belassenes Bürgerhaus des Klassizismus, schönes Portal mit klassizistischer Tür. Zweigeschossig, Putzbau, Satteldach mit Gauben, Fenstergewände Naturstein, Tür mit Verdachung und Natursteingewände, originale Tür, Fenster erneuert. | 09206950 |
| Direkt Bild zu diesem Denkmal hochladen | Wohnhaus in geschlossener Bebauung, mit Hintergebäude und Gartenpavillon | Obermarkt 45 (Karte)              | Bezeichnet mit 1854 (Wohnhaus); 1850 (Hinterhaus); um 1900 (Gartenpavillon)                                                                                              | Repräsentativer, klassizistischer Bau, künstlerisch bedeutend, von ortsgeschichtlicher Bedeutung als Zigarrenfabrik (Hintergebäude). - Wohnhaus: dreigeschossig mit Mezzanin, Satteldach, reiche Putzfassade, Geschosse durch Gesimse getrennt, Fassade genutet, Ecklisenen, zweites Obergeschoss mit Balkon und Eisengitter, Fenstergewände Naturstein, zumeist verdacht, konsolengestütztes Traufgesims, großes Tor mit Wappen und konsolengestützter Verdachung, originale Torflügel, im Durchgang Gedenkstein für Gefallene des Ersten Weltkrieges und Familienwappen (Familie Weißker) - Hintergebäude: dreigeschossig, Putzbau, Krüppelwalmdach, Erdgeschoss Öffnungen und Türgewände aus Porphyrtuff, originale Türen, Gartenpavillon: verputzter Fachwerkbau mit Zeltdach, (Fenster größtenteils denkmalgerecht erneuert) | 09206946 |
| Direkt Bild zu diesem Denkmal hochladen | Wohnhaus in halboffener Bebauung in Ecklage | Obermarkt 47 (Karte)              | Bezeichnet mit 1832 | Mit Läden, schlichter klassizistischer Bau, platzbildprägend, schönes klassizistisches Portal, baugeschichtlich von Bedeutung. Zweigeschossiger Putzbau, Krüppelwalmdach mit Gauben, Erdgeschoss: genutet mit teilweise alten Schaufensteranlagen, Portal mit Verdachung und Konsolen, originale Tür, Obergeschoss Fenster mit Natursteingewänden, konsolengestütztes Traufgesims, im Giebel Thermenfenster. | 09206945 |
| Direkt Bild zu diesem Denkmal hochladen | Mietshaus in geschlossener Bebauung | Oststraße 11 (Karte)              | Um 1905 | Qualitätvoll gegliederte Fassade in Klinkermischbauweise, baukünstlerisch bedeutsam aufgrund der außergewöhnlichen Jugendstil-Fenstergewände, straßenbildprägender Jugendstilgiebel. Dreigeschossig, Erdgeschoss verputzt, Obergeschoss verklinkert (gelb), originale Haustür, neue Fenster. | 09207306 |
| Direkt Bild zu diesem Denkmal hochladen | Mietshaus in geschlossener Bebauung | Schillerstraße 9 (Karte)          | 1912 | Straßenprägender Putzbau in gutem Originalzustand, im Reformstil der Zeit nach 1900, baukünstlerisch interessante Eingangsgestaltung im Jugendstil. Zierfachwerk, dreigeschossig, zum Teil alte Fenster, originale Haustür. | 09207346 |
| Direkt Bild zu diesem Denkmal hochladen | Mietshaus in geschlossener Bebauung | Schillerstraße 11 (Karte)         | Um 1910 | Qualitätvoll gestaltete Putzfassade im Reformstil der Zeit mit Jugendstilelementen, in gutem Originalzustand. Dreigeschossig, Risalit, dieser gestalterisch betont. | 09207347 |
| Direkt Bild zu diesem Denkmal hochladen | Mietshaus in geschlossener Bebauung | Schillerstraße 13 (Karte)         | Um 1910 | Qualitätvoll gestaltete Putzfassade mit Jugendstilelementen, baugeschichtlich von Bedeutung. Dreigeschossig, Durchfahrt, schönes Holz-Tor (baufällig), Putz-Reliefs (?) im Risalit, neue Fenster und Haustür, Gebäude ist saniert. | 09207348 |
| Direkt Bild zu diesem Denkmal hochladen | Mietshaus in halboffener Bebauung | Schillerstraße 15 (Karte)         | Um 1910 | Qualitätvolle Putzfassade im Reformstil der Zeit mit Jugendstilelementen, guter Originalzustand, straßenprägendes Zierfachwerk, Jugendstilportal. Dreigeschossig, Jugendstilornamentik, originale Haustür, einige originale Fenster. | 09207349 |
| Direkt Bild zu diesem Denkmal hochladen | Fabrik in offener Bebauung | Schillerstraße 17 (Karte)         | Um 1910 | Außergewöhnlich gestalteter Klinkerbau, baukünstlerisch und technikgeschichtlich von Bedeutung, Jugendstildekor. Dreigeschossiger, weißer Klinkerbau, stark durchfenstert (originale Fenster), feine Klinkerstruktur in Reliefs, Lisenen von einem kapitellähnlichen Werkstein (Jugendstil) abgeschlossen, Dachbalustrade mit Jugendstilpfosten und schmiedeeisernen Gittern (original). | 09207350 |
| Direkt Bild zu diesem Denkmal hochladen | Wohnhaus in geschlossener Bebauung in Ecklage | Schloßplatz 1 (Karte)             | Bezeichnet mit 1840 | In städtebaulich prägnanter Lage am Schloßplatz stehendes bürgerliches Wohnhaus in gutem Originalzustand, zeittypisches klassizistisches Portal mit Verdachung. Zweigeschossig, Satteldach mit breiter Gaube, Wand-Öffnungs-Verhältnis original, neue Schieferdeckung, Dämmputz, neue Fenster. | 09207218 |
| Direkt Bild zu diesem Denkmal hochladen | Wohnhaus (zwei Hausteile) in geschlossener Bebauung | Schloßplatz 2, 3 (Karte)          | Um 1900, im Kern älter (bezeichnet mit 1798, bezeichnet mit 1834) | Repräsentativer, sehr gut erhaltener Putzbau in gutem Originalzustand, straßenbildprägender Stufengiebel und Holzerker der späten Gründerzeit, das Gebäude im Kern älter, städtebaulich und baugeschichtlich von Bedeutung. Zweigeschossig, Gebäude setzt sich aus zwei Bauteilen unterschiedlicher Erbauungszeit zusammen, Porphyrtuffgewände, Segmentbogentor mit klassizistischer Tür, neue Fenster, Gebäude ist saniert. | 09207219 |
| Direkt Bild zu diesem Denkmal hochladen | Wohnhaus in geschlossener Bebauung | Schloßplatz 5 (Karte)             | Kern 16. Jahrhundert, um 1800 | Von baugeschichtlichem Wert, Kern des Gebäudes aus dem 16. Jahrhundert, schönes barockes Segmentbogenportal mit hübscher klassizistischer Tür. Renaissancegewände, klassizistische Haustür. | 09207221 |
|                                         | Feuerwehr und Gedenktafel | Schloßplatz 13 (Karte)            | Um 1900 | In städtebaulich markanter Ecklage stehender schlichter Klinkerbau der Gründerzeit, mit Porphyrtuff-Gedenkplatte zu Ehren der aus den Reihen der Freiwilligen Feuerwehr Waldheims Gestorbenen des Ersten Weltkrieges, ortsgeschichtlich von Bedeutung. Zweigeschossiger Klinkerbau, zwei Einfahrten für Löschfahrzeuge mit Segmentbogenabschluss. | 09207298 |
| Direkt Bild zu diesem Denkmal hochladen | Torhaus | Schloßstraße 4a (Karte)           | 1832 | Seltenes Zeugnis vergangener Bauweise der städtischen Bevölkerung, ehemals Torhaus zum Hintergebäude Niedermarkt 37 (Anschrift: Schloßstraße 4h). Zweigeschossig, Satteldach, Putzbau, Obergeschoss Fenstergewände mit Porphyrtuff, Dachhäuschen, neben Torbogen kleines vermauertes Fenster, alte Pflasterung. Bis 2008 irrtümlich unter Schloßstraße 4 in der Denkmalliste. | 09207200 |
| Direkt Bild zu diesem Denkmal hochladen | Wohnhaus in geschlossener Bebauung | Schloßstraße 10 (Karte)           | Um 1840 | Mit Laden, zeittypisches, schlichtes Wohnhaus, aufgrund der guten Originalsubstanz von baugeschichtlichem Wert. Zweigeschossig, Satteldach mit Hecht, Schieferdeckung, originale Haustür, alte Fenster. | 09207229 |
| Direkt Bild zu diesem Denkmal hochladen | Wohnhaus in geschlossener Bebauung | Schloßstraße 13 (Karte)           | Um 1850 | Mit Laden, baugeschichtlich von Bedeutung, zeittypisches, schlichtes Putzgebäude, klassizistisches Portal mit originaler Tür. Zweigeschossig, Verhältnis Wandfläche zu Fensteröffnungen intakt, zum Teil alte Fenster, Schieferdeckung, Dachhecht, Satteldach. | 09207226 |
| Direkt Bild zu diesem Denkmal hochladen | Wohnhaus in geschlossener Bebauung | Schloßstraße 17 (Karte)           | Im Kern um 1830, um 1900 | Mit Laden, schlichter, qualitätvoller Jugendstilumbau mit älterem Kern, baugeschichtlich von Bedeutung. Dreigeschossig (spätere Aufstockung), Satteldach, Putzfassade (Erdgeschoss genutet, Obergeschoss mit Ecklisenen), Fenstergewände des ersten Obergeschosses aus Porphyrtuff, Fenstergewände des zweiten Obergeschosses aus Kunststein, Traufe mit Jugendstildekor. | 09207199 |
| Direkt Bild zu diesem Denkmal hochladen | Wohnhaus in halboffener Bebauung | Schloßstraße 20 (Karte)           | Um 1830, spätere Umbauten | Straßenbildprägend, typisches klassizistisches Bürgerhaus, schönes klassizistisches Portal mit bemerkenswerter Tür. Zweigeschossig, Putzbau, Satteldach, Fenstergewänden aus Porphyrtuff, Portal mit konsolengestützter Verdachung, ältere Haustür, im Innern: ältere Fußbodenkacheln, ältere Windfangtür, (späterer Schaufenstereinbau, neue Dachgauben). | 09207197 |
| Direkt Bild zu diesem Denkmal hochladen | Wohnhaus in offener Bebauung, Nebengebäude im Hof und Toreinfahrt | Schloßstraße 21 (Karte)           | Um 1830, spätere Umbauten (Wohnhaus); 19. Jahrhundert (Toreinfahrt) | Baugeschichtlich von Bedeutung, straßenbildprägend, bedeutsam für historische Stadtstruktur, schmiedeeisernes Tor handwerklich-künstlerisch von Bedeutung. Zweigeschossig, Krüppelwalmdach mit Hechtgaube und Porphyrtufftraufgesims, Porphyrfenstergewände, originale Ladentür (Anfang 20. Jahrhundert), originales Eisentor. | 09207196 |
| Weitere Bilder                          | Nicolaikirche (mit Ausstattung) sowie Treppe, Mauer und Pflasterung des Kirchhofs | Schönberger Straße (Karte)        | 1829–1842 (Kirche); 1843 (Orgel); 17. und 18. Jahrhundert (mehrere Pastorenbildnisse)                                                                                    | Klassizistisches Bauwerk von ortsgeschichtlicher und kunsthistorischer Bedeutung, stadtbildprägend. Saalkirche, Putzbau, gerader Chorschluss, durch Rundbogenfenster und Lisenen gegliedert, an drei Seiten Risalite mit Dreiecksgiebeln, hoher Turm mit geschweifter Haube und Laterne, Hauptportal am Turm mit Pilastern und Dreiecksverdachung. Im Innern: muldengewölbter Saal, dreigeschossige Emporen (umlaufend), Westempore mit Loge und Orgelgeschoss, monumentaler Kanzelaltar. | 09207207 |
| Direkt Bild zu diesem Denkmal hochladen | Wohnhaus in Ecklage | Schönberger Straße 7 (Karte)      | Um 1830 | Bau- und sozialgeschichtlich von Bedeutung, straßenbildprägendes Wohnhaus in Kirchennähe in weitgehendem Originalzustand, einfaches klassizistisches Portal. Zweigeschossig, verputzter Sockel, Walmdach (mit ortsuntypischer Biberschwanzdeckung), Tür- und Fenstergewände aus Porphyrtuff, Haupteingang mit Verdachung, Nebeneingang mit Schlussstein (Fenster und Türen erneuert). | 09207173 |
| Direkt Bild zu diesem Denkmal hochladen | Wohnhaus mit Gaststätte in halboffener Bebauung in Ecklage | Schönberger Straße 8 (Karte)      | Um 1840 | In wichtiger städtebaulicher Ecksituation stehender Putzbau in gutem Originalzustand, in unmittelbarer Nähe zur Stadtkirche gelegen. Zweigeschossig, Schopfwalmdach (Dachpappe), Porphyrtuffgewände in Erdgeschoss und Obergeschoss, späterer Dachhecht, DDR-Putz, neue Fenster und Tür. | 09207175 |
| Direkt Bild zu diesem Denkmal hochladen | Wohnhaus in geschlossener Bebauung | Schönberger Straße 16 (Karte)     | Bezeichnet mit 1827 | Zeittypisches Bürgerwohnhaus mit späterem Ladeneinbau in gutem Originalzustand, aufwendiges Portal mit Korbbogen und Schlussstein aus Porphyr, bau- und sozialgeschichtlich von Bedeutung. Zweigeschossiger Putzbau, steiles Satteldach mit Hecht, im Erdgeschoss originale Porphyrtuffgewände, alte Haustür, rückwärtig Fachwerk im Obergeschoss. | 09207236 |
| Direkt Bild zu diesem Denkmal hochladen | Wohnstallhaus eines Dreiseithofes | Schulstraße 1 (Karte)             | 1. Hälfte 19. Jahrhundert | Bau- und sozialgeschichtlich von Bedeutung, ein Fachwerkhaus, dokumentiert die alte Dorfstruktur. Zweigeschossig, Erdgeschoss massiv, Obergeschoss Fachwerk, Giebelseiten verkleidet, Satteldach (neue Dachdeckung). Anbauten kein Denkmal. | 09207463 |
| Direkt Bild zu diesem Denkmal hochladen | Mietshaus in (ehemals) geschlossener Bebauung | Talstraße 13 (Karte)              | Ende 19. Jahrhundert | Gründerzeitliches Gebäude in Klinkerbauweise in gutem Originalzustand, städtebaulicher Bestandteil des Ensembles Talstraße. Dreigeschossig, Erdgeschoss verputzt, Obergeschoss gelber Klinker mit rotem Klinkerstreifen, Dacherker, Verdachungen über den Fenstern zum Teil plastisch zum Teil graphisch, originale Haustür, Haus ist saniert. | 09207284 |
| Direkt Bild zu diesem Denkmal hochladen | Mietshaus in geschlossener Bebauung | Talstraße 20 (Karte)              | Ende 19. Jahrhundert | Gründerzeitliches Gebäude in Klinkerbauweise in gutem Originalzustand, städtebaulicher Bestandteil des Ensembles Talstraße. Dreigeschossig, originale Haustür, neue Fenster, Giebelbekrönung fehlt, roter Klinker. | 09207289 |
| Direkt Bild zu diesem Denkmal hochladen | Mietshaus in geschlossener Bebauung | Talstraße 21 (Karte)              | Um 1905 | Baukünstlerisch von Bedeutung, qualitätvoller Putzbau mit interessanter Jugendstilgestaltung, straßenbildprägend. Dreigeschossig, Zierfachwerk im Dacherker, Klinkersockel, Jugendstilhaustür. | 09207290 |
| Direkt Bild zu diesem Denkmal hochladen | Mietshaus in geschlossener Bebauung | Talstraße 22 (Karte)              | Um 1905 | Baukünstlerisch von Bedeutung, in Jugendstilformen interessant gestalteter Putzbau in gutem Originalzustand. Dreigeschossig, Klinkersockel, originale Jugendstiltür, neue Fenster, Fliesenornament im Mittelteil. | 09207291 |
| Direkt Bild zu diesem Denkmal hochladen | Mietshaus in geschlossener Bebauung | Talstraße 23 (Karte)              | Um 1905 | Baukünstlerisch von Bedeutung, qualitätvoller Jugendstilbau mit interessant gestalteter Putzfassade, guter Originalzustand. Dreigeschossig, originale Haustür, DDR-Fenster, Putzornamentik, Fliesenornament unterhalb der seitlichen Fenster im zweiten Obergeschoss. | 09207292 |
| Weitere Bilder                          | Aussichtsturm auf dem Wachberg | Wachbergstraße (Karte)            | 1871 | Rundturm in Bruchsteinmauerwerk, zum Gedenken an die Gefallenen des Krieges 1870/1871 errichtet, bau- und ortsgeschichtlich von Bedeutung. Bruchsteinbau, 25 m hoch, 1870 Baubeginn, am 2. September „als erstes Siegesdenkmal in Deutschland geweiht und erhielt den Namen Siegesturm“ (Quelle: Erfassungskartei 1952) – als Denkmal an den Deutsch-Französischen-Krieg erbaut, Gedenktafel waren vorhanden für Opfer des genannten und des Ersten Weltkrieges (Aussage 1952). | 09302118 |

## Gebersbach
| Bild                                    | Bezeichnung                                              | Lage                              | Datierung                 | Beschreibung | ID       |
| --------------------------------------- | -------------------------------------------------------- | --------------------------------- | ------------------------- | --- | -------- |
| Direkt Bild zu diesem Denkmal hochladen | Scheune und Wohnstallhaus eines ehemaligen Vierseithofes | Untere Talstraße 31 (Karte)       | 2. Hälfte 18. Jahrhundert | Herrschaftliches ländliches Gebäude in landschaftstypischer Holzbauweise, bruchsteinerne Scheune (mit Fachwerk-Teilen) in gutem Originalzustand, beide Gebäude von baugeschichtlichem Wert. - Wohnstallhaus: Erdgeschoss massiv, Obergeschoss Fachwerk, steiles Satteldach, Stichbogenportal mit Schlussstein aus Porphyr - Scheune: zur Hofseite Fachwerk, ansonsten Bruchsteinmauerwerk | 09208085 |
| Direkt Bild zu diesem Denkmal hochladen | Brücke                                                   | Untere Talstraße 31 (vor) (Karte) | 19. Jahrhundert           | Bruchsteinerne Bogenbrücke mit hohen Wangen über den Gebersbach, Zeugnis der Volksbauweise sowie landschaftsprägend, guter Originalzustand | 09208084 |

## Gilsberg
| Bild                                    | Bezeichnung                                                                      | Lage               | Datierung                      | Beschreibung | ID       |
| --------------------------------------- | -------------------------------------------------------------------------------- | ------------------ | ------------------------------ | --- | -------- |
| Direkt Bild zu diesem Denkmal hochladen | Wohnstallhaus und Seitengebäude eines ehemaligen Vierseithofes sowie Hofpflaster | Gilsberg 1 (Karte) | 18. Jahrhundert                | In weitgehendem Originalzustand erhaltene Fachwerkbauten, Wohnstallhaus mit Backhausanbau, aufgrund seines Alters und der Originalsubstanz erhaltenswert, bau- und sozialgeschichtlich von Bedeutung. - Wohnstallhaus: zweigeschossig, Erdgeschoss Bruchsteinmauerwerk, Obergeschoss Fachwerk zweiriegelig, Schopfwalmdach - Seitengebäude: zweigeschossig mit Drempel, Obergeschoss und Drempel, Fachwerk mit Andreaskreuz, Satteldach, Gebäude wurde vermutlich zweimal erweitert, originale Porphyrgewände Wohnstallhaus und Seitengebäude eines großen Bauerngutes, beide um 1800 erbaut. Das zum Zeitpunkt der Denkmalneuerfassung stark geschädigte Wohnstallhaus wurde nach 1999 denkmalgerecht saniert. Der repräsentative Fachwerkbau mit massivem Erdgeschoss und hohem Krüppelwalmdach prägt das Ortsbild. Soweit dies der Bauzustand ermöglichte, wurde bei der Sanierung das Fachwerk erhalten. Es handelt sich um eine typische Fachwerkkonstruktion des ausgehenden 18. und beginnenden 19. Jahrhunderts. Das Seitengebäude, im Jahr 2011 noch nicht saniert, weist mehrere Bauphasen auf. Es ist ein zweigeschossiger Fachwerkbau mit Drempel, alle Holzverbindungen des Fachwerks sind gezapft. Das Gebäude wird durch ein flachgeneigtes Satteldach abgeschlossen. Als eindrucksvolle bauliche Zeugnisse ländlichen Bauhandwerks erlangen beide Gebäude einen baugeschichtlichen Wert. | 09207392 |
| Direkt Bild zu diesem Denkmal hochladen | Wohnstallhaus eines Vierseithofes                                                | Gilsberg 3 (Karte) | Kern 1. Hälfte 18. Jahrhundert | Aufgrund seines hohen Alters schützenswertes Wohnstallhaus in gutem Originalzustand, Fachwerkbau mit Kopfstreben und K-Streben, diese aufgeblattet. Zweigeschossig, Erdgeschoss massiv, originaler Türstock, Fachwerkobergeschoss mit Kopfstreben, Verblattungen, kräftige Schwelle, vorkragende Balkenköpfe. Wohnstallhaus eines Bauerngutes, um 1700 erbaut. Zweigeschossiger großer Fachwerkbau mit massivem, baulich leicht überformtem Erdgeschoss sowie zweiriegliger Fachwerkkonstruktion mit K-Streben an den Hausecken und Kopfstreben sowie leicht vorkragender Schwelle des Obergeschosses, vorkragenden Balkenköpfen der Deckenbalken zwischen Erd- und Obergeschoss sowie Füllhölzern. Abgeschlossen wird dieses baugeschichtlich bedeutsame Fachwerkhaus von einem Satteldach. Das Gebäude gehört zu den älteren ländlichen Fachwerkbauten dieses Landschaftsraums. Die beschriebene Fachwerkkonstruktion ist im Vergleich zu anderen Landschaften Sachsens hier nur noch selten anzutreffen, woraus sich die haus- und regionalgeschichtliche Bedeutung des Bauernhauses ableitet. | 09207391 |

## Heiligenborn
| Bild                                    | Bezeichnung                                                    | Lage                    | Datierung                                                                           | Beschreibung | ID       |
| --------------------------------------- | -------------------------------------------------------------- | ----------------------- | ----------------------------------------------------------------------------------- | --- | -------- |
| Direkt Bild zu diesem Denkmal hochladen | Wohnstallhaus eines Bauernhofes                                | Heiligenborn 3 (Karte)  | Um 1700                                                                             | Aufgrund seines Alters und der für die Gegend außergewöhnlichen Fachwerkkonstruktion (mit Kopfstreben und Thüringer-Leiter-Motiv) von baugeschichtlicher und landschaftsprägender Bedeutung. Zweigeschossig, Erdgeschoss massiv und verputzt, Obergeschoss Fachwerkkonstruktion mit aufgeblatteten Kopfstreben, Thüringer-Leiter-Motiv, Satteldach mit späterem Dachausbau, teilweise nachträglich Fenster vergrößert sowie späterer Anbau giebelseitig. Durch die isolierte freie Lage des Bauernhauses prägt dieses eindrucksvoll das Landschaftsbild. Das Gebäude gehört zu den ältesten noch original erhaltenen Wohnstallhäusern dieses Landschaftsraums. Hierdurch und durch seinen guten Originalzustand erlangt das Gebäude baugeschichtliche Bedeutung.                                                  | 09207394 |
| Direkt Bild zu diesem Denkmal hochladen | Vierseithof mit Wohnstallhaus, Scheune und zwei Seitengebäuden | Heiligenborn 5 (Karte)  | Bezeichnet mit 1798 (Wohnstallhaus); um 1800 (Seitengebäude); um 1850 (Auszugshaus) | In seiner Geschlossenheit bemerkenswerter Vierseithof mit intakten Fachwerkgebäuden, Zeugnis ländlicher Lebens- und Bauweise, baugeschichtlich von Bedeutung. - Wohnstallhaus: zweigeschossig, Erdgeschoss massiv mit Stichbogenportal, Obergeschoss Fachwerk (verkleidet), Satteldach mit neuer Deckung - Scheune: vermutlich Fachwerk (verkleidet) - Seitengebäude: im Obergeschoss Fachwerk - 2. Seitengebäude: mit Überformungen im Erdgeschoss, Obergeschoss Fachwerk, Satteldach | 09207393 |
| Direkt Bild zu diesem Denkmal hochladen | Wohnhaus in offener Bebauung                                   | Heiligenborn 5b (Karte) | Um 1890                                                                             | Original erhaltener, gründerzeitlicher Putzbau im Schweizer-Haus-Stil, markant an der Straße gelegen. Zweigeschossig, Putzbänderungen an den Gebäudeecken, hölzerner Ziergiebel, neue Fenster, Dach mit Dachpappe gedeckt. Zweigeschossiges, städtisch anmutendes Wohnhaus, um 1900 erbaut. Eingeschossiger Putzbau mit Mittelrisalit und Frontgiebel, abgeschlossen durch ein vorkragendes Satteldach. Das Erscheinungsbild des Hauses wird durch den hohen mit Natursteinen verkleideten Sockel, Fenstereinfassungen durch Werkstein und Putzbänderungen an den Hausecken geprägt. Original erhalten blieb auch die Holzdekoration am Schwebegiebel. Das durch den Schweizer-Haus-Stil geprägte Wohnhaus blieb in sehr gutem Originalzustand erhalten, woraus sich dessen baugeschichtliche Bedeutung ableitet. | 09207397 |

## Knobelsdorf
| Bild                                    | Bezeichnung | Lage                           | Datierung | Beschreibung | ID       |
| --------------------------------------- | --- | ------------------------------ | --- | --- | -------- |
| Direkt Bild zu diesem Denkmal hochladen | Wohnstallhaus und Seitengebäude eines ehemaligen Vierseithofes                                                         | Mittlere Talstraße 6 (Karte)   | 1. Viertel 18. Jahrhundert (Wohnstallhaus); um 1800 (Seitengebäude)                                                          | Wohnstallhaus mit Überformungen, schützenswert aufgrund der seltenen Fachwerk-Konstruktion (Wilder Mann), Scheune in landschaftstypischer Holzkonstruktion, alle von sozial- und baugeschichtlicher Bedeutung. - Scheune: Fachwerk, Drempel, Satteldach (Schiefer), schlechter Bauzustand - Seitengebäude: Erdgeschoss massiv, Obergeschoss Fachwerk, Satteldach, schlechter Bauzustand - Wohnstallhaus: Erdgeschoss massiv, überformt, Obergeschoss Fachwerk, Satteldach, Gebäude wurde an den Seiten erweitert (massiv), Gebäude stehen leer | 09208074 |
| Direkt Bild zu diesem Denkmal hochladen | Scheune, zwei Seitengebäude eines Vierseithofes                                                                        | Mittlere Talstraße 9 (Karte)   | 1. Viertel 19. Jahrhundert (Seitengebäude); 2. Hälfte 19. Jahrhundert (Seitengebäude und Scheune)                            | Drei weitestgehend originale Fachwerk-Gebäude in straßenbildprägender Lage, als Zeugnisse ländlicher Bauweise von hausgeschichtlicher Bedeutung, ortsbildprägend. - Scheune: Fachwerk, Satteldach (Schiefer), Rückseite Bruchstein - 1. Seitengebäude: Erdgeschoss massiv, Obergeschoss Fachwerk, Drempel, Satteldach (Schiefer) - 2. Seitengebäude: eingeschossig in Teilen Fachwerk, Krüppelwalmdach (Schiefer) Wohnstallhaus ist überformt. | 09208072 |
|                                         | Wohnstallhaus und westliches Seitengebäude eines Bauernhofes                                                           | Mittlere Talstraße 14 (Karte)  | 2. Hälfte 19. Jahrhundert | In seiner Hofstruktur erhaltenes Bauerngut mit ortsbildprägenden Fachwerk-Gebäuden, baugeschichtlich von Bedeutung. - Wohnstallhaus: Erdgeschoss massiv, Obergeschoss Fachwerk, Krüppelwalmdach - beide Seitengebäude: Erdgeschoss massiv, Obergeschoss Fachwerk, Krüppelwalmdach | 09208068 |
| Direkt Bild zu diesem Denkmal hochladen | Wohnstallhaus und Seitengebäude eines Vierseithofes                                                                    | Mittlere Talstraße 16 (Karte)  | 17. Jahrhundert (Wohnstallhaus); Mitte 19. Jahrhundert (Seitengebäude)                                                       | Aufgrund der alten, original erhaltenen Fachwerk-Konstruktion des Wohnstallhauses mit Kopfstreben und Thüringer-Leiter-Motiv von großer haus- sowie sozialgeschichtlicher Bedeutung sowie ortsbildprägendem Wert. - Wohnstallhaus: Erdgeschoss massiv, Obergeschoss Fachwerk, Satteldach mit neuer Deckung, originale Fenstergrößen - Seitengebäude: Erdgeschoss und Giebelseite massiv, zur Hofseite hin Fachwerk, Satteldach | 09208070 |
| Direkt Bild zu diesem Denkmal hochladen | Wohnstallhaus | Mittlere Talstraße 21 (Karte)  | 2. Hälfte 19. Jahrhundert | Zeittypisches Wohnstallhaus in Holzbauweise, dorfbildprägend auf Anhöhe gelegen, von bau- und sozialgeschichtlichem Wert. Erdgeschoss massiv, Obergeschoss Fachwerk, Giebelseiten verkleidet, Krüppelwalmdach. | 09208071 |
| Direkt Bild zu diesem Denkmal hochladen | Wohnstallhaus eines ehemaligen Vierseithofes                                                                           | Mittlere Talstraße 23 (Karte)  | 17. Jahrhundert | Aufgrund seiner alten Fachwerk-Konstruktion mit Kopfstreben erhaltenswertes ländliches Gebäude von hausgeschichtlicher Bedeutung. Erdgeschoss massiv, Obergeschoss im Giebel massiv, in großen Teilen Fachwerk-Konstruktion mit Kopfstreben, Satteldach (vermutlich Schieferdeckung). | 09208069 |
| Weitere Bilder                          | Kirche mit Ausstattung, Kirchhofsmauer, Kirchhof mit verschiedenen Grabmalen und Nebengebäude (eventuell Leichenhalle) | Mittlere Talstraße 24b (Karte) | 12. Jahrhundert (Kirche und Kanzelaltar); Umbau 1767 (Kirche); 1857 (Orgel); wohl 1926 (Kriegerdenkmal in Form eines Altars) | Ortsbildprägendes Bauwerk – mit dem umgebenden Kirchhof und verschiedenen Grabmalen von ortsgeschichtlicher Bedeutung. - Kirche (Dehio Sachsen II. Berlin 1998, S. 1062): Evangelische Pfarrkirche. Wohl im Kern noch romanische Saalkirche, 1767 Umbau, Restaurierung und tiefgreifende Umgestaltung 1893 durch Theodor Quentin, Putzbau mit eingezogenem, gerade geschlossenem Chor und Walmdach. Eingezogener Westturm mit beachtenswertem romanischen Rundbogenportal, Ende 12. Jahrhundert Das Gewände mit eingestellten Säulen, die Kapitelle wie auch die Archivolte mit Palmettenmotiv, im Tympanon Reliefs mit Agnus dei und stilisiertem Baum. Vorhallen an der West- und Nordseite, die Portale in neuromanischer Formgebung. Flachgedeckter Saal mit Emporen an drei Seiten. Kanzel, Tauftisch und Lesepult in neuromanischen Formen von Große aus Meißen. Oktogonale romanische Porphyr-Taufe in Kelchform mit Bogenfries, Anfang. 13. Jahrhundert. Die Orgel von 1894/95 (1969 durch die Firma Kreuzbach & Söhne unter Beibehaltung des alten Orgelprospektes erneuert). Schieferdeckung. - Kirchhofsmauer: weitgehend authentisch erhaltene Bruchsteinmauer mit schmiedeeisernem Tor an der Rückseite des Kirchhofs - Grabmale: - 1. Grabmal Friedrich Johann Merlin (15.9.1858 geb.), Sandstein - 2. Erbbegräbnis Familien Haferkorn und Bischoff, vermutlich 1943/44 - 3. Wandepitaph an der Choraußenwand, vermutlich 1740 - 4. Grabkreuz für Johannes …, vermutlich 19. Jahrhundert, Rochlitzer Porphyrtuff, vor Chor der Kirche Sowohl die Kirche als auch der umgebende Kirchhof und die ausgewählten Grabmale sind von ortsgeschichtlicher, die Kirche auch von architekturgeschichtlicher Bedeutung. Durch die dominante Lage von Kirche und Kirchhof prägt das Ensemble das Ortsbild maßgeblich und unverwechselbar. | 09208065 |
| Direkt Bild zu diesem Denkmal hochladen | Schule | Mittlere Talstraße 27 (Karte)  | Bezeichnet mit 1901 | Zeittypischer Putzbau von ortsgeschichtlicher Bedeutung. Zweigeschossig, im Erdgeschoss relativ hohe Fenster, Putzgliederung, Ziegelfries trennt Geschosse, profilierte Fenstergewände, neue Fenster, saniert vor 2013. | 09208064 |

## Massanei
| Bild                                    | Bezeichnung                                                                       | Lage                | Datierung | Beschreibung | ID       |
| --------------------------------------- | --------------------------------------------------------------------------------- | ------------------- | --- | --- | -------- |
| Direkt Bild zu diesem Denkmal hochladen | Kriegerdenkmal für die Gefallenen des Ersten Weltkrieges                          | Massanei (Karte)    | 1921 | Von ortsgeschichtlicher Bedeutung. Kriegerdenkmal für im Ersten Weltkrieg gefallene Gemeindeangehörige, 1921 durch die Gemeinde aufgestellt. Kunststeinsockel mit blockartigem Aufbau, auf vier Kugeln ruhendes „Eisernes Kreuz“ aus Stein, Block von vier Säulen gefasst, zwischen diesen Inschriften. Auf Grund seiner ortsgeschichtlichen Bedeutung denkmalwürdig. | 09207406 |
| Direkt Bild zu diesem Denkmal hochladen | Wohnstallhaus, Scheune, zwei Seitengebäude und Hofpflasterung eines Vierseithofes | Massanei 24 (Karte) | Um 1800 (Wohnstallhaus); 1. Hälfte 19. Jahrhundert (Scheune); 19. Jahrhundert (Seitengebäude); 2. Hälfte 19. Jahrhundert (Seitengebäude) | In ihrer Geschlossenheit bemerkenswerte Hofanlage, teilweise mit Fachwerk-Bauten, dokumentiert die alte Struktur eines Vierseithofes, landschaftsprägend. Geschlossen erhaltener Vierseithof mit Wohn- und Wirtschaftsgebäuden vorwiegend aus dem beginnenden 19. Jahrhundert. - Wohnstallhaus: Erdgeschoss massiv, Obergeschoss Fachwerk (verkleidet), rückwärtig massiv - beide Seitengebäude: Erdgeschoss massiv, Obergeschoss Fachwerk - Scheune: Fachwerk-Konstruktion, Holztor Alle Gebäude durch Satteldächer abschließend. Die historische Hofpflasterung blieb weitgehend erhalten. Der Bauernhof gehört zu den wenigen noch vollständig erhaltenen Bauernhöfen mit original erhaltener bauzeitlicher Bebauung im Umland von Waldheim. Der Denkmalwert des Hofes ergibt sich aus dessen baugeschichtlicher, sozialgeschichtlicher sowie ortsbildprägender Bedeutung. | 09207411 |
| Direkt Bild zu diesem Denkmal hochladen | Wohnstallhaus, Scheune, Seitengebäude und Hofpflasterung eines Vierseithofes      | Massanei 27 (Karte) | Bezeichnet mit 1827 (Wohnstallhaus); 1. Hälfte 19. Jahrhundert (Scheune)                                                                 | Geschlossen erhaltener Vierseithof mit landschaftstypischen Fachwerkwohngebäuden bzw. -wirtschaftsgebäuden, baugeschichtlich, heimatgeschichtlich und landschaftsgestaltend von Bedeutung. - Wohnstallhaus: Erdgeschoss massiv, Obergeschoss Fachwerk, Erdgeschoss originale Steingewände, Stichbogenportal mit Schlussstein (Datierung 1827), Satteldach - Scheune: Fachwerk-Konstruktion - Seitengebäude: Erdgeschoss massiv, Obergeschoss Fachwerk mit Kopfstreben | 09207412 |
| Direkt Bild zu diesem Denkmal hochladen | Wohnstallhaus und zwei Seitengebäude eines ehemaligen Vierseithofes               | Massanei 28 (Karte) | 1. Hälfte 19. Jahrhundert | Weitgehend originale Fachwerk-Bauten, dokumentieren ländliche Bau- und Lebensweise, heimatgeschichtlich von Bedeutung. - Wohnstallhaus: Erdgeschoss massiv, Obergeschoss Fachwerk, Satteldach - 1. Seitengebäude: Erdgeschoss massiv, Obergeschoss Fachwerk - 2. Seitengebäude: Erdgeschoss überformt, Obergeschoss Fachwerk Teil einer Gruppe gut erhaltener, das Dorf- und Landschaftsbild maßgeblich prägender Bauernhöfe. Das Wohnstallhaus sowie beide Seitengebäude wurden im Erdgeschoss massiv aufgeführt und verputzt, die Obergeschosse weisen für das 19. Jahrhundert typische, weitgehend original erhaltene Fachwerkkonstruktionen auf. Die Gebäude werden durch Satteldächer abgeschlossen, im Dachbereich des Wohnstallhauses blieb die Heuluke erhalten. Alle Gebäude wurden baulich leicht verändert, wobei die originale Bausubstanz und das Erscheinungsbild nur marginal beeinträchtigt wurden. Auch dieser Hof ist ebenso wie die Nachbarhöfe ein charakteristisches Beispiel ländlichen Bauhandwerks sowie der Arbeits- und Lebensbedingungen des beginnenden 19. Jahrhunderts, woraus sich dessen bau- und sozialgeschichtliche sowie orts- und landschaftsprägende Bedeutung ableitet. | 09207413 |
| Direkt Bild zu diesem Denkmal hochladen | Wohnstallhaus, zwei Seitengebäude und Torbogen eines ehemaligen Vierseithofes     | Massanei 29 (Karte) | 1822/1823 Dendro | Bemerkenswert gut erhaltene Fachwerk-Gebäude von landschaftsprägendem Charakter. Am Rande des Dorfes isoliert liegender ehemaliger Vierseithof mit original erhaltenem Wohnstallhaus, zwei Seitengebäuden und einer Toreinfahrt. Die Gebäude wurden vermutlich zeitgleich zu Beginn des 19. Jahrhunderts errichtet. - Wohnstallhaus: Erdgeschoss massiv, Obergeschoss Fachwerk, Satteldach, Segmentbogenportal zum Stall, Stall mit preußischen Kappen und gusseisernen Säulen - 1. Seitengebäude: Erdgeschoss massiv, Obergeschoss Fachwerk, zum Teil auch im Erdgeschoss - 2. Seitengebäude: Erdgeschoss massiv, Obergeschoss Fachwerk Alle Gebäude werden durch Satteldächer abgeschlossen. Die Einheitlichkeit der Bauweise lässt die Vermutung zu, dass dieser Hof zu Beginn des 19. Jahrhunderts neu erbaut wurde. Nur selten trifft man Bauernhöfe an, welche eine Bauetappe repräsentieren. Hierdurch und durch den sehr guten Originalzustand der beschriebenen Baulichkeiten erlangt dieser Bauernhof große haus- sowie sozialgeschichtliche Bedeutung. Durch die isolierte Lage und die imposante Wirkung der Baukörper prägt der Bauernhof das Landschaftsbild unverwechselbar. | 09207418 |
| Direkt Bild zu diesem Denkmal hochladen | Ehemalige Schmiede, mit Scheune und Vorgarteneinfriedung                          | Massanei 40 (Karte) | 1826 datiert | Hauptgebäude landschafts- und zeittypischer Fachwerkbau mit Porphyrtuffelementen, Scheune vorwiegend verbrettertes Fachwerk, Vorgarteneinfriedung schmiedeeiserner Lanzettzaun, bau- und heimatgeschichtliche Bedeutung. Erdgeschoss massiv, Stichbogenportal mit Schlussstein, Obergeschoss Fachwerk verkleidet, Satteldach (Dachpappe). Gut proportionierter Fachwerkbau mit massivem Erdgeschoss und verkleidetem Fachwerkobergeschoss, abgeschlossen durch Satteldach mit größerem Dachvorsprung an der Hoftraufseite. Im Erdgeschoss blieben das bauzeitliche Stichbogenportal sowie eine ältere zweiflüglige Haustür erhalten. Anstelle der heutigen Garage befand sich die Schmiedewerkstatt, das daneben befindliche Rundbogenfenster mit Klappläden war das Werkstattfenster. Durch den sehr guten Originalzustand des Gebäudes erlangt dieses baugeschichtliche sowie als ehemalige Schmiede auch ortsgeschichtliche Bedeutung. | 09207416 |
| Direkt Bild zu diesem Denkmal hochladen | Häusleranwesen                                                                    | Massanei 41 (Karte) | Um 1800 | Kleines Fachwerk-Wohnhaus in gutem Originalzustand, typisches Häusleranwesen, bau- und sozialgeschichtlich von Bedeutung. Erdgeschoss massiv, Obergeschoss Fachwerk, Satteldach, Fachwerk verkleidet. Möglicherweise im 18. Jahrhundert erbaut. Zweigeschossiges Fachwerkhaus mit massivem Erdgeschoss und verkleidetem Fachwerk im Obergeschoss. Im Erdgeschoss blieben die Fenstergewände erhalten, welche für das Erscheinungsbild des Hauses bedeutsam sind. Die Fachwerkkonstruktion wurde verkleidet und verbrettert, so dass diese nicht sichtbar ist und damit eine genauere Schätzung der Erbauungszeit erschwert wird. Da die Fensteröffnungen vermutlich nur unwesentlich im Laufe der Standzeit des Hauses vergrößert wurden, muss man davon ausgehen, dass die Fachwerkkonstruktion größtenteils erhalten blieb. Abgeschlossen wird das Gebäude durch ein steiles Satteldach. Das Giebeldreieck wurde ebenso wie die Giebelseite des Obergeschosses verbrettert. Durch seine Authentizität wird das Gebäude zum Dokument ländlichen Bauens seiner Entstehungszeit und zugleich der Lebensbedingungen. Der Denkmalwert resultiert damit aus der bau- und sozialgeschichtlichen Bedeutung des Hauses. Scheune abgebrochen 2001 oder davor. | 09207415 |
| Direkt Bild zu diesem Denkmal hochladen | Wohnstallhaus eines ehemaligen Vierseithofes                                      | Massanei 45 (Karte) | Um 1700 | Weitestgehend originales Fachwerk-Obergeschoss mit alter Fachwerk-Konstruktion mit Thüringer-Leiter-Motiv und Kopfstreben von großer haus- und sozialgeschichtlicher Bedeutung. Zweigeschossiges Fachwerkhaus mit massivem Erdgeschoss (nachträglich unterfahren) und Fachwerkobergeschoss, abgeschlossen durch ein steiles Satteldach. Hoftraufseite mit sog. „Thüringer Leiter“, einrieglig, aufgeblatteten Kopfstreben. Die abgewandte Traufseite mit breit liegenden Gefachen, einrieglig, aufgeblatteten Streben. Erhalten blieb auch die Einrahmung einer alten Fensteröffnung, durch die eindrucksvoll erkennbar wird, wie gering die ursprüngliche Belichtung der Zimmer und Kammern gewesen sein muss. Auch im Inneren des Hauses blieben trotz gewisser baulicher Veränderungen wertvolle Strukturen erhalten. Das Gebäude gehört zu den ältesten erhaltenen Wohnstallhäusern des ehemaligen Landkreises Döbeln. Die beschriebene Fachwerkkonstruktion mit „Thüringer Leiter“ ist in dieser Hauslandschaft nur noch vereinzelt anzutreffen. Durch das hohe Alter des Hauses und die Seltenheit der Fachwerkkonstruktion erlangt das Gebäude eine große hausgeschichtliche Bedeutung. Auch als Zeugnis der Arbeits- und Lebensbedingungen, nicht zuletzt durch seine Authentizität, kommt dem Bauwerk auch eine sozialgeschichtliche Bedeutung zu. | 09207407 |
| Direkt Bild zu diesem Denkmal hochladen | Häusleranwesen                                                                    | Massanei 50 (Karte) | Anfang 19. Jahrhundert | Bestandteil der ursprünglichen Dorfstruktur, weitgehend originales kleines Fachwerk-Haus, ortsentwicklungsgeschichtlich von Bedeutung. In der Dorfaue stehendes kleines Häusleranwesen, vermutlich im 18. Jahrhundert erbaut. Das Erdgeschoss wurde vermutlich nachträglich massiv unterfahren. Durch die zu breiten, später eingebauten Fenster wird das Erscheinungsbild des Hauses beeinträchtigt. Das Fachwerk im Obergeschoss blieb weitgehend erhalten. Es handelt sich um eine einrieglige Fachwerkkonstruktion mit Streben, die auf eine Bauzeit im frühen 18. Jahrhundert verweist. Abgeschlossen wird das Haus durch ein flachgeneigtes Satteldach (Dachpappe). Seitlich schließt ein eingeschossiger Anbau mit Pultdach an, der aber durch einen weiteren Garagenanbau ergänzt wurde und somit nicht mehr denkmalwürdig ist. Durch die lockere Bebauung in diesem Bereich des Dorfes wird die ursprüngliche Dorfstruktur eines Waldhufendorfes mit großen Hofanlagen entlang der Hänge und Häusleranwesen am Bachlauf gut erkennbar. Neben einem baugeschichtlichen Wert als typisches Häuslerhaus des 18. Jahrhunderts kommt diesem Gebäude vorwiegend eine ortsentwicklungsgeschichtliche Bedeutung zu. | 09207404 |
| Direkt Bild zu diesem Denkmal hochladen | Scheune eines Vierseithofes                                                       | Massanei 52 (Karte) | Bezeichnet mit 1936 | Ortsbildprägende Holzscheune in gutem Originalzustand. Schlichter zeittypischer Bau, zweigeschossig. Im Erdgeschoss teilweise massiv, Obergeschoss Fachwerk verbrettert, Abschluss durch flachgeneigtes Satteldach mit Schieferdeckung. Das Gebäude blieb einschließlich seiner Türen und Fenster im Wesentlichen unverändert erhalten. Im Landschaftsraum trifft man nur vereinzelt Scheunen dieser Bauzeit an, zumeist Ersatzbauten für Vorgängerbauten. Denkmalwürdig ist diese Scheune auf Grund der Seltenheit und Authentizität. | 09207417 |
| Direkt Bild zu diesem Denkmal hochladen | Ehemalige Salpetersiederei, später Försterei, heute Wohnhaus                      | Vorwerk 5 (Karte)   | 1. Hälfte 19. Jahrhundert | Massivbau mit Mansarddach, gehörte ursprünglich zum Rittergut Ehrenberg, bau- und heimatgeschichtlich von Bedeutung | 09207403 |

## Meinsberg
| Bild                                    | Bezeichnung | Lage                                    | Datierung                                                                                       | Beschreibung | ID       |
| --------------------------------------- | --- | --------------------------------------- | ----------------------------------------------------------------------------------------------- | --- | -------- |
| Direkt Bild zu diesem Denkmal hochladen | Kriegerdenkmal für die Gefallenen des Ersten Weltkrieges | Dorfstraße (Karte)                      | 1921                                                                                            | Von ortsgeschichtlicher Bedeutung. Hohe Natursteinstele, Bronzeplatten mit Namen der Gefallenen, 1921 aufgestellt – Information laut Altunterlagen 1952 Erfassungbögen. | 09208013 |
| Direkt Bild zu diesem Denkmal hochladen | Wohnstallhaus | Dorfstraße 34 (Karte)                   | Bezeichnet mit 1756                                                                             | Imposantes, original erhaltenes Fachwerk-Gebäude mit Stichbogenportal von sozial- und baugeschichtlichem Wert. Imposantes Wohnstallhaus, ursprünglich zu einem Bauernhof gehörend, welcher nicht authentisch überliefert ist. Das Wohnstallhaus weist die für Sachsen im 18. Jahrhundert typische Bauweise mit massivem Erdgeschoss und verkleidetem/verschiefertem Obergeschossfachwerk auf. Abgeschlossen wird das Gebäude durch ein sehr steiles Satteldach, welches als Wetterschutz auf der Hofseite weiter vorkragt. Der erhöht liegende Hauseingang wird durch ein Segmentbogenportal eingefasst. Um den Höhenunterschied zum Hof auszugleichen, wurde dem Eingang eine den Heisten ähnliche Treppe aus Bruchsteinen vorgelagert. Bemerkenswert ist der gute Originalzustand des Gebäudes. Mit Ausnahme der Stalltür wurden alle Fenster- und Türöffnungen in ihrer Ursprünglichkeit erhalten. Demzufolge muss man auch von einer intakten Fachwerkkonstruktion im Obergeschoss ausgehen. Bedingt durch den beschriebenen authentischen Bauzustand wird das Gebäude zum exemplarischen Beispiel ländlicher Bauweise und Lebensbedingungen in der 2. Hälfte des 18. Jahrhunderts, woraus sich der bau- und sozialgeschichtliche Wert des Hauses ableitet. | 09208016 |
| Direkt Bild zu diesem Denkmal hochladen | Wohnstallhaus und Seitengebäude eines Vierseithofes | Dorfstraße 60 (Karte)                   | Bezeichnet mit 1781                                                                             | Landschaftstypische Fachwerk-Bauten in gutem Originalzustand, imposantes Fachwerk-Wohnstallhaus, baugeschichtlich, ortsbildprägend und sozialgeschichtlich von Bedeutung. - Wohnstallhaus: Erdgeschoss massiv, Obergeschoss Fachwerk, Satteldach, Segmentbogenportal mit Schlussstein, dort bezeichnet mit „J.G.S. 1781“ - Seitengebäude: Erdgeschoss massiv, Obergeschoss Fachwerk, Satteldach | 09208007 |
| Direkt Bild zu diesem Denkmal hochladen | Wohnstallhaus, Seitengebäude und Scheune | Dorfstraße 61 (Karte)                   | 2. Hälfte 19. Jahrhundert (Wohnstallhaus); um 1900 (Seitengebäude)                              | Ortsbildprägender Vierseithof, intakte Hofstruktur mit Fachwerk-Gebäuden, baugeschichtlich, ortsbildprägend und sozialgeschichtlich von Bedeutung. - Wohnstallhaus: Erdgeschoss massiv, Obergeschoss Fachwerk, Giebelseite verkleidet, steiles Satteldach. - Scheune: Durchfahrtsscheune, Fachwerk-Konstruktion, Satteldach - Seitengebäude (um 1900): Erdgeschoss massiv, Obergeschoss Fachwerk verkleidet, Satteldach, Zutritt zum Hof war nicht möglich Ein Seitengebäude Abbruch in Folge Baufälligkeit (rechtes Seitengebäude giebelständig zur Straße). | 09208008 |
| Direkt Bild zu diesem Denkmal hochladen | Straßenbrücke über die Zschopau | Kurt-Schwabe-Straße (Karte)             | Um 1930                                                                                         | Segmentbogenbrücke aus Bruchstein, die Zschopau in zwei weitgestreckten Bögen überspannend, von architektonisch-gestalterischer Qualität, zudem verkehrsgeschichtlich von Bedeutung. Zweifeldrige Natursteinbogenbrücke mit zwei Flussöffnungen, Widerlager und Flusspfeiler ebenfalls aus Natursteinmauerwerk (Schwergewichtswiderlager bzw. -pfeiler), dazwischen flache Segmentbögen aus Naturstein mit Überschüttung, Stirnmauern ebenfalls aus Natursteinmauerwerk, gerundete Brückenpfeiler treten über die Brückenflucht hervor, gediegene bauliche Ausführung, gute Einordnung in den Landschaftsraum des Zschopautales, 1990/91 bereits saniert (Verpressung durch den Schachtbau Nordhausen). | 09206037 |
| Direkt Bild zu diesem Denkmal hochladen | Mehrteiliger Gebäudekomplex einer ehemaligen Papierfabrik, mit Schornstein und technischer Ausstattung (Francisturbine mit Welle und Riemenscheiben, Transmission und Steuerdruck) sowie Mühlgraben (hinter dem Wehr) und Wehr (ehemals Kübler & Niethammer, Kurt-Schwabe-Institut) | Kurt-Schwabe-Straße 2, 6, 8, 12 (Karte) | 1888–1889                                                                                       | Markante, an der Zschopau gelegene Anlage, welche sich durch ihre Fassadengestaltung (Bruchsteinverblendung mit Ziegelfenstereinfassungen) harmonisch in die Landschaft einfügt, industrie- und technikgeschichtlich von Bedeutung | 09300749 |
| Direkt Bild zu diesem Denkmal hochladen | Wohnstallhaus, Seitengebäude, Scheune und Hofpflasterung eines Bauernhofes | Waldheimer Straße 7 (Karte)             | Vor 1800 (Scheune); bBezeichnet mit 1847 (Wohnstallhaus); Mitte 19. Jahrhundert (Seitengebäude) | Geschlossen erhaltener Bauernhof in gutem Originalzustand, Wohnstallhaus Fachwerk-Konstruktion mit Kopfstreben, bau- und sozialgeschichtlich von Bedeutung. Wohnstallhaus: Erdgeschoss massiv, Segmentbogenportal mit Schlussstein, Obergeschoss Fachwerk, Giebelseite verkleidet, Satteldach. | 09208009 |

## Neuhausen
| Bild                                    | Bezeichnung                                       | Lage                 | Datierung                 | Beschreibung | ID       |
| --------------------------------------- | ------------------------------------------------- | -------------------- | ------------------------- | --- | -------- |
| Direkt Bild zu diesem Denkmal hochladen | Scheune eines ehemaligen Bauernhofes              | Neuhausen 9 (Karte)  | 1. Hälfte 18. Jahrhundert | Fachwerkbau, heimatgeschichtlich von Bedeutung. Im Zusammenhang mit der Nutzung des früheren Wohnstallhauses als Gasthof könnte das ungewöhnliche kleine Gebäude an der Straße entstanden sein. Der quadratische Putzbau mit Zeltdach weist mehrere eventuell zugesetzte Türöffnungen auf, die vermuten lassen, dass es sich hierbei um ein ehemaliges Toilettenhäuschen der Gaststätte gehandelt haben könnte. Zeit- und landschaftstypisches Wohnstallhaus in weitgehend originalem Zustand, vermutlich zeitweise Gasthof, ortsgeschichtlich von Bedeutung, 2016 oder 2017 abgerissen. Sehr altes Wohnstallhaus, vermutlich vor 1700 erbaut, mit massivem Erdgeschoss und verputztem Fachwerkobergeschoss, Hausabschluss durch steiles Satteldach, dort der vorspringende Giebel verputztes Fachwerk. Die kleinen, unmittelbar unter der Traufe angeordneten Fensteröffnungen im Obergeschoss, das leicht an der Giebelseite vorspringende Dachgeschoss sowie die steile Dachneigung lassen vermuten, dass das Gebäude durchaus im 17. Jahrhundert erbaut worden sein könnte. Später erfolgte ein massiver Anbau, möglicherweise als Saalanbau eines Gasthofes. Der Denkmalwert des Wohnhauses ergab sich vor allem aus dessen großer hausgeschichtlicher Bedeutung auf Grund seines hohen Alters und seines guten Originalzustandes. Hinzu kam eine ortsgeschichtliche Bedeutung durch die vermutete Funktion eines Dorfgasthofes. | 09208002 |
| Direkt Bild zu diesem Denkmal hochladen | Wohnstallhaus und Scheune eines Bauernhofes       | Neuhausen 11 (Karte) | Um 1800                   | Kleiner, in seiner Struktur intakter Dreiseithof mit Fachwerk-Gebäuden von wissenschaftlich-dokumentarischem Wert, baugeschichtlich von Bedeutung. Hof ist verlassen, sehr schlechter Bauzustand. - Wohnstallhaus: Erdgeschoss massiv, Obergeschoss Fachwerk, Satteldach. - Scheune: Fachwerk-Konstruktion, Krüppelwalmdach. - Seitengebäude: massiv | 09208001 |
| Direkt Bild zu diesem Denkmal hochladen | Wohnstallhaus und Seitengebäude eines Bauernhofes | Neuhausen 12 (Karte) | Um 1800                   | Zwei weitgehend original erhaltene Fachwerk-Gebäude, Bestandteil der ursprünglichen Dorfstruktur, Wohnstallhaus mit verputztem Fachwerk-Obergeschoss und Segmentbogenportal, alter Backofen im Anbau am Wohnstallhaus erhalten, baugeschichtlich von Bedeutung. - Wohnstallhaus: Erdgeschoss massiv, Obergeschoss Fachwerk (verputzt), Satteldach, zwei Segmentbogenportale, eines mit Schlussstein - Seitengebäude: Erdgeschoss massiv, Obergeschoss Fachwerk (verputzt, verkleidet) | 09207999 |

## Rauschenthal
| Bild                                    | Bezeichnung                                                 | Lage                                             | Datierung              | Beschreibung | ID       |
| --------------------------------------- | ----------------------------------------------------------- | ------------------------------------------------ | ---------------------- | --- | -------- |
| Direkt Bild zu diesem Denkmal hochladen | Bahnhofsgebäude (ehemals Bahnhof KLeinmockritz)             | (Gemarkung Heiligenborn, Flurstück 91/2) (Karte) | 1911                   | Hölzerne Wartehalle der Schmalspurbahn Wilsdruff–Döbeln-Gärtitz (sogenannte Rübenbahn), Typenbau der Kgl. Sächs. Staatseisenbahnen, durch den Waldheimer Eisenbahnverein auf die Ladestelle Rauschenthal an der Bahnstrecke Waldheim–Kriebethal transloziert, eisenbahngeschichtlich von Bedeutung. Die hölzerne Wartehalle gehörte einst zur Eisenbahnstrecke Wilsdruff–Döbeln–Gärtitz (eröffnet 1909–1911, stillgelegt zwischen 1966 und 1972), die als Schmalspurbahn betrieben wurde und u. a. dem Transport von Zuckerrüben im wohl bedeutendsten Rübenanbaugebiet Sachsens diente. Die Wartehallen an den Bahnhöfen, Haltestellen und Haltepunkten wurden als Typenbauten errichtet. Entsprechend der Entstehungszeit und unter Einfluss des damaligen Heimatschutzgedankens sind sie einfach und zweckdienlich gestaltet. Auch wenn die Wartehalle nach Translozierung und Wiederaufbau 2015/2016 durch den Waldheimer Eisenbahnverein nicht mehr in ihrem ursprünglichen Zusammenhang steht, hat sie doch als charakteristischer Typenbau der Königlich Sächsischen Staatseisenbahn einen eisenbahngeschichtlichen Aussage- und Zeugniswert. Durch Stilllegung und Abbau vieler Eisenbahnstrecken, insbesondere der sächsischen Schmalspurbahnen (einst das größte einheitlich betriebene Schmalspurbahnsystem in Deutschland), hat sich die Zahl der einfachen Hochbauten wie die hölzernen Wartehallen deutlich verringert, sodass den erhaltenen Objekten dieser Art auch eine exemplarische Bedeutung zukommt. | 09305250 |
| Direkt Bild zu diesem Denkmal hochladen | Häuslerhaus                                                 | Unterrauschenthal 4 (Karte)                      | Um 1700                | Aufgrund seines hohen Alters schützenswertes ländliches Fachwerkwohnhaus in gutem Originalzustand, haus- und sozialgeschichtlich von besonderer Bedeutung. Zweigeschossig, Erdgeschoss massiv, Obergeschoss Fachwerk, Satteldach, kleine Fenster, aufgeblattete Kopfstreben. | 09207399 |
| Direkt Bild zu diesem Denkmal hochladen | Wohnstallhaus und Scheune eines ehemaligen Vierseithofes    | Unterrauschenthal 5 (Karte)                      | Anfang 19. Jahrhundert | Original erhaltene Fachwerkbauten, Zeugnis ländlicher Lebens- und Bauweise, bau- und sozialgeschichtlich von Bedeutung. Holzscheune, Wohnstallhaus mit Fachwerkobergeschoss, Satteldach, Zutritt zum Hof war nicht möglich. | 09207400 |
| Direkt Bild zu diesem Denkmal hochladen | Wohnstallhaus, Schuppen und Seitengebäude eines Bauernhofes | Unterrauschenthal 7 (Karte)                      | 17. Jahrhundert        | Ländliche Gebäude mit sehr altem Fachwerk, Obergeschoss zum Teil mit Thüringer-Leiter-Motiv, von hausgeschichtlicher Bedeutung. - Seitengebäude: in die Schwelle ist ein datierter Holzbalken (1686) eingesetzt worden - Wohnstallhaus: Erdgeschoss massiv, zum Teil hölzerne Gewände, Obergeschoss Fachwerk Thüringer-Leiter-Motiv, Schleppdach - Schuppen: kleines hölzernes Gebäude Scheune ist abgerissen. | 09207401 |

## Reinsdorf
| Bild                                    | Bezeichnung | Lage                  | Datierung | Beschreibung | ID       |
| --------------------------------------- | --- | --------------------- | --- | --- | -------- |
| Direkt Bild zu diesem Denkmal hochladen | Transformatorenhäuschen | Reinsdorf (Karte)     | Um 1930 | Als Zeugnis der Elektrifizierung im ländlichen Raum von bau- und regionalgeschichtlicher Bedeutung. Durch den Heimatstil beeinflusster Typenbau des regionalen Energieversorgers. Über annähernd quadratischem Grundriss erbauter eingeschossiger Putzbau mit Krüppelwalmdach und großem Dachreiter, Tür mit Segmentbogenabschluss. Sowohl die Materialwahl, als auch die Wahl der Dachformen lässt das Bemühen erkennen, diese technischen Zweckbauten an örtliche Gegebenheiten anzupassen. Die Elektrifizierung im ländlichen Raum war von großer Bedeutung nicht nur im Alltagsleben der Dorfbevölkerung, sondern vor allem für die Landwirtschaft. Aus dieser Bedeutung für alle Lebensbereiche der ländlichen Bevölkerung leitet sich die regionalgeschichtliche Bedeutung auch dieses Trafoturmes ab. Zugleich erlangen diese Bauwerke als bauliche Zeugen der Bemühungen der Heimatstilbewegung um landschaftsbezogene Bauweise baugeschichtliche Bedeutung. | 09207361 |
| Weitere Bilder                          | Dorfkirche St. Nicolai mit Ausstattung, Kirchhof, Kirchhofsmauer und Kriegerdenkmal für die Gefallenen des Ersten Weltkrieges sowie acht Soldatengräber aus dem Zweiten Weltkrieg | Reinsdorf (Karte)     | Kern vermutlich 13. Jahrhundert (Kirche); um 1520 (Altar); 16. Jahrhundert (Triumphkreuzgruppe); wohl 1. Hälfte 17. Jahrhundert (Kanzel); 18. Jahrhundert (Taufe) | Baugeschichtlich, ortsgeschichtlich und ortsbildprägend von Bedeutung | 09207365 |
| Direkt Bild zu diesem Denkmal hochladen | Transformatorenturm | Reinsdorf (Karte)     | Nach 1920 | Kleiner Typenbau der örtlichen Energieversorgung, authentisch erhalten, von regionalgeschichtlichem Wert | 09305299 |
| Direkt Bild zu diesem Denkmal hochladen | Wohnstallhaus, zwei Seitengebäude und Scheune eines Vierseithofes | Reinsdorf 6 (Karte)   | Um 1800 (Wohnstallhaus); 19. Jahrhundert (Seitengebäude und Scheune)                                                                                              | Geschlossen erhaltener Vierseithof von regionalgeschichtlichem Wert. - Wohnstallhaus: zweigeschossig, Erdgeschoss massiv, Obergeschoss Fachwerk, im Erdgeschoss leicht zu große Fenster, Satteldach, Anbau hofseitig nicht denkmalwürdig - Stallgebäude: Obergeschoss Fachwerk verputzt, Erdgeschoss massiv, Satteldach - Scheune: Erdgeschoss massiv, Fachwerkobergeschoss - kleines Seitengebäude: links der Einfahrt, vermutlich Fachwerkobergeschoss verputzt Typischer mittelsächsischer Bauernhof des 19. Jahrhunderts, geschlossen erhalten, bauliche Veränderungen marginal. | 09305298 |
| Direkt Bild zu diesem Denkmal hochladen | Wohnhaus | Reinsdorf 7 (Karte)   | Um 1850 | Ländliches Wohnhaus in dorfbildprägender Lage an der alten Dorfstraße, schönes Fachwerkobergeschoss mit Drempel, heimatgeschichtlich von Bedeutung. Zweigeschossig, Erdgeschoss massiv, Obergeschoss in Fachwerk mit Drempel, Portal mit steinernem Gewände und Verdachung, klassizistische Haustür, neue Dachdeckung, im Erdgeschoss neue Fenster, Giebelseiten massiv. | 09207362 |
| Direkt Bild zu diesem Denkmal hochladen | Wohnhaus | Reinsdorf 13b (Karte) | Um 1850 | Ländliches Wohnhaus mit ortsbildprägendem Fachwerkobergeschoss, bau- und sozialgeschichtlich von Bedeutung. Zweigeschossig, Erdgeschoss massiv, Obergeschoss Fachwerk mit Drempel, Giebelseiten verkleidet, Satteldach mit Dachpappe gedeckt, Drempelgeschoss mit Fachwerkkreuzmotiv, im Erdgeschoss steinerne Gewände (Tür und Fenster) original, wurde 2011 saniert. | 09207382 |
| Direkt Bild zu diesem Denkmal hochladen | Scheune eines Vierseithofes | Reinsdorf 14 (Karte)  | Um 1900 | Traditionelles Wirtschaftsgebäude eines Bauernhofes in gutem Originalzustand, bau- und sozialgeschichtlich von Bedeutung. Fachwerkkonstruktion, eingeschossig mit Drempel. | 09207384 |
| Direkt Bild zu diesem Denkmal hochladen | Wohnstallhaus eines ehemaligen Vierseithofes | Reinsdorf 18 (Karte)  | Bezeichnet mit 1829 | Weitgehend originales ländliches Wohnstallhaus, Zeugnis typischer Volksarchitektur, heimatgeschichtlich von Bedeutung. - Wohnstallhaus: zweigeschossig, Erdgeschoss massiv, Obergeschoss Fachwerk (verkleidet), im Erdgeschoss ein breites Fenster und Garage, Porphyrportal mit Schlussstein, steiles Satteldach mit DDR-Deckung - Seitengebäude: im Erdgeschoss massiv, Obergeschoss Fachwerk, sehr schlechter Bauzustand – 2011 teilweise zusammengebrochen | 09207386 |
| Direkt Bild zu diesem Denkmal hochladen | Auszugshaus und südliches Seitengebäude sowie Brunnen und Hofpflaster eines Vierseithofes                                                                                         | Reinsdorf 20 (Karte)  | Bezeichnet mit 1734 (Auszugshaus); um 1850 (Seitengebäude) | Auszugshaus eines der ältesten Gebäuden des Dorfes, dessen Fachwerkobergeschoss mit Kopfstreben, im Erdgeschoss profiliertes Rundbogenportal erhalten, südliches Seitengebäude zeit- und landschaftstypischer Bau aus der Mitte des 19. Jahrhunderts, baugeschichtliche und heimatgeschichtliche Bedeutung. - Wohnstallhaus: in der letzten Zeit massiv aufgebaut, bezeichnet mit 1791, ohne Denkmalwert, nur noch rückseitig Fachwerk - 1. Seitengebäude (bezeichnet mit 1734): Satteldach - 2. Seitengebäude: Erdgeschoss massiv - Brunnen: rund, Porphyrtuff - anstelle der Scheune: Neubau | 09207387 |
| Direkt Bild zu diesem Denkmal hochladen | Vierseithof mit Wohnstallhaus, zwei Seitengebäuden und zwei Scheunen (eine außerhalb des Hofes) sowie Hofbaum                                                                     | Reinsdorf 21 (Karte)  | Um 1800 (Wohnstallhaus und Seitengebäude); bezeichnet mit 1801 (Seitengebäude); 2. Hälfte 19. Jahrhundert (Scheune)                                               | Bemerkenswert gut erhaltener Vierseithof, mit Nummer 22 der im Dorf besterhaltene Hof, in dorfbildprägender Hanglage, bau-, heimat- und sozialgeschichtlich von Bedeutung. - Wohnstallhaus: zweigeschossig, Erdgeschoss massiv, Obergeschoss Fachwerk, zweiriegelig, Schopfwalmdach mit Schieferdeckung - 1. Seitengebäude: Erdgeschoss massiv, Obergeschoss Fachwerk, zweiriegeliges Fachwerk - Scheunen: Fachwerkscheunen, Satteldächer, die Scheune außerhalb des Hofes wird als „Beischeune“ bezeichnet - 2. Seitengebäude: Erdgeschoss massiv, Obergeschoss Fachwerkkonstruktion, Stichbogenportal, Satteldach mit Schieferdeckung - Hofbaum: Walnuss (Juglan regia) | 09207390 |
| Direkt Bild zu diesem Denkmal hochladen | Vierseithof mit Wohnstallhaus, zwei Seitengebäuden und Scheune | Reinsdorf 22 (Karte)  | Um 1820 (Wohnstallhaus und Backofen); 2. Hälfte 19. Jahrhundert (Scheune und Seitengebäude);                                                                      | Bemerkenswert geschlossen erhaltene Hofanlage in sehr gutem Erhaltungszustand, altes Backhaus mit Ofen am Wohnstallhaus von singulärem Wert, der am besten erhaltendste Hof des Dorfes, bau- und heimatgeschichtlich von besonderer Bedeutung. - Wohnstallhaus: zweigeschossig, Erdgeschoss massiv mit Stichbogenportalen, Obergeschoss in Fachwerkkonstruktion mit Schieferverkleidung (zum Teil), Lastenaufzug, angebaut altes Backofen mit 1999 noch vorhandenem Backofen, Satteldach mit Schieferdeckung - 1. Seitengebäude: zweigeschossig, Erdgeschoss massiv, Obergeschoss Fachwerk, Satteldach - Scheune (2. Hälfte 19. Jahrhundert), Fachwerk in sehr gutem Erhaltungszustand - 2. Seitengebäude: Erdgeschoss massiv mit Ställen, Steingewände intakt, Obergeschoss Fachwerk | 09207389 |
| Direkt Bild zu diesem Denkmal hochladen | Wohnstallhaus, Seitengebäude und Torhaus eines Vierseithofes | Reinsdorf 26 (Karte)  | Um 1840 | Zeugnisse ländlicher Bau- und Lebensweise in gutem Originalzustand, prägnant am Ortseingang gelegen, baugeschichtlich, heimatgeschichtlich und ortsbildprägend von Bedeutung. - Wohnstallhaus: zweigeschossig, Erdgeschoss massiv, Obergeschoss Fachwerk (verputzt 1999, verbrettert 2011), Satteldach mit Schiefer, Steingewände im Erdgeschoss, denkmalgerecht saniert nach 2006 - Torhaus: Erdgeschoss massiv, Obergeschoss Fachwerk (verputzt) - Seitengebäude: zweigeschossig, Erdgeschoss massiv, Obergeschoss Fachwerk (verputzt) | 09207380 |
| Direkt Bild zu diesem Denkmal hochladen | Wohnstallhaus, Seitengebäude und Torhaus sowie Scheune (außerhalb des Hofes, Beischeune) eines Vierseithofes                                                                      | Reinsdorf 28 (Karte)  | 1. Hälfte 18. Jahrhundert (Torhaus); um 1850 (Wohnstallhaus); 19. Jahrhundert (Seitengebäude); um 1900 (Beischeune)                                               | Zeugnisse der Volksbaukunst in gutem Originalzustand, bau- und heimatgeschichtlich von Bedeutung. - Wohnstallhaus: Erdgeschoss massiv, Obergeschoss Fachwerk und massiv, Türstock aus Porphyr mit Verdachung - Seitengebäude: Erdgeschoss massiv, Obergeschoss Fachwerk, Torhaus: Erdgeschoss massiv, Obergeschoss Fachwerk, originale Fenster – Schiebefenster hofseitig, Seitengebäude vermutlich nachträglich zum Torhaus erweitert, ältester Hausteil könnte Anfang des 18. Jahrhunderts erbaut worden sein - Scheune: steht vor dem eigentlichen Vierseithof, Fachwerkkonstruktion, Beischeunen sind im Dorf mehrfach anzutreffen, während sie in anderen Dörfern äußerst selten vorkommen | 09207379 |
| Direkt Bild zu diesem Denkmal hochladen | Wohnstallhaus, zwei Seitengebäude, Scheune und Reste des Hofpflasters eines Vierseithofes                                                                                         | Reinsdorf 31 (Karte)  | Bezeichnet mit 1858 (Wohnstallhaus); 1880 (Seitengebäude) | In seiner Geschlossenheit bemerkenswerter Vierseithof in ortsbildprägender Lage, Zeugnis der Volksbaukunst. - Wohnstallhaus: zweigeschossig, Erdgeschoss massiv, Obergeschoss Fachwerk (verkleidet), steiles Satteldach, Türstock aus Porphyr mit Verdachung und Datierung, Überformungen im Erdgeschoss, Scheune: Fachwerkkonstruktion - 1. Seitengebäude (um 1880): Erdgeschoss massiv, Obergeschoss Fachwerk, Überformungen - 2. Seitengebäude: Erdgeschoss massiv, Obergeschoss Fachwerk, leichte Überformungen | 09207378 |
| Direkt Bild zu diesem Denkmal hochladen | Wohnstallhaus, Scheune und Seitengebäude eines Bauernhofes | Reinsdorf 33 (Karte)  | Um 1700 (Wohnstallhaus); vermutlich 18. Jahrhundert (Seitengebäude und Scheune)                                                                                   | Kleine Hofanlage mit vermutlich sehr altem Wohnhaus und schuppenartigen Seitengebäuden in gutem Originalzustand von haus- und sozialgeschichtlicher Bedeutung. - Wohnstallhaus: zweigeschossig, Erdgeschoss massiv, Obergeschoss Fachwerk (verkleidet), steinerne Gewände im Erdgeschoss, die sehr kleinen unmittelbar unter der Traufe befindlichen Fensteröffnungen lassen vermuten, dass das Wohnhaus um 1700 oder davor erbaut wurde - 1. Seitengebäude: ebenfalls Fachwerkobergeschoss (verkleidet), originale Fenster - 2. Seitengebäude: eingeschossig, massiv | 09207377 |
| Direkt Bild zu diesem Denkmal hochladen | Wohnstallhaus, Scheune und Seitengebäude eines Vierseithofes | Reinsdorf 37 (Karte)  | Um 1840 | Weitgehend original erhaltene Gebäude, Zeugnis ländlicher Bau- und Lebensweise, bau- und heimatgeschichtlich von Bedeutung. - Wohnstallhaus: zweigeschossig, Erdgeschoss massiv mit Porphyr-Türstöcken, diese mit geradem Abschluss und Verdachung, Obergeschoss in Fachwerkkonstruktion, Stall mit Säulen, Schopfwalmdach (mit Dachpappe gedeckt) - Scheune: zum Hof hin verbrettert, zum Dorf hin Sichtfachwerk, Schopfwalmdach (mit Dachpappe gedeckt) - Seitengebäude: zweigeschossig, Erdgeschoss massiv, Segmentbogenportal mit Schlussstein, Obergeschoss in Fachwerkkonstruktion, (mit Dachpappe gedeckt) | 09207376 |
| Direkt Bild zu diesem Denkmal hochladen | Wohnstallhaus eines ehemaligen Vierseithofes | Reinsdorf 38 (Karte)  | Um 1907 | In sehr gutem Originalzustand erhaltenes Gebäude mit intaktem Fachwerkobergeschoss, Zeugnis ländlicher Bauweise, bau- und sozialgeschichtlich von Bedeutung. Zweigeschossiges ländliches Wohn- und Stallgebäude mit massivem Erdgeschoss und schlichtem, für die Entstehungszeit typischen Fachwerk. Hausabschluss durch Satteldach mit Schieferdeckung. | 09207375 |
| Direkt Bild zu diesem Denkmal hochladen | Wohnstallhaus, Scheune und Seitengebäude sowie Torbogen und Hofpflasterung eines ehemaligen Vierseithofes                                                                         | Reinsdorf 42 (Karte)  | Bezeichnet mit 1826 (Wohnstallhaus); um 1820 (Auszugshaus); 19. Jahrhundert (Scheune)                                                                             | Baugeschichtlich sehr interessante Hofanlage mit qualitativ hochwertigen Fachwerkgebäuden, originale Hofpflasterung, bemerkenswert das Seitengebäude mit weit vorkragendem Fachwerkobergeschoss, hausgeschichtlich und heimatgeschichtlich von großer Bedeutung. - Seitengebäude: Auszugshaus, Erdgeschoss massiv mit drei Segmentbogenportalen und Schlusssteine (Porphyr), Giebelseite verschiefert, Obergeschoss Fachwerk mit zahlreichen Streben, vorkragend, Tür im Obergeschoss, schöne Fenster aus der Erbauungszeit, Krüppelwalmdach - Scheune: Erdgeschoss massiv, Obergeschoss Fachwerk - Wohnstallhaus: bezeichnet mit 1820, Segmentbogenportal mit Schlussstein, Obergeschoss in Fachwerkkonstruktion mit Eckstreben, hohes Krüppelwalmdach mit zwei Dachhechten und Heuluke - Tordurchfahrt: Stein verputzt mit seitlicher Pforte | 09207374 |
| Direkt Bild zu diesem Denkmal hochladen | Seitengebäude, Scheune und Hofpflasterung eines Dreiseithofes | Reinsdorf 45 (Karte)  | 1. Hälfte 19. Jahrhundert (Seitengebäude); um 1900 (Scheune) | Original erhaltene Zeugnisse ländlicher Lebens- und Arbeitsweise, baugeschichtlich wertvoll. - Wohnstallhaus: ohne Denkmalwert, überformt - Scheune: Fachwerk - Seitengebäude: zweigeschossig, Erdgeschoss massiv, Obergeschoss Fachwerk - Hofpflasterung: Wirrpflaster, auch Einfahrt gepflastert | 09207373 |
| Direkt Bild zu diesem Denkmal hochladen | Vierseithof mit Wohnstallhaus, Seitengebäude, zwei Scheunen sowie Hofpflasterung                                                                                                  | Reinsdorf 48 (Karte)  | Um 1800 (Seitengebäude); 1845 (Wohnstallhaus); 1900 (Scheune) | Großer, dorfbildprägender Bauernhof, in seiner Geschlossenheit bemerkenswert, sehr guter Originalzustand, bau- und heimatgeschichtlich von besonderer Bedeutung. - Wohnstallhaus: Erdgeschoss massiv, Obergeschoss Fachwerk verputzt, steinerner Türstock, Schopfwalmdach, Dachhecht, Schiefer - Seitengebäude: Erdgeschoss massiv, zwei Türgewände mit Segmentbogen und Schlussstein, Pferdestall mit preußischen Kappen - Seitengebäude: Erdgeschoss massiv, Obergeschoss Fachwerk - Scheune: Fachwerk, Schieferdach, Schopfwalmdach - zum Teil altes Hofpflaster, 2011 noch vollständig erhalten | 09207371 |
| Direkt Bild zu diesem Denkmal hochladen | Wohnstallhaus und Seitengebäude eines Vierseithofes | Reinsdorf 51 (Karte)  | Um 1800 (Wohnstallhaus); 1. Hälfte 19. Jahrhundert (Seitengebäude)                                                                                                | Markant auf leichter Anhöhe stehende Gebäude mit intakten Fachwerkobergeschossen, Zeugnisse ländlicher Baukunst, bau- und heimatgeschichtlich von Bedeutung. - Wohnstallhaus: zweigeschossig, Erdgeschoss massiv mit Überformungen (große Fenster), Obergeschoss in Fachwerkkonstruktion, giebelständig zur Dorfstraße, Fachwerk verkleidet, Dach mit Schiefer gedeckt - Seitengebäude: Erdgeschoss massiv, Obergeschoss Fachwerk, ortsbildprägend, da freiliegendes Fachwerk, 2011 leerstehend und im Verfall begriffen | 09207370 |
| Direkt Bild zu diesem Denkmal hochladen | Feuerwache mit integriertem Schlauchturm | Reinsdorf 53c (Karte) | Bezeichnet mit 1927 | Von ortsgeschichtlicher Bedeutung, ortsbildprägendes Gebäude in zeittypischer Gestaltung. Zweigeschossig, im Erdgeschoss große Tore, Satteldach mit Schiefer. | 09207369 |
| Direkt Bild zu diesem Denkmal hochladen | Wohnhaus | Reinsdorf 55 (Karte)  | 1824 | Ländliches Wohnhaus mit intaktem Fachwerkobergeschoss in markanter Lage im Dorf am Kreuzungspunkt zweier Straßen von ortsentwicklungs- und baugeschichtlicher Bedeutung. Zweigeschossig, Erdgeschoss massiv, Obergeschoss Fachwerk (verkleidet), markantes Krüppelwalmdach, eventuell zu ehemaligem Braugut gehörend?, möglicherweise Gasthof (keine urkundliche Bestätigung der These, die sich aus der Ortslage ableitet), gegenüber befand sich ein Hof, der heute nicht mehr existiert, zu dem das Gebäude gehört haben könnte. | 09207383 |
| Direkt Bild zu diesem Denkmal hochladen | Pfarrhaus, Kellerhaus und Scheune eines Pfarrhofes sowie Pfarrgarten | Reinsdorf 58 (Karte)  | Nach 1669 (Kellerhaus); 2. Hälfte 17. Jahrhundert (älteste Teile der Scheune); 1861 (Pfarrhaus)                                                                   | Ortsgeschichtlich interessanter Bau als Pfarrhaus, Fachwerkscheune aufgrund ihres Alters von baugeschichtlichem Interesse, Kellerhaus vermutlich 17. Jahrhundert, Baukomplex von großer bau- und ortsgeschichtlicher Bedeutung. - Pfarrhaus: zweigeschossig, verputzt, keine originalen Fenster, „Zinnen“-fries unter Dachtraufe, originale Fenstergewände (zum Teil Porphyr), zum Garten: Portal mit gotisierendem Spitzbogenportal - Scheune: zum Teil massiv mit Porphyrgewänden, Fachwerk zum Teil verblattet, Holzzapfen, alte Holztore - Seitengebäude: eingeschossiger Massivbau mit profilierten Rundbogengewänden, Zugänge zu Kellergewölben - Garten: mit Holzlattenzaun eingefriedet, kleiner Teich, mächtige Winter-Linde (Tilia cordata) östlich des Pfarrhauses, Obstwiese westlich der Scheune | 09207364 |
| Direkt Bild zu diesem Denkmal hochladen | Wohnstallhaus, Scheune und Seitengebäude eines Vierseithofes | Reinsdorf 61 (Karte)  | Ende 18. Jahrhundert | Geschlossen erhaltene Hofanlage in gutem Originalzustand, baugeschichtlich, heimatgeschichtlich und ortsbildprägend von Bedeutung. - Wohnstallhaus: zweigeschossig, Erdgeschoss mit Porphyr-Fenstergewände, profiliert, Obergeschoss Fachwerk - Seitengebäude: Erdgeschoss massiv, Obergeschoss Fachwerk, Schieferdach - Scheune: Fachwerk, rückwärtig verkleidet, Schieferdach, denkmalgerecht saniert vor 2011, dabei wurde die authentische Bausubstanz offensichtlich weitgehend erhalten | 09207363 |
| Direkt Bild zu diesem Denkmal hochladen | Wohnstallhaus, Scheune und zwei Seitengebäude eines Vierseithofes | Reinsdorf 63 (Karte)  | Um 1700 (Bauernhaus); 2. Hälfte 18. Jh. (Seitengebäude); 2. Hälfte 19. Jahrhundert (Scheune und Seitengebäude)                                                    | In seiner Geschlossenheit bemerkenswerter erhaltener Bauernhof, original erhaltene Fachwerkgebäude und Hofpflasterung, bau- und sozialgeschichtlich von Bedeutung. - Wohnstallhaus: Erdgeschoss massiv, Obergeschoss Fachwerk verputzt, Schieferdach, im Erdgeschoss einige Überformungen, zur Straße eingeschossiger Anbau, möglicherweise altes Backhaus, Scheune: Fachwerk, großes originales Scheunentor - Seitengebäude: Erdgeschoss massiv, Obergeschoss Fachwerk, Schieferdach, originale Fenster von um 1800 - im Hof Pflasterung erhalten | 09207366 |
| Direkt Bild zu diesem Denkmal hochladen | Scheune eines Vierseithofes | Reinsdorf 72 (Karte)  | Um 1900 | Original erhaltene Fachwerkscheune von dorfbildprägender Wirkung, baugeschichtlich von Bedeutung. Zwei große Tore, Fachwerk intakt, Giebelseiten verbrettert. | 09207360 |

## Rudelsdorf
| Bild                                    | Bezeichnung                                         | Lage                        | Datierung                         | Beschreibung | ID       |
| --------------------------------------- | --------------------------------------------------- | --------------------------- | --------------------------------- | --- | -------- |
| Direkt Bild zu diesem Denkmal hochladen | Brücke                                              | Alte Rudelsdorfer (Karte)   | 19. Jahrhundert                   | Bruchsteinerne Bogenbrücke über den Eulitzbach, Bestandteil der ursprünglichen Dorfstruktur, baugeschichtlich von Bedeutung | 09208076 |
| Direkt Bild zu diesem Denkmal hochladen | Scheune eines Bauernhofes                           | Alte Rudelsdorfer 1 (Karte) | Anfang 19. Jahrhundert            | Ortsbildprägende Fachwerk-Scheune in gutem Originalzustand, baugeschichtlich von Bedeutung. Fachwerk-Konstruktion, steiles Satteldach. | 09208075 |
| Direkt Bild zu diesem Denkmal hochladen | Häuslerhaus                                         | Alte Rudelsdorfer 6 (Karte) | Um 1700                           | Wichtiger Bestandteil der ursprünglichen Dorfstruktur, bildprägendes Fachwerk-Obergeschoss in gutem Originalzustand, baugeschichtlich von Bedeutung. Zweigeschossig, Erdgeschoss massiv – ursprünglich vermutlich Stampflehm, Obergeschoss eine Traufseite Fachwerk-Konstruktion, ansonsten massiv, Satteldach, das Fachwerk vermutlich um 1700 – einrieglig mit breit liegenden Gefachen. | 09208077 |
| Direkt Bild zu diesem Denkmal hochladen | Kriegerdenkmal für Gefallene des Ersten Weltkrieges | Am Denkmal (Karte)          | Nach 1918                         | Ortsgeschichtliche Bedeutung. Porphyrquader mit Inschrift „Die dankbare Gemeinde Rudelsdorf“, Aufzählung der Namen, Obelisk bekrönt bzw. dekoriert von Kugeln, Girlanden sowie Eisernem Kreuz (Relief), Einfassung durch niedrige Steinquader, diese bekrönt durch Steinkugeln. | 09208080 |
| Direkt Bild zu diesem Denkmal hochladen | Wohnstallhaus und Seitengebäude eines Dreiseithofes | Eulitzweg 20 (Karte)        | Um 1800                           | Zeittypisches Wohnstallhaus mit Fachwerk-Obergeschoss in gutem Originalzustand, Bestandteil der alten Dorfstruktur, heimat- und sozialgeschichtlich von Bedeutung. - Wohnstallhaus: Erdgeschoss massiv, Obergeschoss Fachwerk, steiles Satteldach, Steingewände mit Verdachung - Seitengebäude: Erdgeschoss massiv, Obergeschoss Fachwerk, Satteldach, teilweise überformt                 | 09208081 |
| Direkt Bild zu diesem Denkmal hochladen | Brücke                                              | Eulitzweg 20 (vor) (Karte)  | Bezeichnet mit 1910               | Schlichte Bachbrücke in traditioneller Bauweise, verkehrsgeschichtliches Zeugnis, dokumentiert alte Ortsstruktur. Bruchsteinbrücke, Rundbogen, überspannt Eulitzbach. | 09208082 |
| Direkt Bild zu diesem Denkmal hochladen | Seitengebäude und Scheune eines Dreiseithofes       | Mühlenweg 35 (Karte)        | Scheune 1. Hälfte 19. Jahrhundert | Original erhaltene Fachwerk-Gebäude, landschaftstypische Holzbauweise, bau- und sozialgeschichtlich von Bedeutung. - Seitengebäude: Erdgeschoss massiv, Obergeschoss Fachwerk, zur Hofseite Sichtfachwerk, ansonsten verkleidet, Satteldach (Schiefer) - Scheune: Fachwerk-Konstruktion, flaches Satteldach                                                                                | 09208083 |
| Direkt Bild zu diesem Denkmal hochladen | Wohnstallhaus eines Dreiseithofes                   | Otzdorfer Straße 28 (Karte) | Mitte 19. Jahrhundert             | Weitgehend original erhaltenes Bauernhaus mit bildprägendem Fachwerk-Obergeschoss, baugeschichtlich und ortsbildprägend von Bedeutung. Erdgeschoss massiv, Obergeschoss Fachwerk (zwei Fensterachsen massiv), Satteldach, Giebelseite vermutlich in Obergeschoss Fachwerk. | 09208079 |

## Schönberg
| Bild                                    | Bezeichnung                                                                                                  | Lage                                       | Datierung                                                                      | Beschreibung | ID       |
| --------------------------------------- | --- | ------------------------------------------ | ------------------------------------------------------------------------------ | --- | -------- |
| Direkt Bild zu diesem Denkmal hochladen | Villa und Garten mit architektonischen Elementen, Brunnen, Gartenpavillon und Mauern (Haus Marienfels)       | Kriebsteiner Straße 40 (Karte)             | Um 1920                                                                        | Große, repräsentative Villa in gutem Originalzustand mit zeitgleich angelegtem Garten, landschaftsprägend über dem Zschopautal gelegen, von baugeschichtlicher und landschaftsprägender Bedeutung | 09207435 |
| Direkt Bild zu diesem Denkmal hochladen | Luthereiche mit Gedenkstein                                                                                  | Kriebsteiner Straße 40 (gegenüber) (Karte) | 1883                                                                           | Anlässlich des 400. Geburtstag von Martin Luther von Waldheimer Bürgern gepflanzt, von personen-, kultur- und ortsgeschichtlicher Bedeutung. Luthereichen wurden zum Gedenken an die Person Martin Luthers bzw. das Wirken des Reformators gepflanzt. Bekanntestes Beispiel ist die Luthereiche in der Lutherstadt Wittenberg, an deren Standort Luther 1520 sein Exemplar der päpstlichen Bannandrohungsbulle Exsurge Domine verbrannte. Im Jahr 1883 wurden anlässlich des 400. Geburtstags von Martin Luther in vielen, in der Regel mehrheitlich evangelisch-lutherischen Orten Luthereichen gepflanzt. Diese Bäume stehen zumeist auf Plätzen vor Kirchen oder sonstigen zentral gelegenen Standorten. Zur Pflanzung weiterer Luthereichen kam es im Jahre 1917 anlässlich des 400-jährigen Jubiläums der Reformation und 1933 zum 450. Geburtstag Martin Luthers. Die Anlage in Schönberg, aus Eiche und Gedenkstein bestehend, erinnert an Luther selbst, an ein 1883 weit verbreitetes und kirchlich/religiös bedeutsames Gedenken sowie an ein für den Ort Schönberg wichtiges Ereignis. Sie ist somit personen-, kultur- und ortsgeschichtlich bedeutend. | 09305705 |
| Direkt Bild zu diesem Denkmal hochladen | Kriegerdenkmal zu Ehren der Gefallenen des Ersten und Zweiten Weltkrieges                                    | Schönberg (Karte)                          | Nach 1918; nach 1945                                                           | Von ortsgeschichtlicher Bedeutung. Roh belassene Natursteinblöcke mit Inschriftentafeln und eisernem Kreuz, (Zweiter Weltkrieg Bronze, Erster Weltkrieg Stein). | 09207428 |
| Direkt Bild zu diesem Denkmal hochladen | Scheune eines Bauernhofes                                                                                    | Schönberg 2 (Karte)                        | 2. Hälfte 19. Jahrhundert                                                      | Original erhaltene Fachwerk-Scheune in ortsbildprägender Lage, baugeschichtlich von Bedeutung. Eingeschossig mit Drempel, Fachwerk, Satteldach, schlichter Fachwerkbau aus dem ausgehenden 19. Jahrhundert. | 09207434 |
| Direkt Bild zu diesem Denkmal hochladen | Wohnstallhaus eines Vierseithofes                                                                            | Schönberg 4 (Karte)                        | Um 1800                                                                        | Ländliches Wohnstallhaus in gutem Originalzustand mit Porphyrgewänden im Erdgeschoss, baugeschichtlich von Bedeutung. Erdgeschoss massiv, Obergeschoss Fachwerk (auf das alte Fachwerk wurden wahrscheinlich Bretter aufgenagelt). | 09207427 |
| Direkt Bild zu diesem Denkmal hochladen | Wohnstallhaus und Seitengebäude eines ehemaligen Dreiseithofes                                               | Schönberg 5 (Karte)                        | 2. Hälfte 19. Jahrhundert                                                      | Zeittypisches, leicht verändertes ländliches Wohnhaus in Fachwerkbauweise von heimatgeschichtlichem Wert. - Wohnstallhaus: Erdgeschoss massiv, Obergeschoss Fachwerk, Giebelseiten massiv, rückwärtiger Anbau, vermutlich ursprünglich Backhaus - Seitengebäude: Erdgeschoss aus Bruchsteinen, Obergeschoss Fachwerk | 09207429 |
| Direkt Bild zu diesem Denkmal hochladen | Wohnstallhaus und Scheune eines Zweiseithofes                                                                | Schönberg 14 (Karte)                       | Um 1800                                                                        | In seiner Geschlossenheit erhaltene Hofanlage mit weitgehend originalem Fachwerk-Wohnhaus, heimatgeschichtlich von Bedeutung. - Wohnstallhaus: Erdgeschoss massiv, Obergeschoss Fachwerk, Satteldach, mit Schiefer gedeckt, Giebel verbrettert, Erdgeschoss mit Überformungen - Scheune: Holzkonstruktion | 09207432 |
| Direkt Bild zu diesem Denkmal hochladen | Wohnstallhaus eines ehemaligen Vierseithofes                                                                 | Schönberg 16 (Karte)                       | Ende 18. Jahrhundert                                                           | Ortsbildprägender Fachwerk-Bau in gutem Originalzustand, baugeschichtlich von Bedeutung. Erdgeschoss massiv, Obergeschoss Fachwerk, Stichbogenportal mit Schlussstein, steiles Satteldach (neu gedeckt), Giebelseite verkleidet. | 09207431 |
| Direkt Bild zu diesem Denkmal hochladen | Scheune und Seitengebäude sowie Hofpflasterung eines Vierseithofes                                           | Schönberg 20 (Karte)                       | Mitte 19. Jahrhundert                                                          | Ortsbildprägende schlichte Fachwerk-Bauten in gutem Originalzustand, heimatgeschichtlich von Bedeutung. - Scheune: Fachwerk-Konstruktion - Seitengebäude: Erdgeschoss massiv mit Segmentbogentor, Obergeschoss Fachwerk verkleidet, Satteldach (Schiefer) | 09207425 |
| Direkt Bild zu diesem Denkmal hochladen | Wohnhaus | Schönberg 21 (Karte)                       | 1. Hälfte 19. Jahrhundert                                                      | Ländliches Fachwerk-Wohnhaus, dokumentiert die alte Ortsstruktur. Erdgeschoss massiv, Obergeschoss Fachwerk, Giebel verbrettert, Satteldach. | 09207424 |
| Direkt Bild zu diesem Denkmal hochladen | Wohnstallhaus und zwei Seitengebäude sowie teilweise erhaltene Hofpflasterung eines ehemaligen Vierseithofes | Schönberg 22 (Karte)                       | Bezeichnet mit 1797 (Wohnstallhaus); 1. Hälfte 19. Jahrhundert (Seitengebäude) | Sehr gut erhaltene Fachwerk-Gebäude, Bestandteil der alten Ortsstruktur, bau- und sozialgeschichtlich von Bedeutung. - Wohnstallhaus: Erdgeschoss massiv mit Stichbogenportal, originale Steingewände, Obergeschoss Fachwerk, Bruchsteinmauerwerk - 1. Seitengebäude: Erdgeschoss massiv, Obergeschoss vorkragend in Fachwerk-Konstruktion, Satteldach, Bruchsteinmauerwerk - 2. Seitengebäude: Erdgeschoss massiv, Obergeschoss Fachwerk, Satteldach | 09207423 |

## Ehemalige Denkmäler (Waldheim)

### Ehemalige Denkmäler (Waldheim)
| Bild                                    | Bezeichnung                                     | Lage                          | Datierung                 | Beschreibung | ID       |
| --------------------------------------- | ----------------------------------------------- | ----------------------------- | ------------------------- | --- | -------- |
| Direkt Bild zu diesem Denkmal hochladen | Wohnhaus in Ecklage mit späterem Saal-Anbau     | Breitscheidstraße 11 (Karte)  | Um 1890                   | Baugeschichtlich, städtebaulich und ortsgeschichtlich von Bedeutung, markanter Bau der Gründerzeit mit Klinkerfassade, in aufwendiger Gestaltung (Eckturm), der Anbau ein Putzbau mit Art-déco-Formen, ehemaliges evangelisches Vereinshaus mit Volksbad und Hospiz. - Wohnhaus: dreigeschossig, Eckturm, gelbe Klinkerfassade mit Putzgliederungen, Mansarddach, Porphyrsteinsockel, Originaltür, zum Teil Originalfenster im Erdgeschoss, aufwendig gestaltetes Türportal, Treppenaufgang aus Porphyrtuffstein mit Eisengitter, Kunststeinbrüstung und Nebeneingang mit Originaltür - Saalanbau: zweigeschossig mit aufgesetztem Halbgeschoss, Bruchsteinsockel, einfache Putzgliederung, Toröffnung mit Originaltor, Arkadenaufgang, im Inneren DDR-Malerei, Originaltür Zwischen 2018 und 2020 abgerissen. | 09207343 |
| Direkt Bild zu diesem Denkmal hochladen | Gasthaus mit Saalanbau                          | Döbelner Straße 15 (Karte)    | Ende 19. Jahrhundert      | Ortsgeschichtliche Bedeutung, von großem kunsthistorischem Wert (Jugendstilausstattung). - Gasthaus: zweigeschossig, Satteldach, Putzfassade, Erdgeschoss: Originalfenster, Saalbau: eingeschossig, teilweise mit Mezzanin, große Rundbogenfenster (Originalfenster) aus Porphyrtuff, Türgewände aus Porphyrtuff (Originaltür), Walmdach - Innen: dreischiffiger Saalbau, Tonnengewölbe, Empore mit durchbrochener Brüstung, reicher Kapitellschmuck an den Pfeilern, Bühne, reiche Bühnenrahmung mit Stuckornamenten, Vorraum mit Stuckwerk, alte Eingangstür, originale Fußbodenplatten im Vorraum Zwischen 2009 und 2016 abgerissen. | 09207337 |
| Direkt Bild zu diesem Denkmal hochladen | Fabrikanlage                                    | Güterbahnhofstraße 3 (Karte)  | 1895                      | Orts- und technikgeschichtlich bedeutsame Anlage, baukünstlerisch interessante Klinkerbauten der Gründerzeit. Roter Klinkerbau mit L-förmigem Grundriss, Sockel mit Polygonalmauerwerk, Gliederung der Klinkerfläche durch gelbe Klinkerfläche, Lisenen. Bis 2008 irrtümlich unter Luise-Romstedt-Straße 1 in der Denkmalliste. Zwischen 2009 und 2016 abgerissen. | 09207442 |
| Direkt Bild zu diesem Denkmal hochladen | Mietshaus in geschlossener Bebauung und Ecklage | Härtelstraße 39 (Karte)       | Um 1880                   | Mit Laden, städtebaulich und baugeschichtlich von Bedeutung, interessanter Eckbau, reich gegliederte historistische Fassade. Dreigeschossig, Putzfassade mit Natursteingliederungen, reich bewegte Dachlandschaft (Mansarddächer mit Gaube im Wechsel mit Satteldächern), Sockel Naturstein. 1. Obergeschoss: Fenster mit Verdachungen, breites Traufgesims aus Naturstein, originale Eingangstür, (Fenster erneuert, Putz erneuert, dabei alte Putzgliederung reduziert). Zwischen 2020 und 2023 abgerissen. | 09207342 |
| Direkt Bild zu diesem Denkmal hochladen | Wohnhaus in offener Bebauung                    | Mittweidaer Straße 25 (Karte) | Um 1870                   | Baugeschichtlich und stadtbaugeschichtlich von Bedeutung, zeittypischer frühgründerzeitlicher Putzbau, straßenbildprägende Lage am Kreuzungsbereich zweier Straßen. Zweigeschossiger Massivbau, originale Steingewände, Putznutung, Satteldach, rückwärtig entstellender Anbau. Zwischen 2018 und 2020 abgerissen. | 09207254 |
| Direkt Bild zu diesem Denkmal hochladen | Wohnhaus in offener Bebauung und Hinterhaus     | Mittweidaer Straße 27 (Karte) | Um 1870                   | Bau- und stadtbaugeschichtlich von Bedeutung, zeittypischer Putzbau in gutem Originalzustand, schlichte klassizistisch wirkende Fassade, dokumentiert die vorgründerzeitliche Bebauung der Mittweidaer Straße. Zweigeschossig, Porphyrtuffgewände, Fensterverdachungen von Konsolen getragen, rundbogiges Portal, Kranzgesims, Eckquaderung (Putz), Hinterhaus: eingeschossig, aus Bruchsteinen errichtet, Porphyrtuffgewände, schlechter Bauzustand. Zwischen 2016 und 2018 abgerissen. | 09207255 |
| Direkt Bild zu diesem Denkmal hochladen | Bäuerliches Wohnhaus                            | Vogtstraße 19 (Karte)         | 1. Hälfte 19. Jahrhundert | Bau- und sozialgeschichtlich von Bedeutung, Dokument ursprünglich ländlicher Bebauung, weitestgehend bis in Details Originalzustand. Zweigeschossig, Erdgeschoss massiv mit Sandsteingewänden, teilweise mit originalen Winterfenstern, Obergeschoss Fachwerk, verschiefert an Giebel- und Traufseiten, im Giebel mit Schieferornament, Satteldach. Zwischen 2016 und 2018 abgerissen und neu bebaut. | 09207453 |

### Ehemalige Denkmäler (Massanei)
| Bild                                    | Bezeichnung                       | Lage                | Datierung                 | Beschreibung | ID       |
| --------------------------------------- | --------------------------------- | ------------------- | ------------------------- | --- | -------- |
| Direkt Bild zu diesem Denkmal hochladen | Häusleranwesen                    | Massanei 19 (Karte) | 1. Hälfte 19. Jahrhundert | Kleines Wohnhaus mit Fachwerk-Obergeschoss in straßenbildprägender Lage an der Dorfstraße von sozial- und baugeschichtlichem Wert. Erdgeschoss massiv mit leichten Überformungen, Obergeschoss Fachwerk (verkleidet), Giebelseite massiv, Fenstergewände original, Hausabschluss durch Satteldach. Durch seinen guten Originalzustand wird das Bauwerk zum Zeugnis ländlichen Bauhandwerks sowie der Lebensbedingungen jener Zeit. Der Denkmalwert ergibt sich danach aus dem sozialgeschichtlichen und baugeschichtlichen Wert. Zwischen 2018 und 2020 abgerissen. | 09207409 |
| Direkt Bild zu diesem Denkmal hochladen | Wohnstallhaus eines Vierseithofes | Massanei 33 (Karte) | 2. Hälfte 19. Jahrhundert | Weitgehend original erhaltener Fachwerk-Bau, landschaftsgestaltender und baugeschichtlicher Wert. Erdgeschoss massiv, Obergeschoss Fachwerk, vermutlich ehemaliges Backhaus im rückwärtigen Anbau. Schlichtes Fachwerkgebäude mit massivem Erdgeschoss und Satteldach. An der abgewandten Traufseite Waschhaus oder Backofenanbau. Als typisches ländliches Wohnhaus des ausgehenden 19. Jahrhunderts von baugeschichtlichem Wert. Scheune (Abbruch Seitengebäude in Folge Baufälligkeit): Fachwerk-Konstruktion. Wohnstallhaus zwischen 2016 und 2018 abgerissen.  | 09207414 |

### Ehemaliges Denkmal (Rauschenthal)
| Bild                                    | Bezeichnung | Lage                        | Datierung              | Beschreibung | ID       |
| --------------------------------------- | ----------- | --------------------------- | ---------------------- | --- | -------- |
| Direkt Bild zu diesem Denkmal hochladen | Häuslerhaus | Unterrauschenthal 6 (Karte) | Anfang 18. Jahrhundert | Weitestgehend original erhaltenes Fachwerkhaus mit Kopfbändern, Zeugnis ländlicher Bau- und Lebensweise. - Häuslerhaus: zweigeschossig, Erdgeschoss massiv, Obergeschoss Fachwerk mit Kopfbändern, Satteldach (Dachpappe), Giebel mit Holz verkleidet, zweite Giebelseite massiv - Schuppen (Streichung 2013): zunehmender Verfall, geringer Denkmalwert Zwischen 2013 und 2016 abgerissen. | 09207402 |

## Tabellenlegende
- Bild: Bild des Kulturdenkmals, ggf. zusätzlich mit einem Link zu weiteren Fotos des Kulturdenkmals im Medienarchiv Wikimedia Commons. Wenn man auf das Kamerasymbol klickt, können Fotos zu Kulturdenkmalen aus dieser Liste hochgeladen werden:
- Bezeichnung: Denkmalgeschützte Objekte und ggf. Bauwerksname des Kulturdenkmals
- Lage: Straßenname und Hausnummer oder Flurstücknummer des Kulturdenkmals. Die Grundsortierung der Liste erfolgt nach dieser Adresse. Der Link (Karte) führt zu verschiedenen Kartendiensten mit der Position des Kulturdenkmals. Fehlt dieser Link, wurden die Koordinaten noch nicht eingetragen. Sind diese bekannt, können sie über ein Tool mit einer Kartenansicht einfach nachgetragen werden. In dieser Kartenansicht sind Kulturdenkmale ohne Koordinaten mit einem roten bzw. orangen Marker dargestellt und können durch Verschieben auf die richtige Position in der Karte mit Koordinaten versehen werden. Kulturdenkmale ohne Bild sind an einem blauen bzw. roten Marker erkennbar.
- Datierung: Baubeginn, Fertigstellung, Datum der Erstnennung oder grobe zeitliche Einordnung entsprechend des Eintrags in der sächsischen Denkmaldatenbank
- Beschreibung: Kurzcharakteristik des Kulturdenkmals entsprechend des Eintrags in der sächsischen Denkmaldatenbank, ggf. ergänzt durch die dort nur selten veröffentlichten Erfassungstexte oder zusätzliche Informationen
- ID: Vom Landesamt für Denkmalpflege Sachsen vergebene, das Kulturdenkmal eindeutig identifizierende Objekt-Nummer. Der Link führt zum PDF-Denkmaldokument des Landesamtes für Denkmalpflege Sachsen. Bei ehemaligen Kulturdenkmalen können die Objektnummern unbekannt sein und deshalb fehlen bzw. die Links von aus der Datenbank entfernten Objektnummern ins Leere führen. Ein ggf. vorhandenes Icon  führt zu den Angaben des Kulturdenkmals bei Wikidata.

## Ausführliche Denkmaltexte
1. ↑  Einzeldenkmale der Sachgesamtheit Friedhof Waldheim:
  - Kapelle: 1912 erbaut, Grundlage für Bau bildete eine Stiftung von C. A. Döring aus Waldheim, reiner Jugendstil, verputzter Bau mit farbigen Tonreliefs (trauernde Engel), Vorhalle mit Dreiecksgiebel, Apsis, originale Holztüren
  - Innen: farbige Fenster mit Aposteldarstellung, glasierte Ziegel (farbig in grün, gelb, rotbraun, gelb) verkleiden die Innenwände bis halbe Raumhöhe, originale Bestuhlung, im Eingangsbereich: barocke Grabplatte
  - Einfriedung: Klinker-Mauer an der Westgrenze des Friedhofs, dort auch zwei Zufahrtstore mit zweiflügligen Ziergittern und zwei Zugangstore mit einflügligen Ziergittern
  - Jakobsbrunnen: gestiftet von der Familie Bergmann nach einem Entwurf von Rudolf Kolbe, ausgeführt von der Bildhauer-Werkstatt C. H. Richter aus Dresden Tolkewitz, Relief „Jakob und Rahel am Brunnen“ von Georg Kolbe, Brunnen aus Sandstein, flankiert von halbrund verlaufenden Sitzbänken, Inschrift: „Wer das Wasser trinken wird, das ich ihm gebe, den wird ewiglich nicht dursten, sondern das Wasser, das ich ihm geben werde, das wird in ihm ein Brunnen des Wassers, das in das ewige Leben quillt (Joh. 4.14)“
  - Kriegerdenkmal Erster Weltkrieg: auf angeschüttetem Hügel steht ein großer Porphyrquader bekrönt von überdimensional großem Helm, Quaderseiten mit Inschriften versehen, wie, „Sei getreu bis an den Tod, so will sich Dir die Krone des Lebens schenken (Offenb. 2.10)“, der Quader wird von zwei Winter-Linden flankiert und ist kreisförmig umstellt von zahlreichen kleinen Porphyrtuff-Kreuzen, jeweils für einen gefallenen Soldaten, Gedenkkreuz für Waldheimer Pfarrer (neben der Kapelle)
  - Grabstätte Familie Kolbe: schlichtes Urnengrab
  - Erbbegräbnis Kühnrich/Krenkel: Sandstein, kauernde weibliche Figur wird flankiert von Rundsäulen, mit Verdachung
  - Kriegerdenkmal Zweiter Weltkrieg: in Kreisform angeordnete Holzkreuze auf den Gräbern der Gefallenen, seitlich angeordnet roh belassener Stein mit metallener Inschrift „Den Opfern von Krieg und Gewaltherrschaft“
  - Grabstätte von Gustav Reinhardt Pause, Ehrenbürger von Waldheim
  - Grabstätte Möbius (um 1925): Steinurne mit Girlanden auf Steinsockel, Kapelle von 1900: Klinkerbau mit Rundbogenfenstern, originale Holztür, guter Originalzustand
  - Erbbegräbnis Familie Winkler: an Außenmauer des Friedhofes gelegen, aus Sandsteinblöcken errichtete Wand, darauf gerahmte Inschriftenplatten, Verdachung
  - Erbbegräbnis Familie Melze: imposante Grabstätte, vollplastische Figur vor Architekturmotiv mit kannelierten Pfeilern und Volutenverdachung, um 1930
  - Erbbegräbnis Familie Fritzsch, Zigarrenfabrikant, um 1880, aus Porphyrtuff
  - Erbbegräbnis Familie Bergmann: große Begräbnisstätte dieser einflussreichen Familie, ca. 1810
  - Erbbegräbnis Familie Weißker, um 1880: imposante Grabstätte aus Porphyrtuff
  - Grabstätte Eheleute Rothe: ungewöhnliches Jugendstilgrab
  - Erbbegräbnis Familie Rockhausen: um 1910, entworfen von Architekt Rudolf Kolbe, Dr. Loschwitz, Robert Naumann
  - Erbbegräbnis Familie Pinther: Jugendstilgrab um 1910
  - Erbbegräbnis Familie Bormann: Jugendstilgrab
  - Erbbegräbnis Familie Riehle, Tuchfabrikanten von Waldheim, ca. 1890
  - Erbbegräbnis Familie Selle, bezeichnet mit 1860
  - Grabstätte mit auf steinernem Sockel stehender Urne aus Metall
  - Grabstätte von Georg Friedrich von Kall, Königlich Preußischer Major und Kommandeur des 2. Leibhusaren-Regiments, geb. 31.10.1781, gefallen 5.5.1813 in Hartha im Kampf gegen die Napoleonische Herrschaft
2. ↑  Villa mit Garten und Torpfeiler der ehemaligen Einfriedung (Hauptstraße 18):
Denkmalfähigkeit: 

Die 1888 entstandene Villa zeichnet sich durch eine gute Gestaltung und Erhaltung im historischen Bestand aus. Sie steht von der Straße eingerückt in der Mitte eines größeren Gartengrundstückes. Es fällt die vornehme Gesamterscheinung der Villa auf, die vor allem aus der stilistischen Orientierung an den Formen der italienischen Renaissancearchitektur und des Klassizismus resultiert. Der zweigeschossige Bau hat einen Natursteinsockel. Auf den Fassaden ist eine reiche Putzgliederung ausgeführt. Der repräsentative Anspruch, der mit dem Gebäude einst verbunden war, zeigt sich auch darin, dass viele der Schmuckelemente des Außenbaus in Sandstein gearbeitet sind. Hierbei ist besonders auf den straßenseitigen Risalit mit seinen schönen Pilasterstellungen zu verweisen.

Besonders hervorzuheben ist die Bewahrung wesentlicher Elemente der historischen Innengestaltung. Im Eingangsbereich und im Treppenhaus findet man neben originalen Holzteilen wie Türen mit Ätzglas und Treppengeländer auch zwei aufwändige Farbfassungen der Wände und Decken vor. Die erste Raumfassung stammt wahrscheinlich aus der Erbauungszeit, die zweite Fassung, die die erste überlagert, entstand wohl um 1910.

Die historische Bedeutung der Villa bezieht sich auf die Stadt- und Regionalgeschichte. Bis zur Mitte des 19. Jahrhunderts waren die Leineweberei und die Tuchmacherei Haupterwerbsquellen in Waldheim. Mit ihrem Niedergang rückten andere Industriezweige auf, insbesondere die Holz verarbeitende Industrie, die an der Beschäftigungszahl gemessen an vorderster Stelle rangierte. Zu den wichtigen ansässigen Betrieben gehörte die Fa. Wenige & Dörner (gegr. 1870). Firmeninhaber Bernhard Dörner war Bauherr der Villa Hauptstraße 18. Das Gebäude ist somit ein Zeugnis für die bauliche Entwicklung der Stadt unter den Bedingungen der Industrialisierung. Es stellt ein gutes Beispiel einer Fabrikantenvilla dar, die zu den für die damalige Zeit charakteristischen Bauaufgaben gehörte. Die Villa verkörpert somit einen Dokumentationswert zu den Lebens- und Repräsentationsansprüche jener mit der Industrialisierung aufkommenden Fabrikantenschicht, die im Wirtschaftsleben von Waldheim sowie vieler anderer sächsischer Städte nun eine wichtige Rolle spielte. Anhand des Gebäudes lässt sich somit ein Bezug zu zeittypischen sozialen Verhältnissen herstellen (Assoziationswert).

Zur orts- bzw. regional- und sozialgeschichtlichen Bedeutung der Villa tritt der Aussagewert für die Baugeschichte. Das Gebäude spiegelt das Form- und Stilempfinden seiner Entstehungszeit wider, es ist Zeugnis für die damals kennzeichnende architektonische Haltung, die allgemein als Historismus bezeichnet wird, und veranschaulicht, wie diese sich in einer – wie oben genannt – charakteristischen Bauaufgabe äußerte. Dementsprechend steht die Villa für die Baukultur des ausgehenden 19. Jahrhunderts.

Denkmalwürdigkeit:

Für die Villa besteht nach § 2 SächsDSchG ein öffentliches Erhaltungsinteresse. Im lokalen und regionalen Rahmen ist das Gebäude eines der bedeutenden Zeugnisse des historistischen Villenbaus. In Waldheim selbst gibt es nur wenige Villen vergleichbarer Art und Qualität, sodass der Dokumentationswert des in Rede stehenden Gebäudes zu den oben beschriebenen historischen Entwicklungen bzw. Verhältnissen als sehr wichtig einzuschätzen ist. Für die Begründung der Denkmalwürdigkeit fällt zudem der hohe Grad an Originalität, der bis in Innere hinein gegeben ist, stark ins Gewicht.
3. ↑  Wohn- und Geschäftshaus mit Hofgebäuden und Fabrik (Obermarkt 9, 10):
  - Vorderhaus: dreigeschossiger Putzbau mit Krüppelwalmdach, Tordurchfahrt, von 2 Porphyrsäulen getragene Kastenerker, Loggia mit Arkaden, Porphyr-Fenstergewände, zum Teil Segmentbogenfenster, Zwerchhäuser mit rundbogigen Staffelgiebel und Blendmaßwerkornamentik, zum Teil originale Fenster, originale Torgitter, Bleiglasfenster, Hofgebäude: zweigeschossiger Putzbau, Verwendung von Teilen eines Vorgängerbaues, Porphyrgewände, Sitznischenportal von 1708, weiteres Porphyrportal bezeichnet mit 1615, Kastenerker mit Pilastergliederung, auf unregelmäßigem Grundriss
  - Fabrik: zweigeschossiger Putzbau mit Krüppelwalmdach, Fenstergewände aus Hilbersdorfer Porphyr, verputztes Bruchsteinmauerwerk, ehemalige Zigarrenfabrik, Haus möglicherweise verbunden mit Obermarkt 8 (Hofgebäude)
  - Geschichte: Heinrich Robert Bergmann (Kaufmann & Zigarrenfabrikant) wurde am 2. September 1826 geboren, war als Kaufmann ein Schüler der ersten Waldheimer Zigarrenfabrik (Weißker & Auenmüller), eröffnete 1855 gleichfalls eine Zigarrenfabrik in Waldheim und ließ anfangs Patentcigarren fertigen. Erfolgreich in seinen geschäftlichen Unternehmungen, beteiligte er sich auch bald an dem öffentlichen Leben, war Stadtverordneter, 1869–1874 Stadtrat, von 1868–1871 auch Mitglied des Kirchenvorstandes, baute in seiner Eigenschaft als Stadtrat das Kranken- und Armenhaus, verfasste den Entwurf für eine neue Schulordnung, auf Grund dessen der 1875 in Leben getretene Schulausschuss seinen Entwurf aufbaute. Ferner beteiligte sich Bergmann lebhaft an der Reorganisation der Steuerverhältnisse, war Mitglied der Handelskammer zu Chemnitz, Deputierter im deutschen Handelstag und im sächsischen Eisenbahnrate, Mitglied des Bezirksausschusses der Kreishauptmannschaft Leipzig. Im Jahre 1877 wurde ihm die hohe Ehre zuteil, Seine Majestät den König Albert empfangen und durch seine Fabrik führen zu dürfen. Er starb plötzlich und unerwartet am 8. September 1883 infolge eines Gehirnschlages.
4. ↑  Vierseithof Heiligenborn 5 in Heiligenborn:

Geschlossen erhaltener Vierseithof mit Wohnstallhaus, Auszugshaus, Seitengebäude und Scheune. Das älteste Gebäude des Hofes dürfte das vor 2011 denkmalgerecht sanierte Wohnstallhaus sein. Das Erdgeschoss des Hauses ist massiv und weist ein wahrscheinlich bauzeitliches Stichbogenportal mit Schlussstein auf. Die Fensteröffnungen wurden nachträglich verändert. Die Fachwerkkonstruktion im Obergeschoss blieb original erhalten. Es handelt sich um eine zweirieglige Konstruktion mit gezapften Holzverbindungen. Abgeschlossen wird das Gebäude durch ein steiles Satteldach mit neuer Deckung.

Annähernd zeitgleich wurde das gegenüberliegende Seitengebäude erbaut, ein zweigeschossiges großes Wirtschaftsgebäude mit massivem Erdgeschoss und verkleidetem Fachwerkobergeschoss, ebenfalls durch ein Satteldach abschließend. Im Obergeschoss blieben die beiden Türen für die Bergung des Erntegutes erhalten. Im Erdgeschoss wurde eine Garage eingebaut, eine marginale Bauveränderung ohne Minderung des Denkmalwertes.

Die Scheune ähnelt in Dimension und Bauweise dem beschriebenen Seitengebäude, dürfte aber vermutlich später als dieses erbaut worden sein.

Den vorderen Hofabschluss bildet das jüngste Gebäude der Hofanlage, welches wahrscheinlich als Auszugshaus Mitte des 19. Jahrhunderts erbaut wurde. Auch dies ein Fachwerkbau mit massivem Erdgeschoss und Satteldach. Die Hofanlage beeindruckt durch seine Größe, Geschlossenheit und Authentizität. Eindrucksvoll dokumentiert der Hof sowohl das ländliche Bauhandwerk des 19. Jahrhunderts sowie Arbeits- und Lebensbedingungen dieser Zeit. Hieraus leitet sich die große bau- und sozialgeschichtliche Bedeutung des Bauernhofes ab.
5. ↑  Vierseithof Massanei 27 in Massanei:

Geschlossen erhaltener Vierseithof, drei der Gebäude auf Grund ihrer Authentizität denkmalwürdig. Das vierte Gebäude wurde vollständig umgebaut bzw. neu erbaut. Dieses Gebäude ist nicht Bestandteil der Denkmalliste.

Das original erhaltene Wohnstallhaus wurde laut Inschrift am Schlussstein des Stichbogenportals 1827 erbaut. Das Erdgeschoss des auf längsrechteckigem Grundriss aufgeführten Gebäudes ist massiv und verputzt, die Tür- und Fenstereinfassungen blieben ebenso erhalten wie die Stalltür und Stallfenster. Die strebenreiche Fachwerkkonstruktion im Obergeschoss wurde nur im Bereich des über dem Stall befindlichen Giebels massiv ersetzt. Abgeschlossen wird das Gebäude durch ein steiles Satteldach mit originaler Heuluke. Auch die Scheune dürfte zeitgleich mit dem Wohnstallhaus erbaut worden sein. Der durch seine Authentizität beeindruckende Fachwerkbau wird ebenfalls durch ein steiles Satteldach abgeschlossen. Das Seitengebäude hat ebenso wie das Wohnstallhaus ein massives Erdgeschoss, die Fachwerkkonstruktion des Obergeschosses weist noch Kopfstreben auf, woraus sich die Schlussfolgerung ergibt, dass das Gebäude um 1700 erbaut wurde und damit das älteste Gebäude des Hofes ist.

Der Bauernhof ist denkmalwürdig auf Grund seiner Geschlossenheit und der Authentizität seiner Wohn- und Wirtschaftsgebäude. Er bezeugt ländliches Bauhandwerk des 18. und 19. Jahrhunderts sowie die Lebens- und Arbeitsbedingungen seiner Entstehungszeit, woraus sich die bau- und sozialgeschichtliche Bedeutung ableitet. Gleichzeitig kommt ihm als Teil einer Gruppe von gut erhaltenen Bauernhöfen auch eine ortsbildprägende Bedeutung zu.
6. ↑  Kirche St. Nicolai in Reinsdorf:
  - Kirchhof: Der Kirchhof bildet eine Nebenanlage zur Kirche. Er wird durch eine Bruchsteinmauer eingefasst. Denkmalwürdig sind das Kriegerdenkmal für Gefallene des Ersten Weltkrieges (Rohling aus Porphyr mit Inschriftenplatte) neben der Kirche sowie 8 mit schlichten Holzkreuzen versehene Soldatengräber aus dem Zweiten Weltkrieg. Die Kirche und der Kirchhof mit den genannten denkmalwürdigen Bestandteilen waren untrennbare Bestandteile des alltäglichen Lebens der Dorfbevölkerung und erlangen somit eine große ortsgeschichtliche Bedeutung, von der sich ihr Denkmalwert ableiten lässt.
  - Kirche St. Nicolai (Dehio Sachsen II. Deutscher Kunstverlag München 1998, S. 1006f): Die Erbauungszeit der Kirche ist nicht bekannt. Vermutlich entstand sie in der zweiten Hälfte des 13. Jahrhunderts. Reste eines romanischen Baus sind erhalten. So beispielsweise befindet sich im Osten hinter dem Altar ein später zugemauertes romanisches Fenster. Auch ein kleines romanisches Fenstergewände blieb im Westen der Kirche erhalten. Das Turmfundament wurde bei der Innensanierung gefunden. Zeitgleich ist auch die steinerne Blume (Sonne) an der Außenwand der Nordseite über dem Eingang zur Patronatsloge.

Auch die erste große Umbauphase, bei der alle gotischen Fenster geschaffen wurden und der Eingang an die Südseite verlegt wurde, ist urkundlich nicht überliefert. 1676 ließ Moritz Friedrich von Milkau auf Kriebstein die Kirche unter Einbeziehung der Umfassungsmauern des romanischen Vorgängerbaus neu erbauen. „Dabei wurde die zweite Empore und die Patronatsloge eingebaut. Auch die Decke (Tonnengewölbe) entstand da. Diese war als Kassettendecke gestaltet und mit grau-blauen Wolken bemalt. Die Kassetten waren 1,20 m × 1,20 m und wurden durch Zierleisten voneinander getrennt.

… Am 26. Juni 1825 schlug der Blitz in den Turm ein und zerschmetterte ihn, sowie einen Teil der Kirche, ohne zu zünden und tötete den Kantor, welcher gerade zu einer Hochzeit spielte. Nach dem Blitzschlag entstand der Turm in der heutigen Form… Um 1880/90 wurde die obere Empore umlaufend gebaut …“ (Quelle: Internetseite www.kirche-region-waldheim.de, Jörg Möbius, Reinsdorf).

Barocke Saalkirche mit Resten des romanischen Vorgängerbaus – verputzter Bruchsteinbau mit geradem Ostabschluss, an der Südseite zwei Spitzbogenfenster. Der Bau wird wesentlich geprägt durch einen wuchtigen romanischen Turm über querrechteckigem Grundriss. Der schlanke Helm stammt aus dem Jahr 1825.

Das Spitzbogenportal an der Südseite entstand um 1480. Das Innere wird wesentlich geprägt durch die umlaufenden Emporen, an der Nordseite zweigeschossig. An deren Brüstungen finden sich ornamentale Malereien, welche 1930 freigelegt werden konnten. An der Südseite befinden sich Logen, die mit prunkvollen Wappen derer von Kriebstein versehen sind.

Erwähnenswert ist der spätgotische Flügelaltar mit den Darstellungen der Anna Selbdritt und der 14 Nothelfer, eventuell vom Meister des Alexiusaltars, um 1520 entstanden. Die Kanzel mit Schalldeckel entstand vermutlich noch in der ersten Hälfte des 17. Jahrhunderts.

Die 1872/73 von Urban Kreutzbach und Söhnen für die Kirche von Bubendorf geschaffene Orgel wurde 1973 umgesetzt und durch den Orgelbauer Schmeisser klanglich verändert.
7. ↑  Vierseithof Reinsdorf 20 in Reinsdorf:

Das Auszugshaus und das Seitengebäude sind Teile eines Vierseithofes, der zur historischen, strukturprägenden Bebauung in der Ortslage des Waldhufendorfes Reinsdorf gehört. Für das auf der Hofnordseite stehende Auszugshaus ist inschriftlich das Erbauungsjahr 1734 überliefert. Es handelt sich um einen zweigeschossigen Fachwerkbau mit Satteldach. Am teilweise erhaltenen Rähmbalken des Erdgeschosses ist zu erkennen, dass das Gebäude ursprünglich vollständig in Fachwerk errichtet war. Die massive Ausführung des Erdgeschosses erfolgte nachträglich. Tür- und Fensteröffnungen erhielten dabei teils profilierte Porphyrtuffrahmungen. In der für bäuerliche Bauten Sachsens typischen Form ist das Erdgeschoss dreizonig untergliedert, mit Wohnteil auf der zugewandten Giebelseite, mittleren Flur- und Küchenteil sowie Stallteil auf der abgewandten Giebelseite. Das Obergeschoss enthält vorwiegend Kammern. Es zeigt eine einrieglige Konstruktion mit Wechsel- und K-Streben. Das Dachwerk des Satteldachs wird von einem Mittellängsverband ausgesteift. Zum historischen, denkmalwürdigen Bestand des Gebäudes zählen Ausstattungselemente wie gefelderte Türblätter sowie die Haustreppe mit Sägedockengeländer. Das die Südseite des Hofes einnehmende Seitengebäude ist ebenfalls ein Fachwerkbau. Seine zweirieglige Fachwerkkonstruktion mit Wechselstreben verweist auf eine Entstehungszeit in der Mitte des 19. Jahrhunderts. Das aus Ziegelmauerwerk bestehende Erdgeschoss und die in gleicher Weise ausgeführten Giebel gehen auf einen Umbau 1906 zurück. Auch hier ist der Erdgeschossgrundriss dreizonig angelegt. Auf der zugewandten Seite befinden sich Schweine- und Pferdestallungen, in der Mitte die Durchfahrt und auf der abwandten Seite Vorratsräume und Wagenschuppen. Das Obergeschoss unterteilt sich in Kammern und Bergeraum, was nach außen auch durch den Versprung in der Stockwerkshöhe sichtbar wird, wobei der Bereich über der Durchfahrt mit Sprengwerk und Gabelöffnung Teil des Bergraums ist. Auch auf die Konstruktion des Satteldaches wirkt sich die Unterteilung des Obergeschosses aus. Auf der zugewandten Kammerseite ist diese als doppelt stehender Pfettendachstuhl und auf der Bergeraumseite als Drempel- oder liegender Pfettendachstuhl ausgebildet. Mit der Umbaumaßnahme 1906 wurde auch die Verbretterung der Gebäuderückseite angebracht. Die zugleich vorgesehene Aussetzung der Hofseitengefache mit Ziegel entfiel offensichtlich, ihre Ausfachung besteht heute noch aus Lehmstaken mit Lehmverputz. Denkmalbestand der Hofanlage sind außer den genannten Gebäuden der Hofbrunnen mit Porphyrtuffeinfassung und das im Wildverband verlegte Hofpflaster. Das stark überformte Wohnhaus und ein jüngerer Ersatzbau der Scheune sind ohne Denkmalwert.

Die Denkmaleigenschaft der beschriebenen Objekte ergibt sich aus ihrem Zeugniswert für die frühere dörfliche Bau- und Lebensweise am Ort und in der Region Mittelsachsen. Sie dokumentieren, dass der Fachwerkbau ein prägendes und traditionelles Element für die Kulturlandschaft des mittelsächsischen Hügellandes ist. Aufgrund seines Alters und seines Gefüges ist das Auszugshaus hierbei besonders hervorzuheben. Das Seitengebäude verweist demgegenüber darauf, in welcher Form der regionale Fachwerkbau im 19. Jahrhundert ausgeführt wurde und je nach Bedarf anpassende, zeitgemäße Erneuerungen erfuhr. Hofbrunnen und Hofpflaster tragen zur Authentizität und Anschaulichkeit des historischen Baubestandes bei. Unter diesen Aspekten erlangen die Objekte ihre bau- und heimatgeschichtliche Bedeutung.
8. ↑  Vierseithof Reinsdorf 38 in Reinsdorf:

Die Fassaden weisen die traditionelle Gliederung der Bauernhäuser Sachsens auf mit großen Rechteckfenstern am zugewandten Giebel und links der Eingangstür (Stubenbereich). Das Haus ist hofseitig erschlossen. Neben der Haustür befindet sich noch ein großes Fenster, welches der Belichtung des Hausflurs dient. Am rechten Teil der Hoftraufseite befinden sich die Stalltür sowie die zugehörigen Stallfenster. Das Fachwerk im Obergeschoss ist schlicht mit wenigen Streben, die großen Rechteckfenster sind regelmäßig angeordnet. Mit dieser Gestaltung folgt das um 1900 neu errichtete Wohnstallhaus der über Jahrhunderte bewährten Konstruktion und Gliederung des ländlichen Bauernhauses in Sachsen. Das trifft auch auf das Innere des Hauses zu, welches ebenfalls die übliche Dreiteilung des Erdgeschosses in Wohn-, Flur- und Stallteil zeigt. Die Raumgrößen und Raumhöhen sind großzügig bemessen. Im Stall treffen wir ein preußisches Kappengewölben auf Doppel-T-Trägern und Gusseisenstützen an. Auch die Gliederung des Obergeschosses entspricht langbewährten Traditionen durch seine Dreiteilung in gute Stube, Hausflur mit Treppe sowie Kammerteil mit Kammergang. Die Türen aus der Erbauungszeit blieben teilweise erhalten. Auch im Obergeschoss fallen die relativ großen Zimmer und Kammern sowie Raumhöhen auf. Der Dachstuhl wurde als Kehlbalkendach mit doppelt stehendem Stuhl ausgebildet.

Das Bauernhaus ist ein in altbewährter Weise erbauter ländlicher Zweckbau, der außer dem preußischen Kappengewölbe im Vergleich zu älteren Wohnstallhäusern keine neuen Konstruktions- oder Gestaltungsformen aufweist. Zum einen belegt das, dass sich die Bauernhausform des Wohnstallhauses über Jahrhunderte bei ähnlicher Wirtschaftsweise bewährt hatte, zum anderen verdeutlicht die Bauweise auch das für die ländlichen Regionen typische Bewahren der Traditionen.

Auf Grund des guten Originalzustandes wird das Wohnstallhaus zum eindrucksvollen Beispiel ländlichen Bauens, Wohnens und Wirtschaftens um 1900 und erlangt hierdurch eine bau- und sozialgeschichtliche Bedeutung.